# Oe-Cusse Ambeno
| Rejiaun Administrativa Espesiál de Oe-Cusse Ambeno (tetum) Região Administrativa Especial de Oé-Cusse Ambeno (portugiesisch) |                  |                |
| Symbole der ARAEO und der ZEESM                                                                                              |                  |                |
| Bergzug in Oe-Cusse Ambeno                                                                                                   |                  |                |
| Daten |                  |                |
| Hauptstadt | Pante Macassar   | Pante Macassar |
| Fläche | 813,62 km²       | 813,62 km²     |
| Einwohnerzahl (2022) | 80.685           | 80.685         |
| Zahl der Haushalte (2022) | 17.730           | 17.730         |
| ISO 3166-2: | TL-OE            | TL-OE          |
| Verwaltungsämter | Einwohner (2022) | Fläche         |
| Nitibe | 13.496           | 299,50 km²     |
| Oesilo | 12.637           | 297,39 km²     |
| Pante Macassar | 45.415           | 356,56 km²     |
| Passabe | 49.137           | 360,18 km²     |
| Karten |                  |                |
| Übersichtskarte Manufahi |                  |                |
| Verwaltungsgliederung von Manufahi                                                                                           |                  |                |

Die Sonderverwaltungsregion Oe-Cusse Ambeno (portugiesisch Região Administrativa Especial de Oé-Cusse Ambeno RAEOA, auch Oecusse RAEO) ist eine Exklave Osttimors an der Nordküste des ansonsten indonesischen Westtimors. Kulturell, wirtschaftlich und auch familiär bestehen enge Verbindungen zwischen Oe-Cusse Ambeno und dem restlichen Westtimor. An der Küste Oe-Cusse Ambenos landeten 1515 die Portugiesen als erste Europäer auf der Insel Timor. Hier gründeten sie mit Lifau ihre erste Hauptstadt der Kolonie. Die Topasse, eine europäisch-malaiische Mischbevölkerung aus Flores und Solor, bauten in den namensgebenden Reichen Oecusse und Ambeno ihre Machtbasis aus. Sie kontrollierten lange Zeit den profitablen Sandelholz- und Bienenwachshandel und vertrieben 1769 sogar die Portugiesen nach Dili. Später kehrte das Gebiet der beiden Reiche wieder unter die portugiesische Oberhoheit zurück und blieb es auch, nachdem die Niederländer das umgebende Land ihrer Kolonie Niederländisch-Indien einverleibt hatten. Das später daraus entstandene Indonesien besetzte 1975 die Exklave als erstes Gebiet Portugiesisch-Timors, bevor einige Monate später die große Invasion in das restliche Osttimor begann. Das vom Guerillakrieg der osttimoresischen Unabhängigkeitsbewegung weitgehend verschonte Gebiet zerstörten indonesische Armee und pro-indonesische Milizen infolge des Unabhängigkeitsreferendums Osttimors 1999. Nach drei Jahren UN-Verwaltung wurde Osttimor unabhängig und Oe-Cusse Ambeno seine westlichste Provinz.
Oe-Cusse Ambeno wird in der Verfassung von Osttimor ein administrativer und wirtschaftlicher Sonderstatus zugestanden. 2014 wurde zur Umsetzung des Sonderstatus die Behörde der Sonderverwaltungsregion Oe-Cusse Ambeno (portugiesisch Autoridade da Região Administrativa Especial de Oe-Cusse Ambeno, ARAEO) geschaffen. Außerdem wurde eine Sonderzone für soziale Marktwirtschaft (tetum Zona Espesial Ekonomiko Sosial no Merkadu, ZEESM) eingerichtet, der auch die Insel Atauro angehört.

## Name

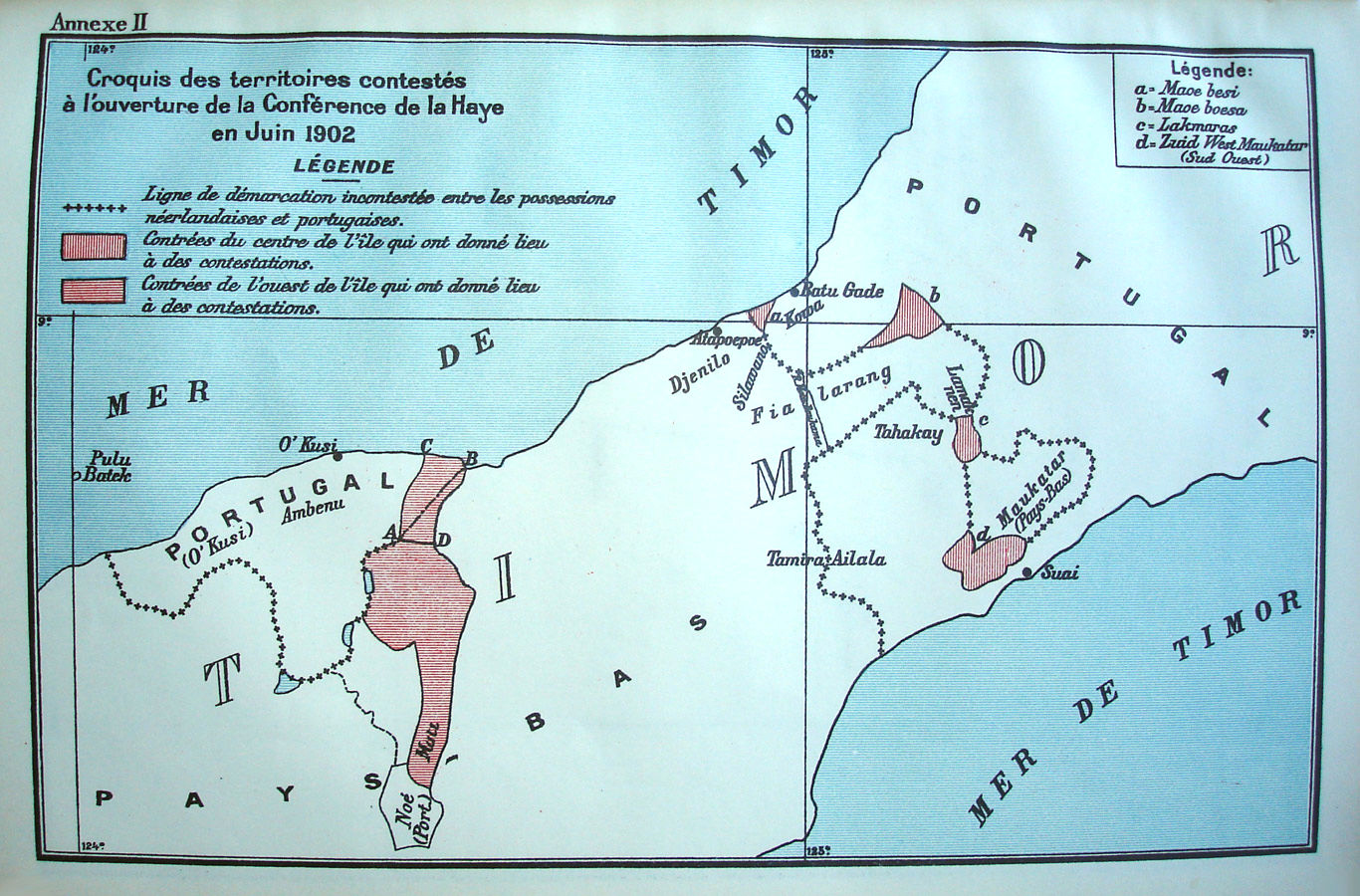
Karte von 1902. Hier wird die Exklave „(O′Kusi) Ambenu“ genannt.

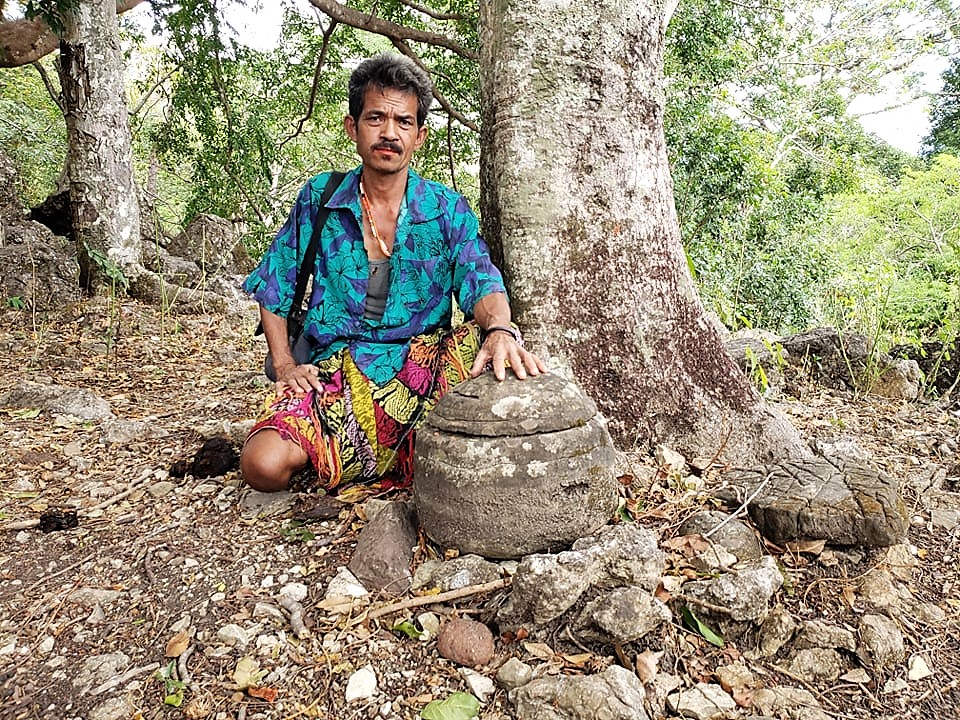
Der Kussi, der mythische Ursprung Oe-Cusses

Wie in Osttimor nicht ungewöhnlich, gibt es zahlreiche unterschiedliche Schreibweisen für den Namen der Region: Oe-Kusi, Oecusse, Ocussi, Oecússi, Oecussi, Oekussi, Oekusi, Okusi, Oé-Cusse. Die Schreibweisen mit „k“ leiten sich meist von Tetum oder anderen austronesischen Sprachen ab. Mit „c“ sind Schreibweisen, die sich am Portugiesischen orientieren. Inzwischen wird wieder im offiziellen Gebrauch der Doppelname Oecusse-Ambeno (auch Oecussi-Ambeno, Ocussi-Ambeno, Oecússi-Ambeno, Oe-Kusi Ambenu) verwendet, statt Oecusse allein. Selten wird die Exklave, wie in der indonesischen Besatzungszeit, nur Ambeno (Ambenu) genannt.
Das historische timoresische Reich, das den Großteil des Territoriums der heutigen Sonderverwaltungsregion einnahm, hieß Ambeno und hatte seine Zentren in Tulaica und Nunuhenu. Oecusse ist der traditionelle Name der heutigen Hauptstadt Pante Macassar und ihrer Umgebung. Hier lag das zweite traditionelle Reich der Exklave mit Sitz in Oesono.
„Oecusse“ und „Ambeno“ wurden schon in der portugiesischen Kolonialzeit als Synonyme für die Exklave verwendet. Später kam der Doppelname Oecusse-Ambeno auf. In der offiziellen Auflistung aller Verwaltungseinheiten Osttimors von 2009 wird der damalige Distrikt aber nur mit seinem Kurznamen „Oecusse“ bezeichnet. Eine reale politische Teilung der Sonderverwaltungsregion entlang der Grenzen der alten Reiche gibt es nicht. „Oe-Cusse Ambeno“ ist wieder offiziell im Ministerialen Diplom 16/2017 angegeben.
Der Name „Oe-Kussi“ stammt aus dem lokalen Baikeno-Dialekt. „Oe“ bedeutet „Wasser“. Für „Kussi“ gibt es unterschiedliche Deutungen. Häufig wird es mit dem Namen einer bestimmten Art von traditionellen Tonkrügen gleichgesetzt, womit „Oe-Kussi“ in etwa „Wasserkrug“ bedeuten würde. Zu dieser Namensgebung gibt es eine Legende, um einen steinernen „Kussi“ im Suco Banafi. Andere Quellen geben an, dass Kussi ein einheimischer Herrscher von Ambeno war. Auch „Ambenu“ besteht aus zwei Wörtern. „Ama“ oder „am“ bedeutet „Vater“, beziehungsweise „König“. „Benu“ ist der Name zweier legendärer Herrscher der Region.

## Geographie

### Übersicht

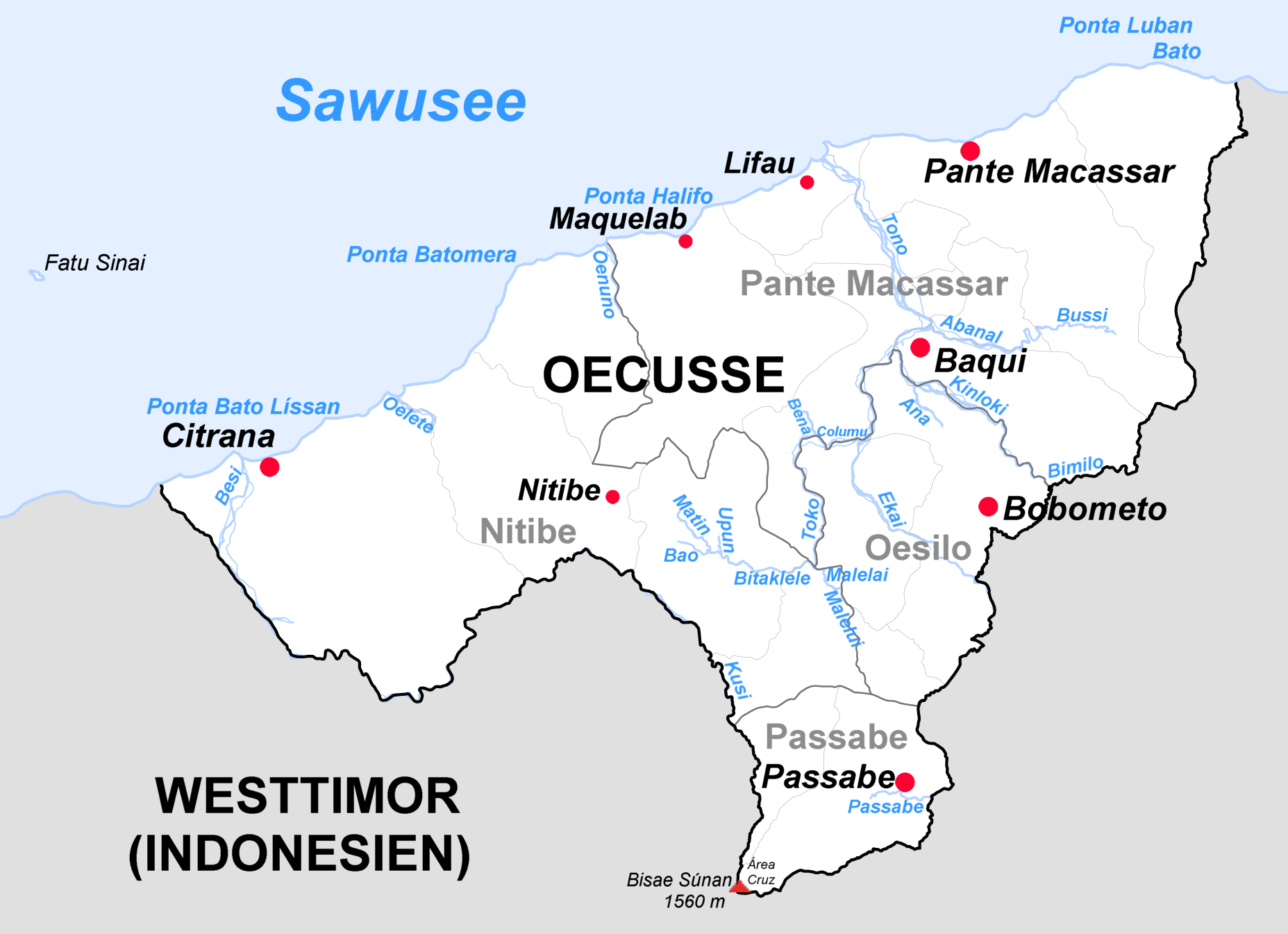
Orte und Flüsse in Oe-Cusse Ambeno (Grenzen von vor 2015)

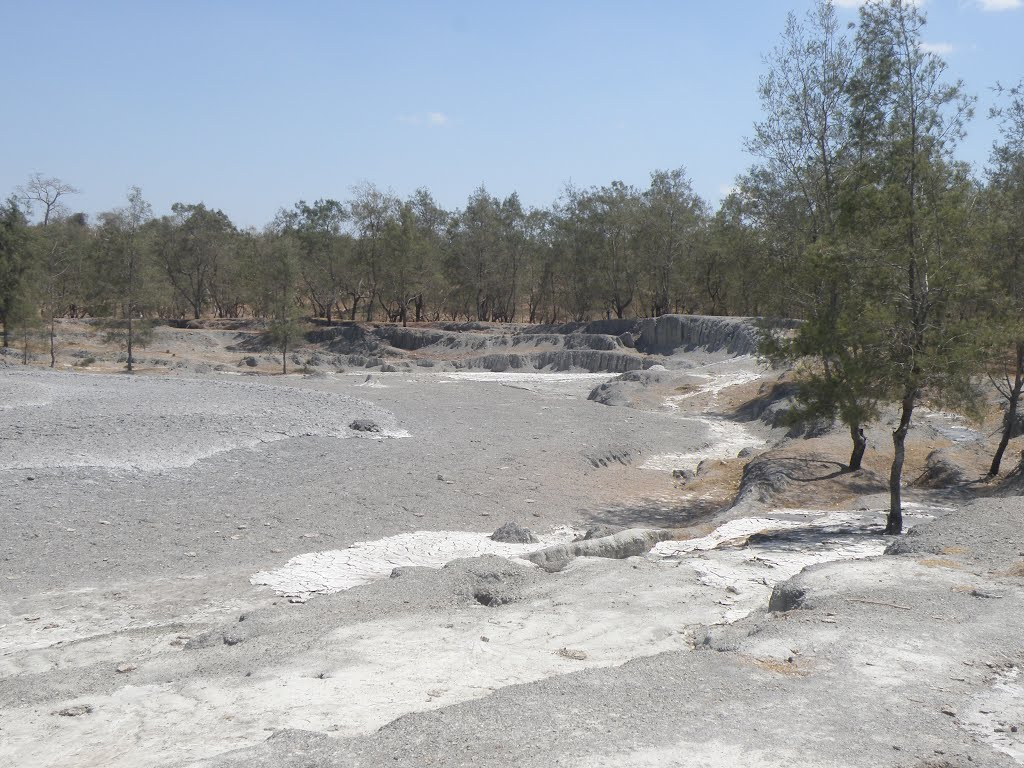
Kasuarinen am Rand der Schlammvulkane in Oesilo

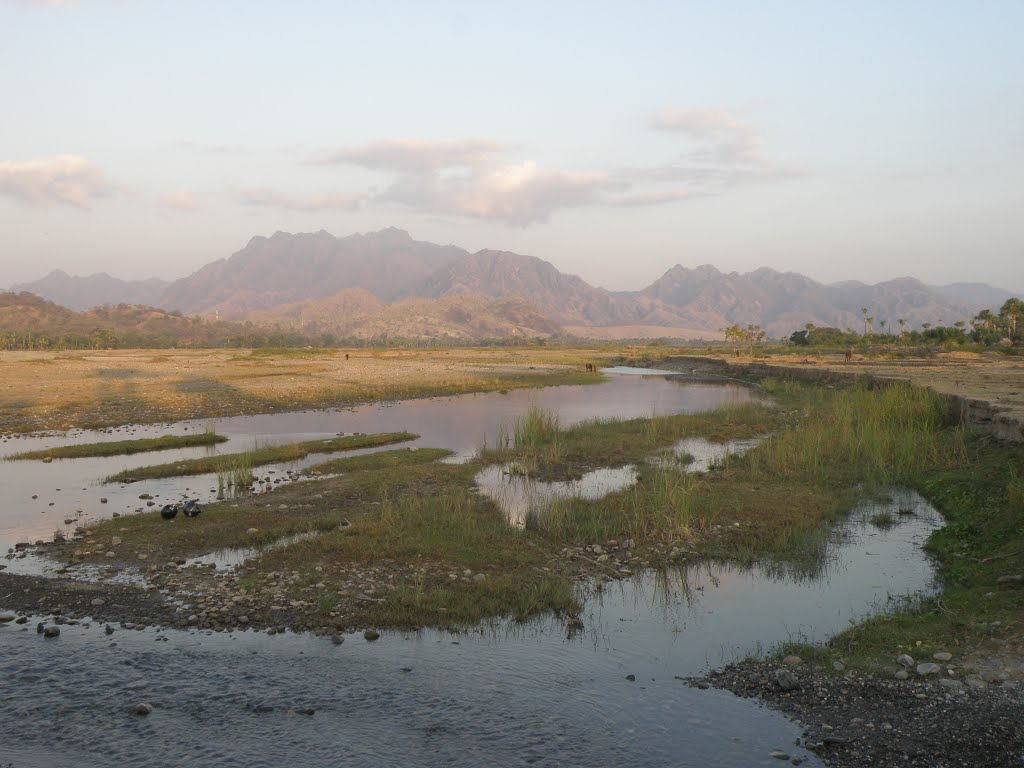
Der Tono in den Hügeln von Pante Macassar

Oe-Cusse Ambeno hat eine Fläche von 813,62 km². Die Sonderverwaltungsregion ist außer im Norden, wo sie an die Sawusee grenzt, vollständig von indonesischem Staatsgebiet umgeben. Das restliche Territorium von Osttimor liegt 58 Kilometer Luftlinie weiter östlich; auf der Straße beträgt die Distanz über 70 Kilometer. Die Küstenlinie Oecusses ist etwa 50 km lang, die Landgrenze etwa 300 km. Im Osten und Süden liegt der indonesische Regierungsbezirk Nordzentraltimor. Im äußersten Westen reicht Oe-Cusse Ambeno bis an den Regierungsbezirk Kupang. Bis 2019 stritten sich Osttimor und Indonesien um die Área Cruz (Verwaltungsamt Passabe), bis man sich auf die Zugehörigkeit zu Osttimor einigte. Weiterhin umstritten sind das 1069 Hektar große Citrana-Dreieck mit dem Ort Naktuka (Verwaltungsamt Nitibe) und die Insel Fatu Sinai, 12 km vor der Küste des westlichsten Punkts der Sonderverwaltungsregion. Von Oe-Cusse Ambeno aus führen Grenzübergänge bei Bobometo (Verwaltungsamt Oesilo), Sacato (Verwaltungsamt Pante Macassar) und Passabe (Verwaltungsamt Passabe) nach Westtimor. Allerdings sind nur Bobometo und Sacato legale Übergänge.

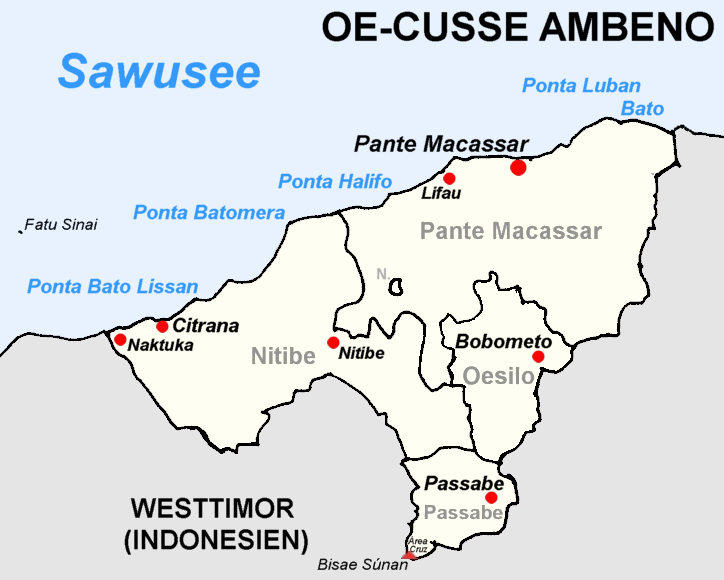
Die Grenzen der Verwaltungsämter (Stand 2019)

Oe-Cusse Ambeno ist in vier Verwaltungsämter (Posto Administrativo) mit insgesamt 18 Sucos und 63 Aldeias unterteilt. Die Verwaltungsämter sind Nitibe, Oesilo, Pante Macassar und Passabe. Die Hauptstadt Pante Macassar (Pante Makasar, Oecussi) befindet sich in dem als urban klassifizierten Suco Costa und liegt 281 km westlich von Dili.
Der wichtigste Fluss ist der Tono. Er entspringt im Verwaltungsamt Oesilo und mündet bei Lifau in die Sawusee. Außerhalb der Regenzeit fällt der Fluss aber trocken. Abseits des Tonos besteht die Sonderverwaltungsregion aus einer Landschaft mit wasserarmen Hügeln von 800 bis 900 m Höhe. Der Nordosten Oe-Cusse Ambenos bildet die jüngste und wildeste Oberflächenstruktur der gesamten Insel und ist vulkanischen Ursprungs. Hier liegt im Verwaltungsamt Pante Macassar mit 1259 m einer der höchsten Punkte Oe-Cusse Ambenos, der Sapu (Fatu Nipane). In Passabe steigt das Land kontinuierlich an und erreicht an der Südwestspitze des Verwaltungsamts mit dem Bisae Súnan bei 1560 m den höchsten Punkt der Sonderverwaltungsregion. Weitere Berge sind der Manoleu (1171 m) im Nordwesten von Nitibe und der Puas (1121 m) in Passabe. In Oesilo befinden sich südlich des Ortes Saben (Suco Bobometo) die Schlammvulkane von Poto.

### Geologie

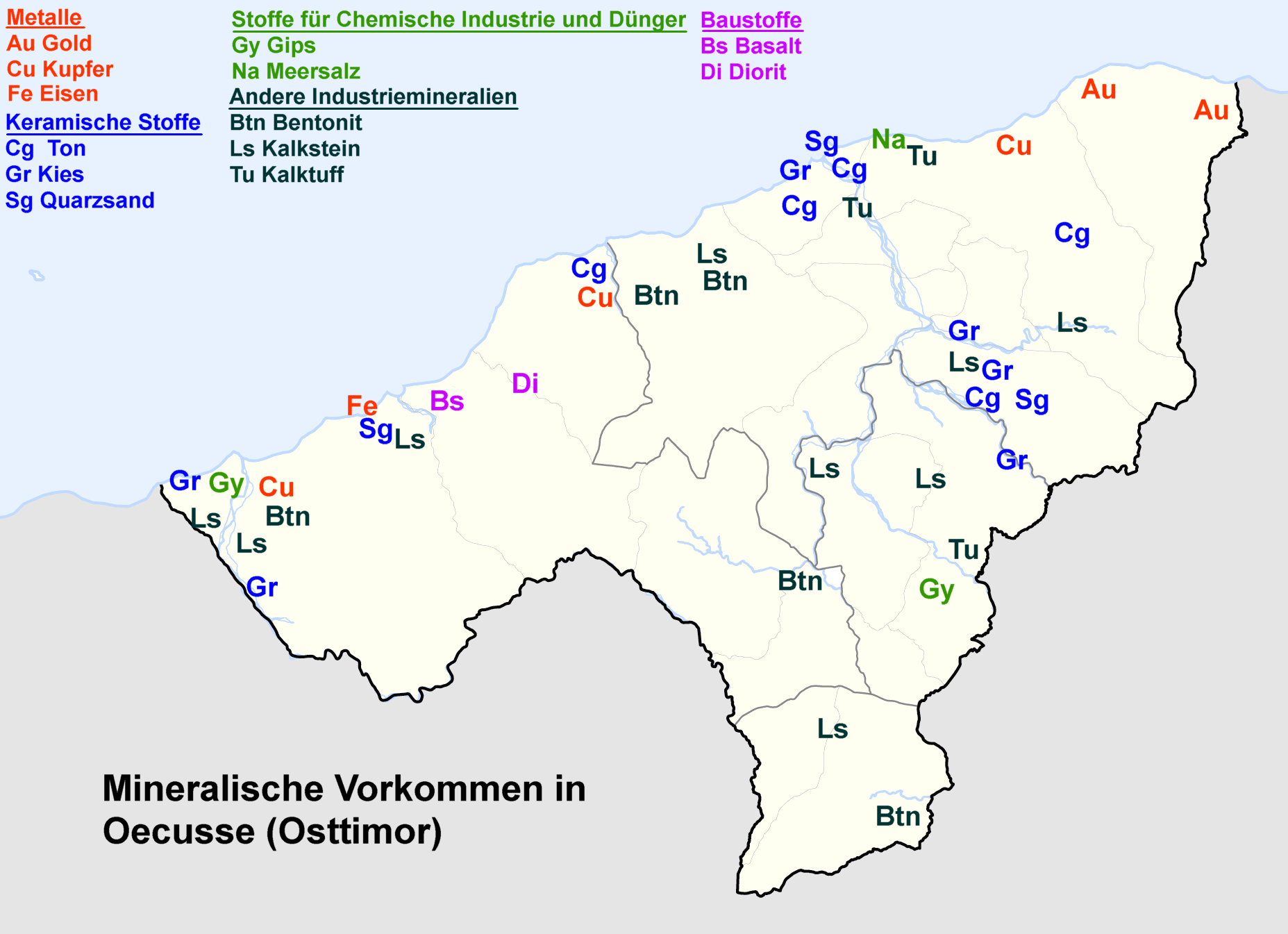
Mineralische Vorkommen in Oe-Cusse Ambeno.

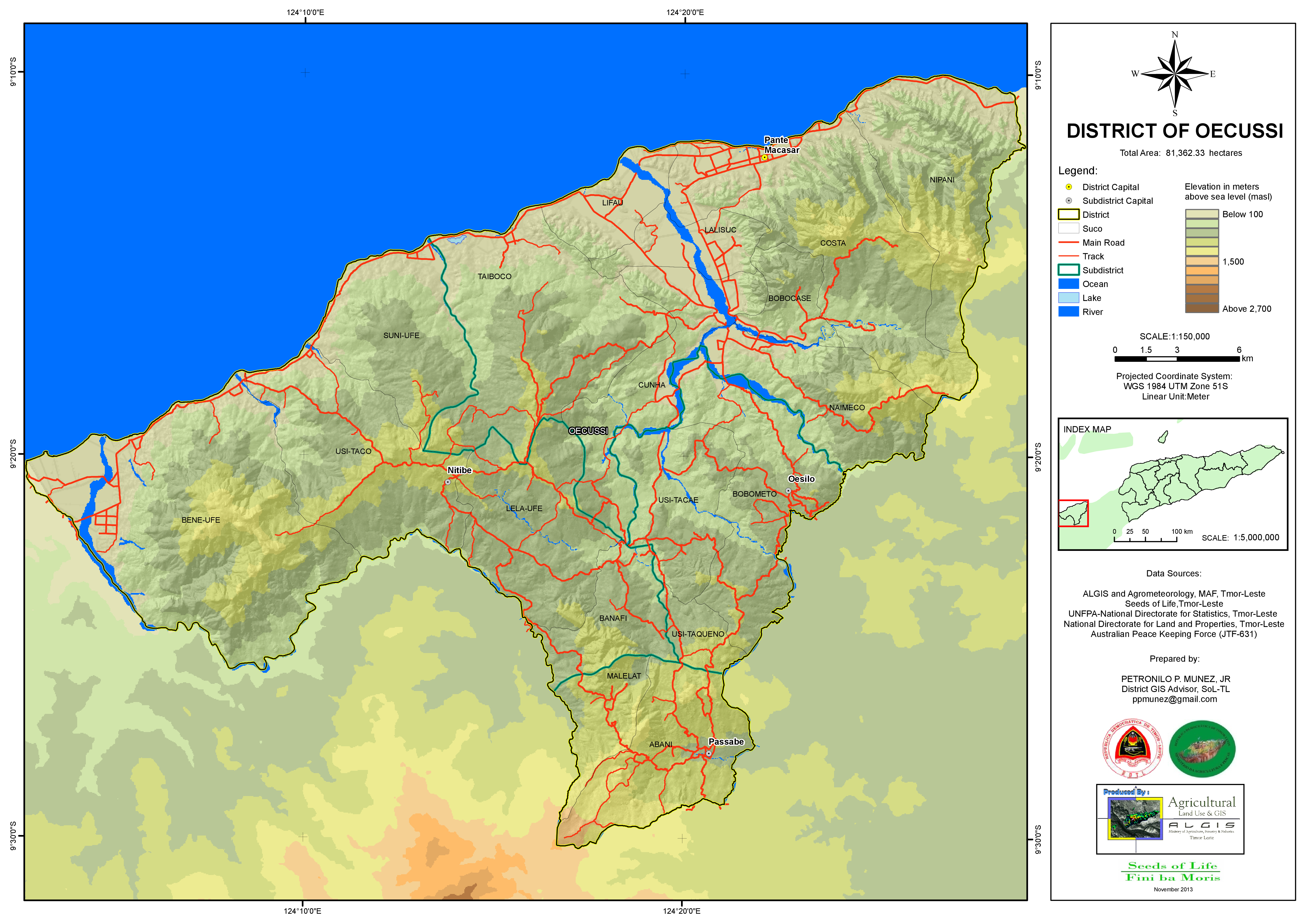
Straßennetz und Topographie in Oe-Cusse Ambeno

Regionalgeologisch befindet sich die Insel Timor im Bereich des Äußeren Bandabogens. Der Bandabogen (Banda arc) entstand bei der Kollision der Australischen mit der Eurasischen Platte. Dabei wurden seit dem späten Miozän distale (landferne) Sedimente des australischen Kontinentalrandes südwärts auf proximale (landnahe) Gesteinskomplexe überschoben. Einzelne Gesteinsblöcke aus dem Untergrund werden im Zuge der Subduktionsvorgänge an bestehende Inselbogengesteine angegliedert (aggregiert). Der komplexe Falten- und Überschiebungsgürtel entwickelt sich bis zum gegenwärtigen Zeitpunkt stetig weiter, da sich die Australische Platte durchschnittlich mit 70 Millimetern pro Jahr nordwärts unter die Eurasische Platte schiebt. Ausdruck dieser plattentektonischen Prozesse sind zahlreiche Erdbeben in dieser Region. Tektonostratigrafisch lassen sich in Oe-Cusse Ambeno drei Einheiten untergliedern.
Die älteste Einheit, die genetisch dem australischen Kontinentalrand (Australian continental margin unit) zugeordnet werden kann, wird in Oe-Cusse Ambeno im Süden des Sucos Naimeco durch die triassische Aitutu-Formation gebildet. Die hell- bis dunkelgraue, karbonatisch – tonige Wechselfolge ist durch fein- bis grobgeschichtete Gesteine charakterisiert, in die zahlreiche Karbonat- und Chert-Knollen sowie zahlreiche Fossilien eingelagert sind. Das harte radiolaritische Calcilutit, das 80 % der Formation ausmacht, bildet schroffe Klippen, auf denen nur eine spärliche Vegetation wächst. 15 % des Gesteins der Aitutu-Formation besteht aus Fossilschalen und 5 % werden durch Calcarenite, Schillkalksteine, Quarzarenite, Radiolarite und stark bitumenhaltige Gesteine gebildet.
Im Osten von Nitibe sind in einigen Gebieten Kalksteine der Dartollu-Formation aufgeschlossen, die sich im Eozän in seichten Meeresgewässern des australischen Kontinentalhanges gebildet haben. Die meist honigbraunen Biocalcarenite werden aus einer Mischung aus körnigen, kalkhaltigen Skelettfragmenten in einer Matrix aus Mikrit gebildet. Diese Gesteinsformation ist durch das Auftreten von zahlreichen Höhlensystemen gekennzeichnet, die auf eine intensive Verkarstung zurückgehen.
Ein Großteil Oe-Cusse Ambenos besteht aus Gesteinen des sogenannten Bobonaro-Komplexes. Diese Gesteine entstanden im Ergebnis der Kollision der beiden Kontinentalplatten. Diese allochthone Gesteinsformation kommt nicht nur in der nächstgelegenen osttimoresischen Gemeinde Bobonaro vor, sondern ist eine der häufigsten Gesteinsformationen der gesamten Insel. Eingebettet in eine Matrix aus Tonstein sind chaotisch eingelagerte, lithologisch äußerst unterschiedliche, kantige bis abgerundete Felsbrocken aus älteren geologischen Formationen (Perm bis unteres Miozän), die am australischen Kontinentalhang gebildet wurden. Während die vorwiegend dunkle, braune und grüne Tonmatrix die Sedimentation im Becken während der Bildung präsentiert, wurden die Gesteinsbrocken, vom Kontinentalhang durch submarine Erdbeben ausgelöst, in die weiche Tonmatrix eingelagert. Verschiedene Gesteinstypen können dabei sehr unregelmäßig in der Tonmatrix verteilt sein. Derartige Bildungen werden genetisch als Olisthostrome bezeichnet. Heftige Bodenbewegungen und tektonische Unruhe während der Bildung der Olisthostrome ab dem späten Miozän werden durch eine intensive Verschuppung der Gesteine und die Ausbildung von zahlreichen Harnischstriemen auf den eingebetteten Felsbrocken (Olistholithe) angezeigt. Die wesentlich härteren Olistholithe bilden dabei mehr als 90 % der Felsen der Region aus. Die Größe der eingelagerten Fremdgesteine reicht von wenigen Millimetern bis zu 500 Metern Durchmesser.
Die jüngsten Ablagerungen sind an den Mündungen von Tono im Zentrum und Noel Besi an der Westgrenze zu finden, die sich in syn- und postorogenen Sedimentbecken seit dem Jüngsten Miozän abgelagert haben. Diese und die Küste Pante Macassars sind mit jungen Alluvialböden (Schwemmland) bedeckt. Im Norden Pante Macassars und an der Westgrenze gibt es noch diverse Gebiete, von denen es keine datierbaren geologischen Daten gibt.
Bei einer Rohstoffprospektion im Jahr 2002 wurden diverse Mineralien und Bodenschätze in Oe-Cusse Ambeno kartiert. So gibt es in Usitaco Basalt- und Dioritvorkommen, die als Werksteine geeignet sind. An der Küste finden sich verschiedene Metallvorkommen: in Nipane Gold, in Beneufe Eisen und an verschiedenen Stellen Kupfer. Letzteres wurde bereits in den 1980er Jahren von einem multinationalen Konzern auf eine Verwertung hin geprüft. Weitere nutzbare Rohstoffe in der Sonderverwaltungsregion sind Gips, Kaolin, Kalkstein, Ton, Sand, Bentonit, Mergel und Kies. Bei Pante Macassar wird Meersalz gewonnen.

### Entfernungen
| Entfernungen [km] | Entfernungen [km] | Entfernungen [km] | Entfernungen [km] | Entfernungen [km] | Entfernungen [km] |
| Ort               | Citrana (Nitibe)  | Oesilo            | Pante Macassar    | Passabe           |                   |
| ----------------- | ----------------- | ----------------- | ----------------- | ----------------- | ----------------- |
| Citrana (Nitibe)  |                   | 65                | 35                | 77                |                   |
| Oesilo            | 65                |                   | 30                | 12                |                   |
| Pante Macassar    | 35                | 30                |                   | 42                |                   |
| Passabe           | 77                | 12                | 42                |                   |                   |

Die Stadt Pante Makassar liegt von der Landeshauptstadt Dili 210 Kilometer entfernt.

### Klima

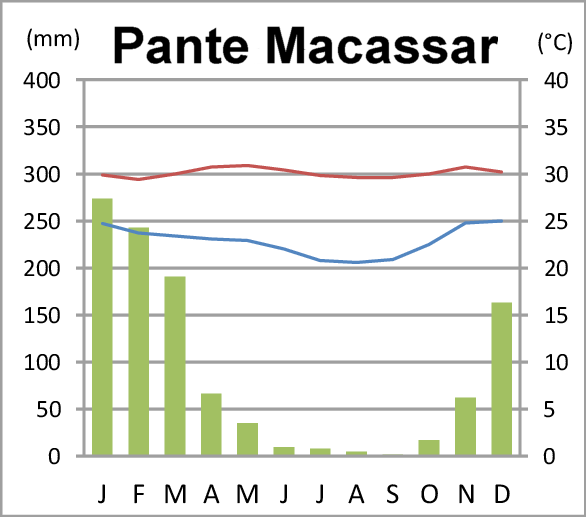
Klimadiagramm von Pante Macassar

Die Trockenzeit herrscht zwischen Mai und November. An der Küste setzt der Regen teilweise erst im Januar ein. In der Regenzeit kommt es vor allem im Hochland zu schweren Regenfällen, die an den Flüssen zu Überschwemmungen führen, besonders in Citrana und Passabe. Passabe wird in dieser Zeit völlig von der Außenwelt abgeschnitten. Die jährliche Niederschlagsmenge beträgt hier zwischen 2000 und 2500 mm. In Oesilo und Nitibe fallen jährlich etwa 1500 und 2000 mm Regen, in Pante Macassar sind es 1000 bis 1500 mm. In der Regenzeit nimmt auch die Gefahr durch die Malaria zu. Bereits einen Monat nach dem Ende der Regenzeit verliert die Landschaft wieder ihre grüne Farbe und dörrt aus. Die höchsten Temperaturen werden im November mit bis zu 32,4 °C gemessen, die niedrigsten im Juli mit 22,4 °C.

### Fauna und Flora

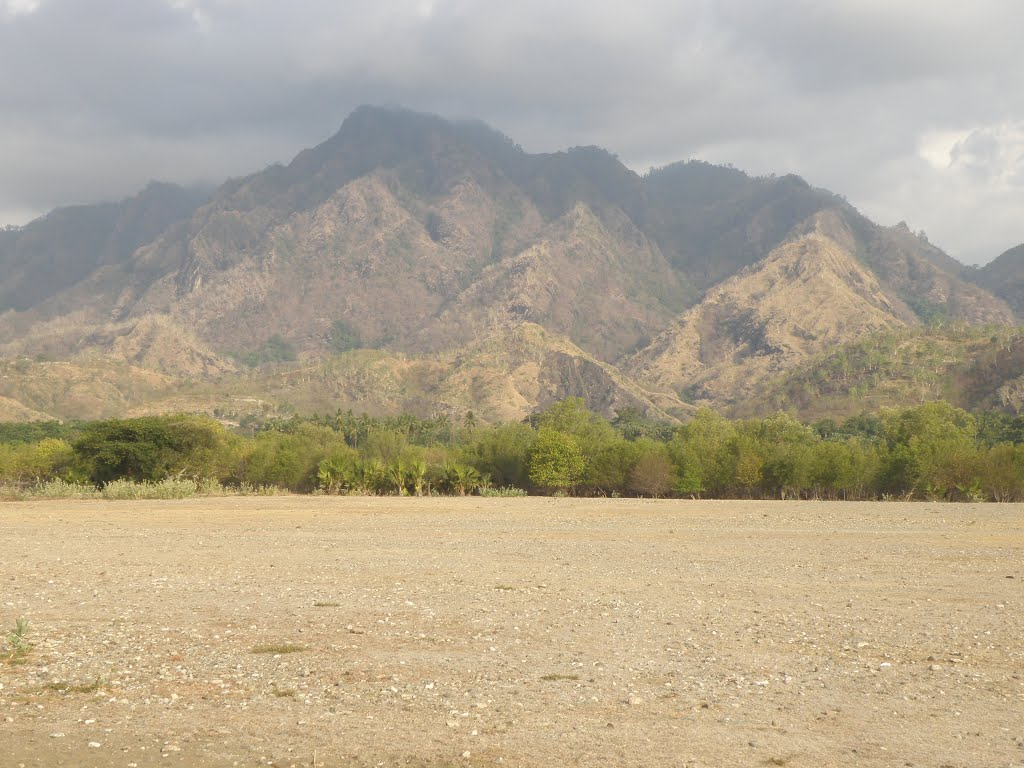
Savanne von Pante Macassar in der Trockenzeit

Die einheimische Froschwelt besteht hauptsächlich aus Vertretern der Reisfrösche Fejervarya und einem Frosch, der dem Weißbart-Ruderfrosch ähnelt (Polypedates cf. leucomystax). Zahlreich ist auch die vom Menschen vor wenigen Jahren eingeführte Schwarznarbenkröte (Bufo melanostictus). Auffällig ist der Timor-Flugdrache (Draco timorensis), der mit seinen Flughäuten von Baum zu Baum segeln kann. An Geckos finden sich der Tokeh (Gekko gecko), der Asiatische Hausgecko (Hemidactylus frenatus), der Saumschwanz-Hausgecko (Hemidactylus platyurus), der Roti-Hausgecko (Hemidactylus tenkatei) und eine unbestimmte Art der Bogenfingergeckos (Cyrtodactylus). Von einer wissenschaftlichen Expedition von 2010 wurde von drei Arten von Skinken in Oe-Cusse Ambeno berichtet: eine nicht näher bestimmte Art der Regenbogen-Skinke (Carlia), Vielstreifen-Skink (Eutropis cf. multifasciata) und Elbert-Smaragdskink (Lamprolepis cf. smaragdina). Daneben fand man die Riesenschlange Netzpython (Malayopython reticulatus) und die Seeschlange Nattern-Plattschwanz (Laticauda colubrina). Möglicherweise gibt es hier auch die Timor-Wasserpython (Liasis mackloti).
Für Wasser- und Küstenvögel sind zwei Feuchtgebiete in Oe-Cusse Ambeno bedeutend: die Mündung des Tono in Lifau mit 10 Hektar und ein Sumpfgebiet bei Pante Macassar mit 200 Hektar. Hier leben neben verschiedenen Entenarten, Zwergseeschwalben (Sterna albifrons), Rifftriele (Esacus giganteus), Malaienregenpfeifer (Charadrius peronii) und Königslöffler (Platalea regia).
Insgesamt sind 30,8 % der Sonderverwaltungsregion mit Wald bedeckt, bei dem es sich meistens um Flachland-Trockenwald handelt. Im Westen gibt es letzte Reste von ursprünglichem Küstenwald. Der Suco Beneufe, der schnell auf eine Meereshöhe von 300 m ansteigt, weist aufgrund der geringen Bevölkerungsdichte und schlechten Zugänglichkeit die größte Vielfalt an Laubbäumen in Oe-Cusse Ambeno auf. Am häufigsten sind hier Pterocarpus vertreten. An trockenen Stellen finden sich Gyrocarpus americanus, in der Nähe von Wasser Corypha utan. Harthölzer, wie Teak, gibt es noch in Bobometo (Verwaltungsamt Oesilo). 52 % des Waldes werden wegen Brandrodung und illegalem Holzeinschlag als bedroht eingestuft. Weit verbreitet ist Eucalyptus alba. Die letzten Bestände des Sandelholzbaums (Santalum album) verschwanden in der indonesischen Besatzungszeit. In dieser Zeit verzehnfachte sich die Exportmenge aus Oe-Cusse Ambeno gegenüber jener in der portugiesischen Kolonialzeit.
Am Unterlauf des Tono und einem kleinen Abschnitt am Noel Besi werden die Feuchtgebiete für den Reisanbau genutzt, die anderen Ackerflächen liegen zumeist im Zentrum Oe-Cusse Ambenos. Daneben gibt es noch kleinere Savannenflächen, die größte südlich der Hauptstadt Pante Macassar.

## Einwohner

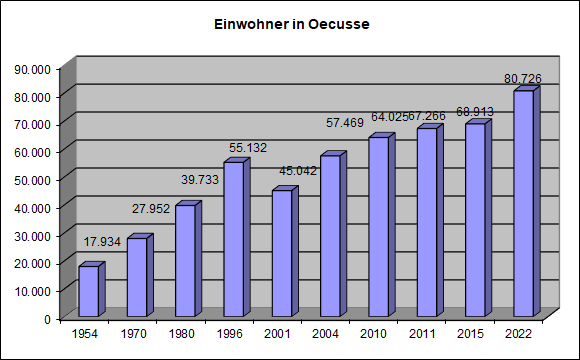
Entwicklung der Einwohnerzahl in Oe-Cusse Ambeno

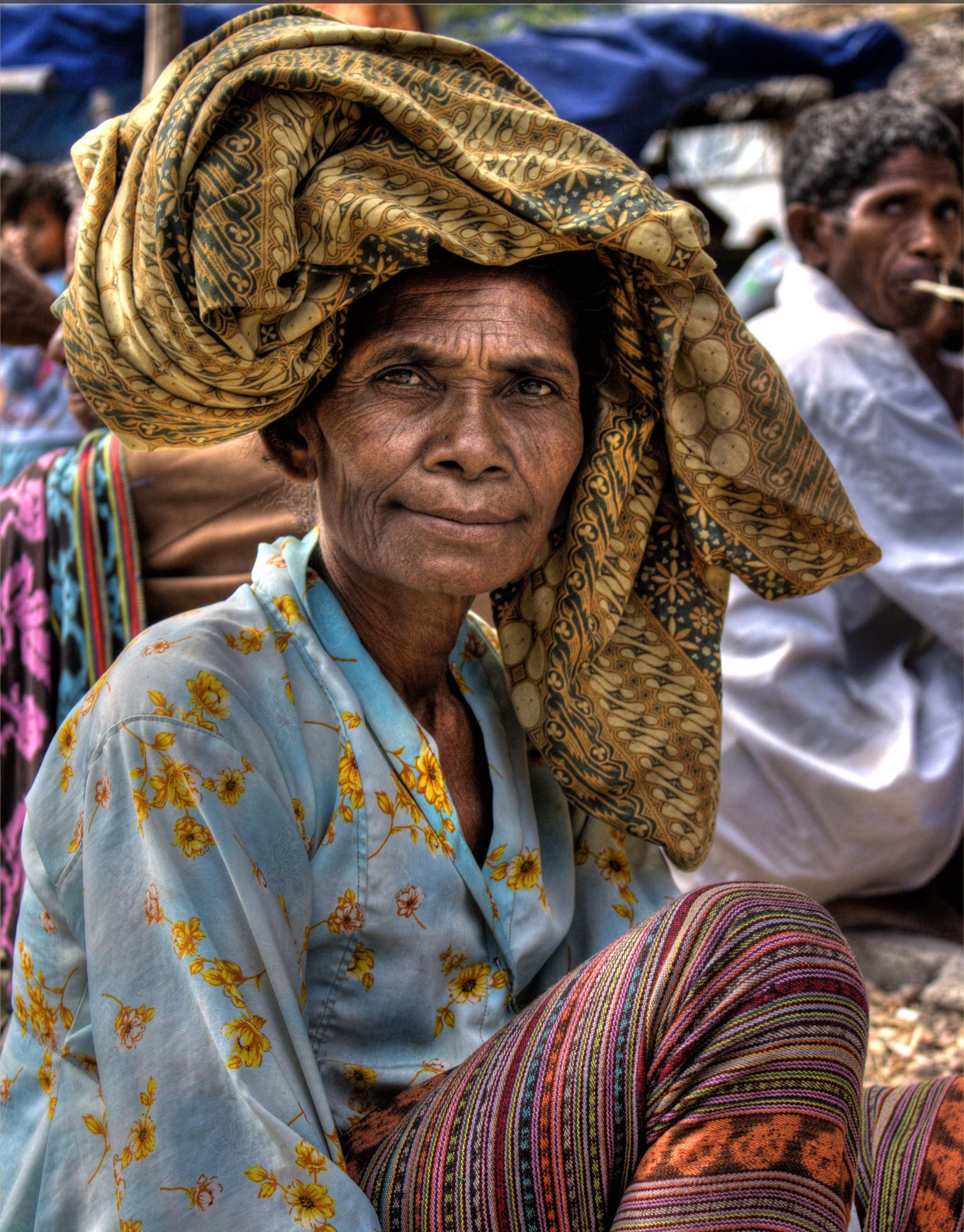
Marktfrau in Pante Macassar

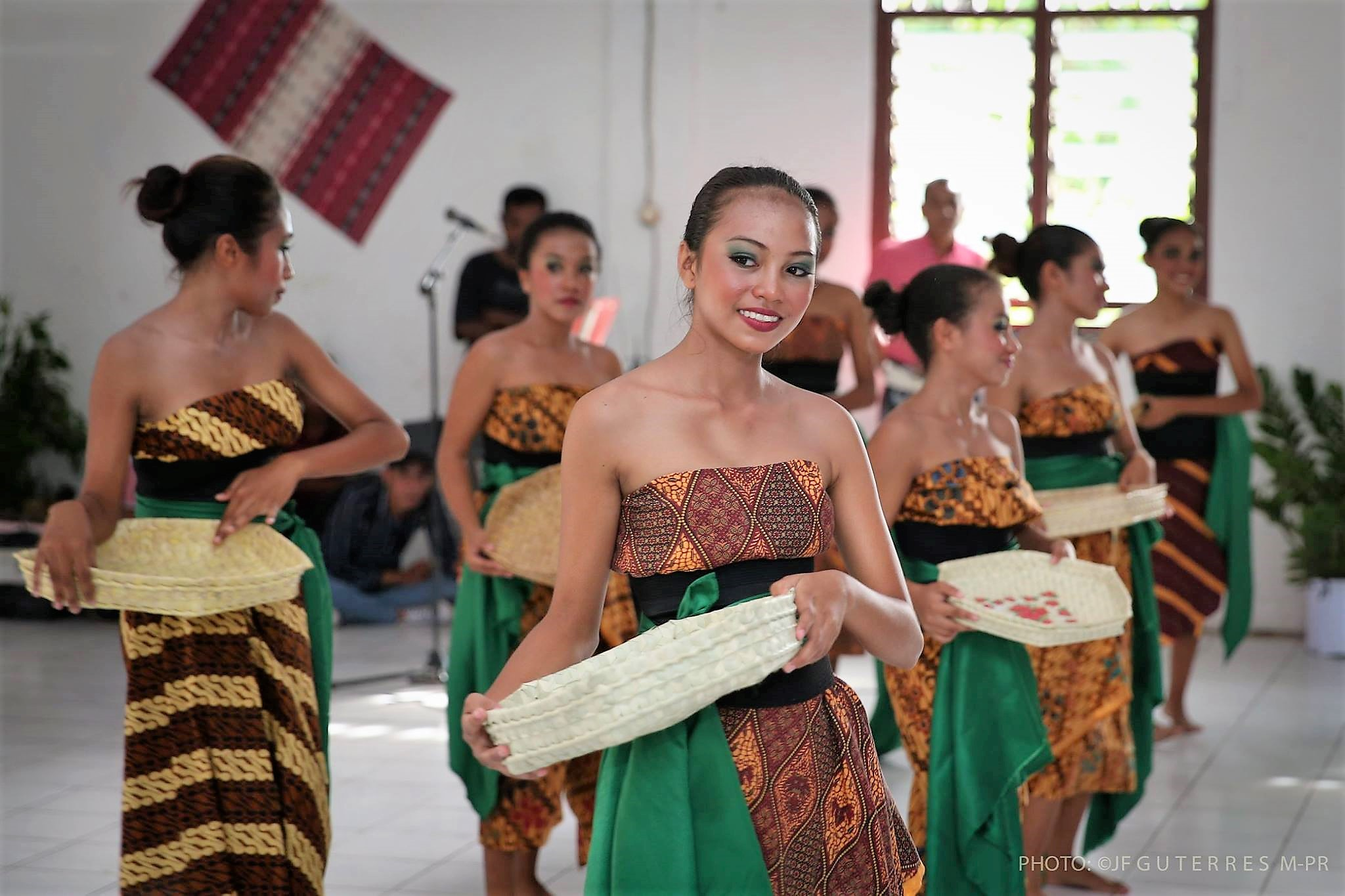
Tänzerinnen in Tais-Wickelröcken

Für 2022 wird eine Bevölkerungszahl von 80.685 Einwohnern angegeben, davon waren 40.991 Männer und 39.694 Frauen. Im urbanen Teil von Pante Macassar leben 15.240 Menschen. Auf 103 Männer kommen 100 Frauen 2011 hatte Oe-Cusse Ambeno 67.266 Einwohner. Sie leben zum größten Teil an den Ufern des Tono. Mit 2,3 % jährliches Bevölkerungswachstum zwischen 2015 und 2022 hat Oe-Cusse Ambeno nach der Landeshauptstadt Dili (2,7 %) das zweithöchste Bevölkerungswachstum in Osttimor. Zwischen 1990 und 2004 wuchs die Zahl der Einwohner jährlich noch um 1,16 %. Hatte 2004 in Passabe jede Frau durchschnittlich 5,54 Kinder, stieg die Anzahl über 5,92 in Pante Macassar und 6,76 in Oesilo, bis auf 6,88 Kinder pro Frau in Nitibe an (Landesdurchschnitt 6,99). Die Kindersterblichkeit lag 2002 in Passabe bei 80 Todesfällen pro 1000 Lebendgeburten (1996: 78), in Oesilo bei 115 (133), in Nitibe bei 119 (137) und in Pante Macassar bei 122 (119). Der Landesdurchschnitt betrug 98. Pante Macassar und Passabe sind zwei von 14 damaligen Subdistrikten, in denen die Kindersterblichkeit entgegen dem Landestrend anstieg. Der Altersdurchschnitt in Oe-Cusse Ambeno liegt bei 18,8 Jahren (2010).
Die Einwohner gehören größtenteils zu den Atoin Meto (Atoni), der größten ethnischen Gruppe in Westtimor. Dabei wird in der Sonderverwaltungsregion zwischen den Bewohnern des Hochlandes und des Tieflandes unterschieden. Das Verhältnis der Gruppen ist meist friedlich, ab und zu kommen aber Spannungen zum Vorschein. Gesprochen wird zumeist Uab Meto (Dawan), das auch im indonesischen Teil Westtimors die häufigste Sprache ist. 59,7 % nannten 2004 in Oe-Cusse Ambeno als ihre Muttersprache Baikeno, einen Dialekt des Uab Meto. Die Baikenosprecher bilden die größte Bevölkerungsgruppe in den Verwaltungsämtern Pante Macassar und Passabe, in Nitibe und Oesilo herrscht der Atoni-Dialekt vor. Allerdings muss man bei diesen Angaben aus Volkszählungen berücksichtigen, dass viele Einwohner Oe-Cusse Ambenos die Bezeichnungen Uab Meto, Baikeno und Dawan als Synonyme verwenden und keinen Unterschied zwischen Sprache und Dialekt machen. 2015 wurde in der Volkszählung kein Unterschied zwischen den verschiedenen Bezeichnungen gemacht, so dass man 98,1 % Baikeno-Muttersprachler registrierte. Tetum, Indonesisch und Portugiesisch sind ebenfalls verbreitet, allerdings nennen lediglich 1,6 % der Einwohner Tetum als ihre Muttersprache, Muttersprachler von Bahasa Indonesia und Portugiesisch sind eine verschwindend geringe Minderheit. Berücksichtigt man auch die Zweitsprachen, so sprachen 2015 54,7 % Tetum, 34,5 % Bahasa Indonesia, 24,2 % Portugiesisch und 9,6 % Englisch.

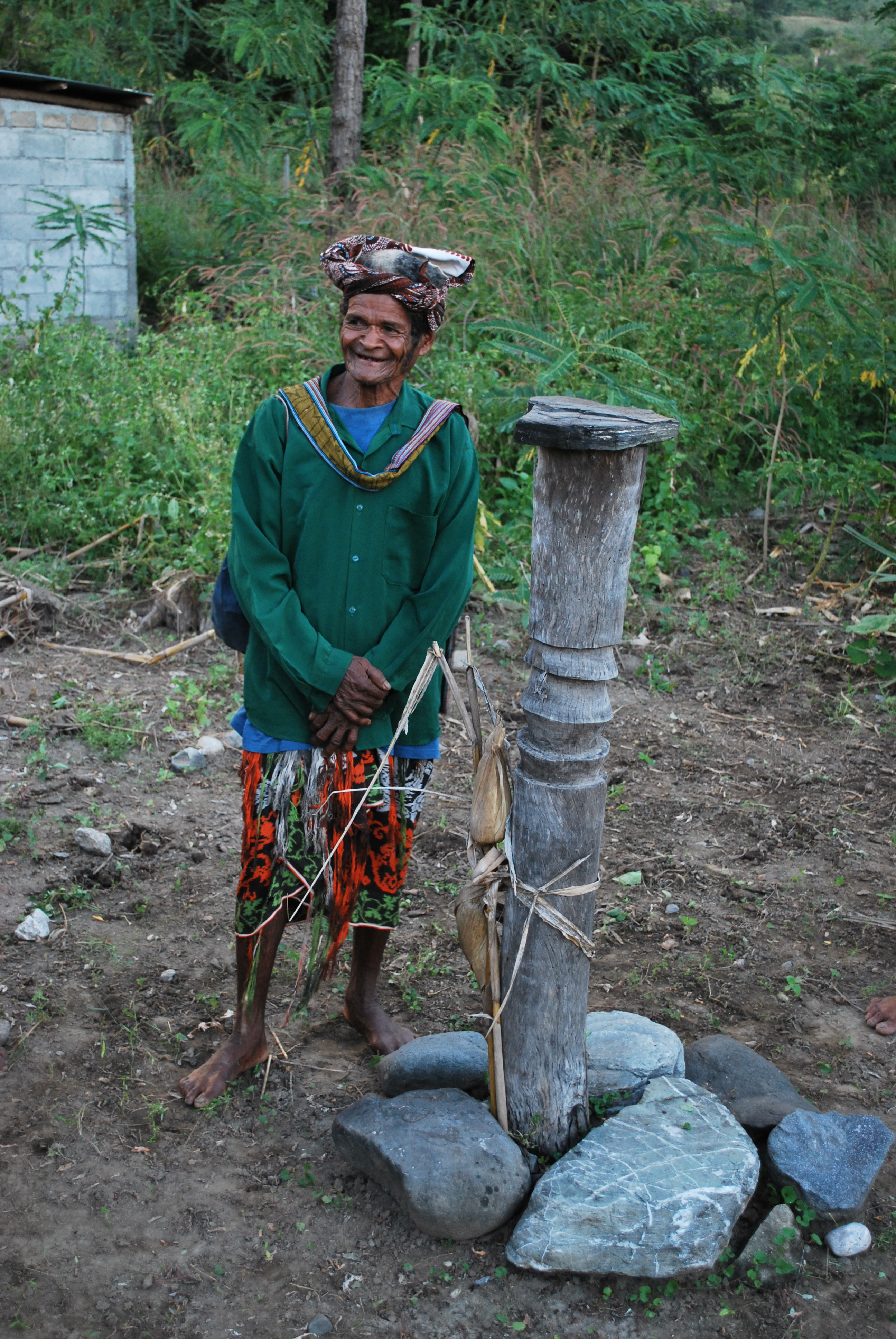
Mann neben einem Ai To’os in Watu, die einem Totempfahl entsprechen

Jeder, der europäische Kleidung trägt, wird schlichtweg als malai („Ausländer“) bezeichnet, was auch in anderen Teilen Timors üblich ist. Kompliziert sind die Bezeichnungen Kaes muti und Kaes metan. Kaes bedeutet in Uab Meto eigentlich „Fremder“, in Oe-Cusse Ambeno aber bezeichnet es eher jemanden, der anders und manchmal hochgestellt ist. So kann eine Frau ihren Ehemann so nennen oder ein Dorfbewohner einen Beamten oder jemanden aus einem anderen Dorf. Muti bedeutet „weiß“ und metan „schwarz“. Dabei sind die Definitionen, wer weiß und wer schwarz ist, in Westtimor allgemein sehr vielschichtig. Mit den niederländischen Kaes muti verbündete Timoresen trugen weiße Streifen auf ihrer Kleidung, im Gegensatz zum Schwarz der Timoresen mit portugiesischer Abstammung. Schwarz war auch die Farbe Wehales, des alten kulturellen Zentrums Timors. Weiß wird mit dem Äußeren in Verbindung gebracht, schwarz mit dem Inneren. In Ritualen gilt Schwarz als anziehend, weiß als abstoßend. Beispielsweise soll das Winken mit einem schwarzen Tuch Regen bringen, ein weißes Tuch beendet die Niederschläge. In Oe-Cusse Ambeno kann man die Farben nicht als Beschreibung der Hautfarbe verwenden. Kaes muti werden Nicht-Timoresen genannt, egal welcher Hautfarbe. Als nach der indonesischen Besetzung UN-Kräfte aus Afrika und Ozeanien im Land waren, wurden auch sie als weiße Fremde bezeichnet.
Kaes metan werden in Oe-Cusse Ambeno die Bewohner des Flachlands genannt (manchmal ist dies auch eine Eigenbezeichnung), während die Hochlandbewohner sich als Atoni sehen. Beide Gruppen sprechen verschiedene Dialekte: Baikeno wird an der Küste, Atoni im Hochland gesprochen. Die soziale Unterscheidung geht so weit, dass bei einigen Familien im Hochland die Heirat mit Angehörigen einer bestimmten Abstammungslinie der Kaes metan verboten ist. Aufgrund von Konflikten in der Vergangenheit wurde dieses Verbot auf alle Kaes metan ausgedehnt. Auch wenn Kaes metan in die Berge ziehen, bleibt die kulturelle Unterscheidung über Generationen. Bei den Kaes metan werden traditionell Land und anderes Eigentum in der weiblichen Linie weiter vererbt, wobei das jüngste gegenüber den älteren Kindern bevorzugt wird. Männer zogen noch bis zur vorigen Generation immer nach der Hochzeit zur Familie der Frau (Matrilokalität). Im Hochland hat das älteste Kind das Vorrecht, ohne Berücksichtigung des Geschlechts.
Die Volkszählung 2010 ergab, dass 99,3 % der Einwohner Katholiken und 0,6 % Protestanten sind. Außerdem gab es in Oe-Cusse Ambeno 36 Hindus, 21 Muslime, 10 Anhänger der traditionellen Religion Timors und einen Buddhisten. Bei der Volkszählung 2015 registrierte man 99,50 % Katholiken, 0,39 % Protestanten, 44 Hindus, 16 Muslime, vier Buddhisten und keinen offiziellen Anhänger des alten Glaubens mehr. 12 Personen machten andere Angaben. Jährlich findet eine Karfreitagsprozession (Procissão do Ama Senhor Morto) in Lifau statt, zu der mehr als tausend Christen kommen, auch aus dem indonesischen Westtimor. Dabei wird die Kreuzigung Jesu in einem Schauspiel nachgestellt. Während bei der letzten portugiesischen Volkszählung 1970 der Gesamtanteil an Katholiken in der Bevölkerung gerade einmal 30 % betrug, lag er in Oe-Cusse Ambeno bereits damals bei 80 %.
Im Gegensatz zum restlichen Osttimor kommt es hier noch immer zu Fällen von Lepra, auch weil Bewohner moderne Behandlungsmethoden ablehnen. 2003 hatte Oe-Cusse Ambeno laut International Leprosy Mission die höchste Infektionsrate weltweit. Weitere verbreitete Krankheiten sind Malaria und Tuberkulose. Dengue kam in den letzten Jahren, im Gegensatz zu anderen Regionen Timors, in Oe-Cusse Ambeno nicht vor.
Die Analphabetenrate betrug 2015 30,3 % (Frauen: 31,0 %; Männer: 29,6 %), die höchste im Land. 2004 lag sie noch bei 61,9 %. Von den Einwohnern, die drei Jahre oder älter sind, besuchten 2015 34,7 % eine Schule. 21,8 % hatten die Schule verlassen. Nie eine Schule besucht haben 40,8 %; der Landesdurchschnitt liegt bei 28,9 %. 3,0 % der Einwohner Oe-Cusse Ambenos haben nur die Vorschule besucht, knapp ein Drittel nur die Grundschule. Weiterführende Schulen haben 17,5 % der Einwohner abgeschlossen. Ein Diplom oder abgeschlossenes Studium können 3,3 % vorweisen, was weniger als der Hälfte des Landesdurchschnitts entspricht. In der Sonderverwaltungsregion arbeiten 525 Lehrer und 40 Personen in der Schulverwaltung der Sonderverwaltungsregion. Es gibt 68 Grundschulen und vier Schulen der Sekundärstufe. Zu Problemen führt, dass die meisten Lehrer kein Portugiesisch sprechen. Auch Uab Meto sprechen nicht viele, obwohl es seit 2012 eine Vorgabe gibt, dass der Unterricht in der Muttersprache erfolgen soll. Die meisten Lehrer benutzen Tetum oder Indonesisch.
| Schulbildung | Schulbildung  | Schulbildung   | Schulbildung        |  | Schulabschluss | Schulabschluss | Schulabschluss | Schulabschluss | Schulabschluss            | Schulabschluss | Schulabschluss |
|              | in der Schule | Schule beendet | nie in einer Schule |  | Vorschule      | Grundschule    | Prä- Sekundär  | Sekundär       | Diplom / Fach- hochschule | Universität    | Kein Abschluss |
| Frauen       | 33,4 %        | 20,7 %         | 43,2 %              |  | 2,8 %          | 31,0 %         | 9,1 %          | 8,1 %          | 0,4 %                     | 1,9 %          | 0,3 %          |
| Männer       | 35,9 %        | 22,9 %         | 38,5 %              |  | 3,2 %          | 32,8 %         | 8,1 %          | 9,7 %          | 0,7 %                     | 3,6 %          | 0,2 %          |
| gesamt       | 34,7 %        | 21,8 %         | 40,8 %              |  | 3,0 %          | 31,9 %         | 8,6 %          | 8,9 %          | 0,5 %                     | 2,8 %          | 0,3 %          |

## Kultur

### Übersicht

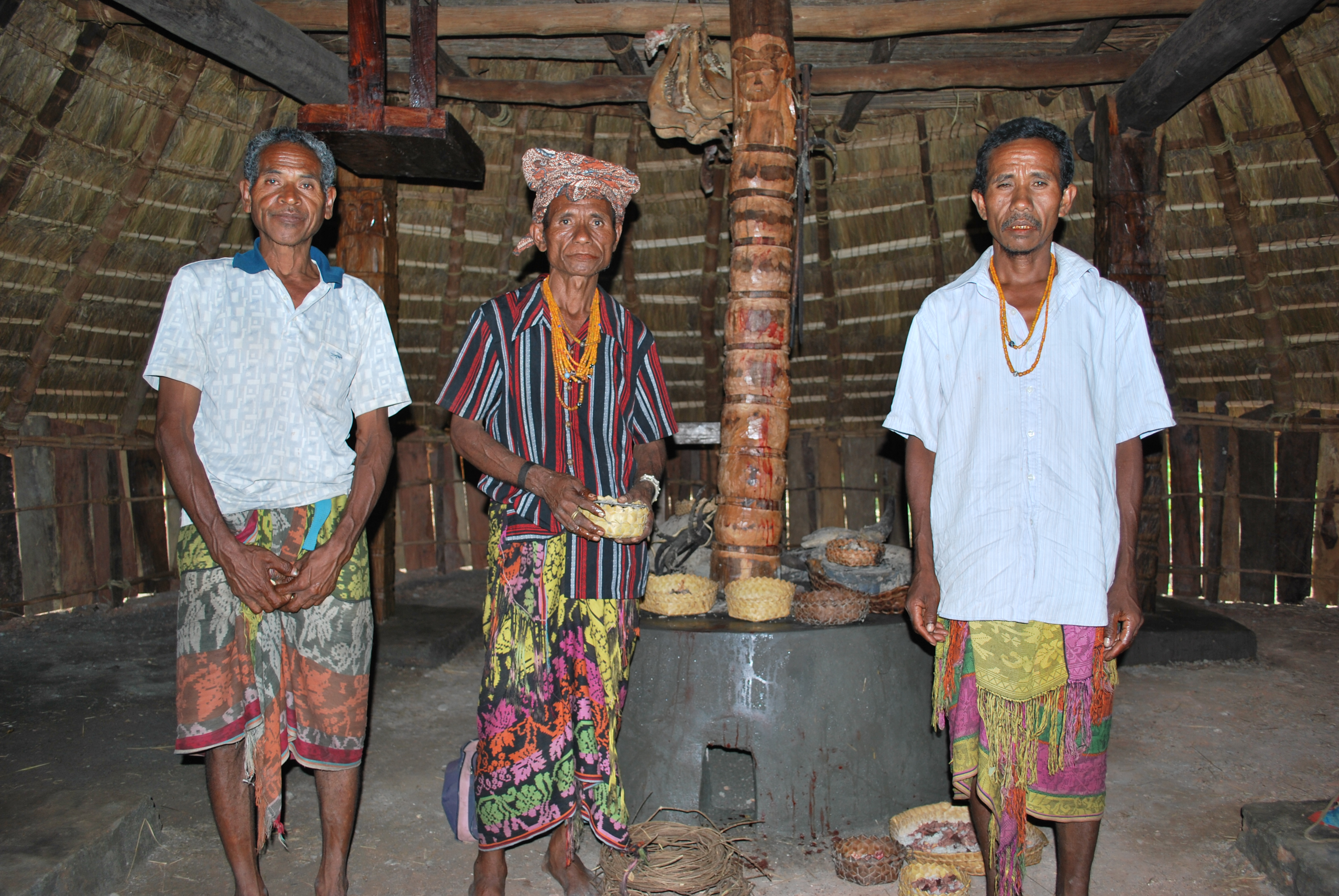
Im heiligen Haus von Tumin (Suco Bobometo)

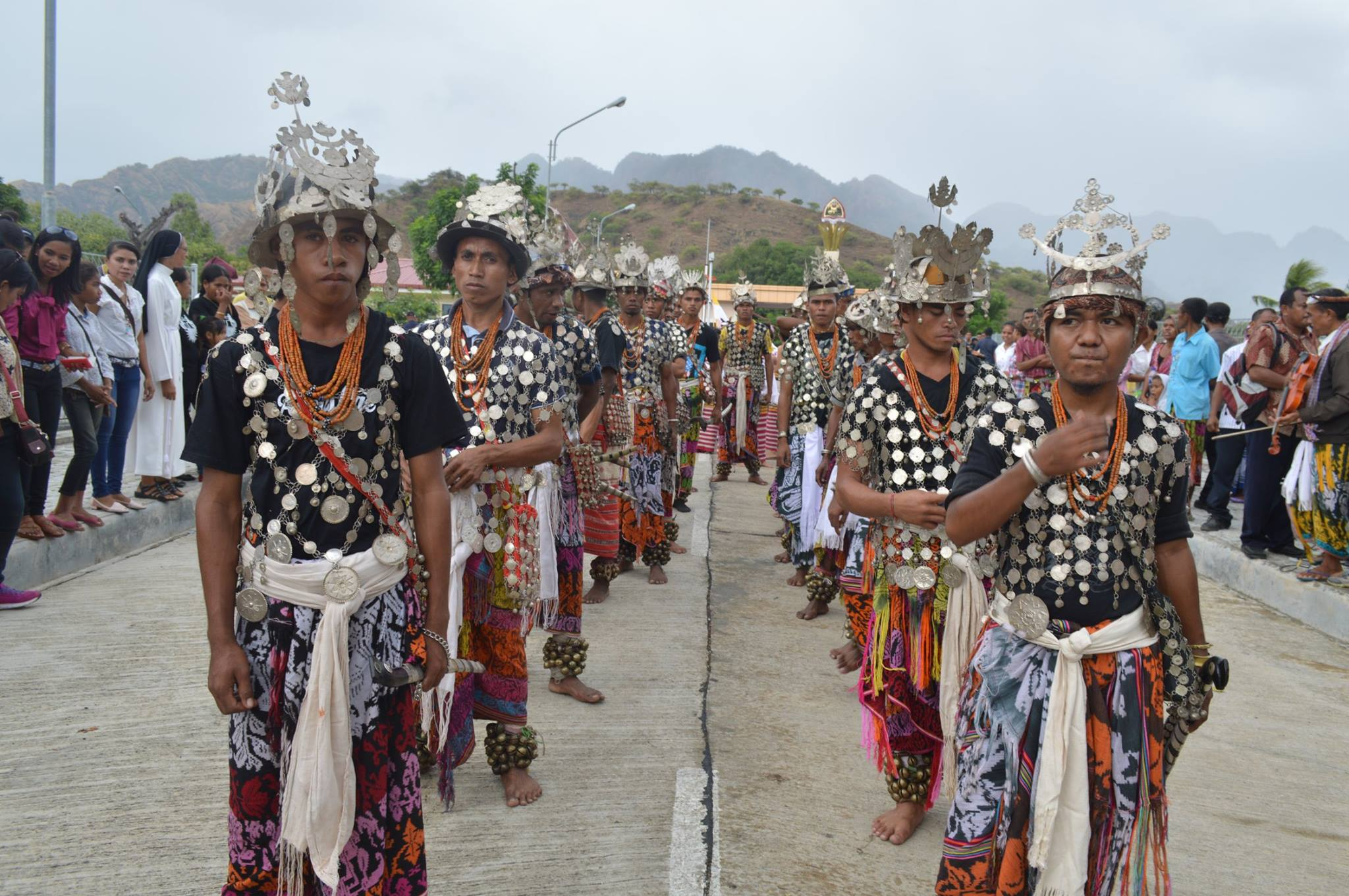
Mit Kaibauk und Silberketten festlich geschmückte Personen

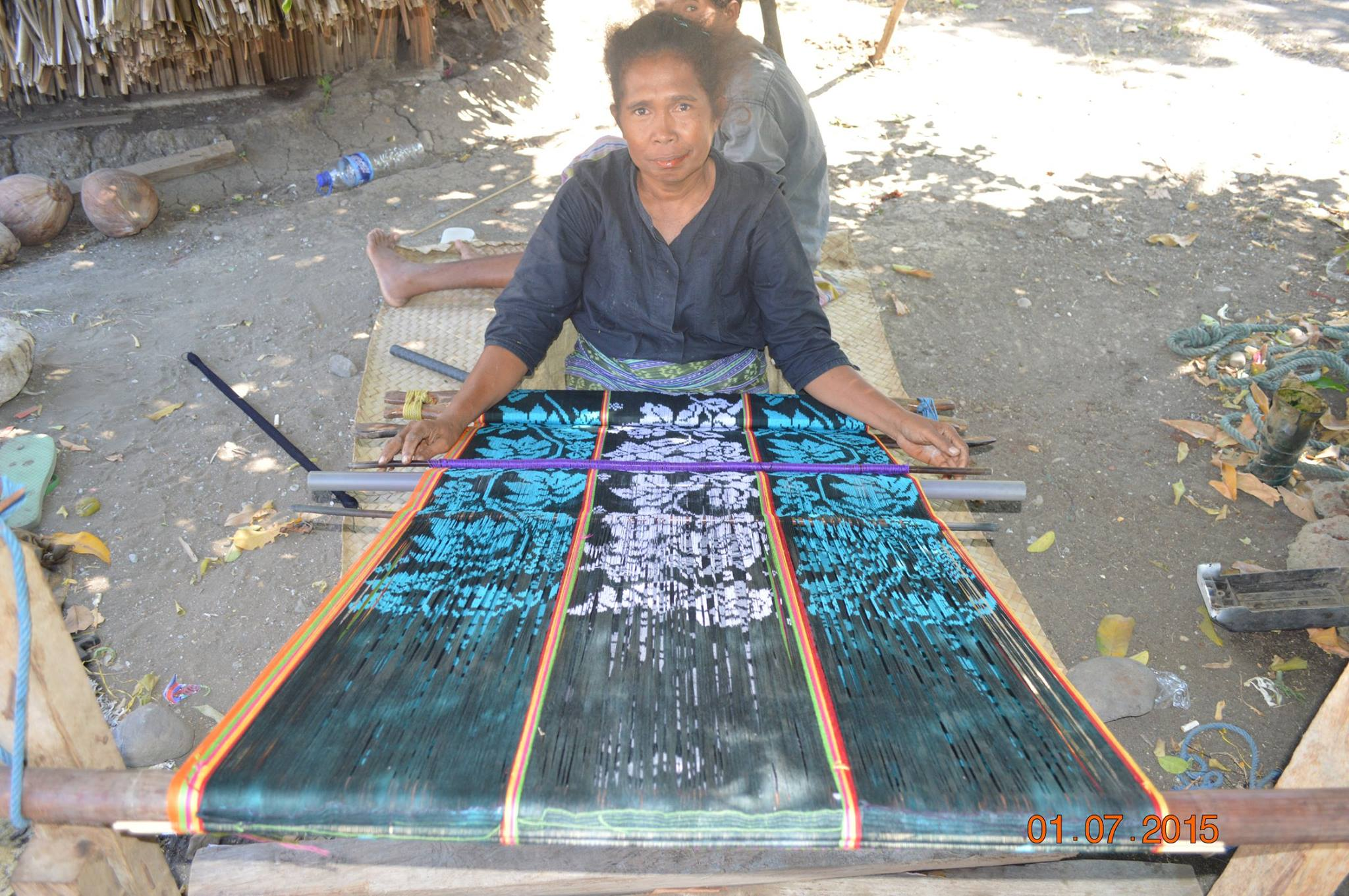
Eine Frau beim Weben eines Tais

Oe-Cusse Ambeno gilt als sehr traditionell. Adat, der alte kulturelle Kodex, hat hier noch mehr Einfluss als in den Regionen Osttimors. Gerade die Bergregion ist sehr isoliert. Teilweise gab es hier mit der modernen Welt erst in den 1950er Jahren den ersten Kontakt und in einigen Dörfern hat man nie einen portugiesischen oder indonesischen Beamten gesehen. Selbst die Zivilverwaltung des unabhängigen Osttimors erreichte teilweise erst 2003 die Bergbewohner.
Viele Bewohner oder ihre Vorfahren im Flachland Oe-Cusse Ambenos sind erst vor wenigen Jahrzehnten aus dem Bergland an die Küste umgesiedelt. Allerdings bleibt für diese Menschen das Hochland das kulturelle Zentrum. Hier stehen rituelle Häuser und liegen heilige Stätten, wie die Gräber der Urahnen. Zu traditionellen Festlichkeiten kehren sie in die Region ihrer Herkunft in den Bergen zurück. Zu den Festen gehören die jährlichen Fruchtbarkeitsriten, das rituelle Herrichten der Friedhöfe, Opfergaben in Krankheitsfällen oder das Vergraben der Nabelschnur von Neugeborenen. Die Zeit der Feste fällt in die trockenen Monate von Juli bis Oktober, wenn die Feldarbeit zum Erliegen kommt. Vor allem Hochzeiten finden dann statt, aber auch für den Hausbau nutzt man diese Zeit. Regional können sich Namen, Daten und Riten bei den traditionellen Festen stark unterscheiden.
Eine Besonderheit in Oe-Cusse Ambeno ist das verbreitete Nahrungstabu. Je nach Clanzugehörigkeit (kanaf oder fama) werden bestimmte Lebensmittel nicht gegessen, was Meeresfrüchte, Kokosnüsse oder auch Eier betreffen kann und ein Grund dafür ist, dass die Fischerei hier wenig entwickelt ist. Grundnahrungsmittel sind Reis, Maismehl (U-saku), Maniok, Sago, Sorghumhirse und Süßkartoffeln. Bohnen, Salate und Obst ergänzen den Speiseplan. Fleisch wird fast nur zu festlichen Anlässen gegessen. Weit verbreitet ist das Kauen der Betelnuss.
Jeder Clan verehrt bestimmte Pflanzen und Tiere und hat einen heiligen Ort, an dem die ersten Ahnen ihre Gräber haben. Über den Clan geordnet ist der Sapu, der die Clans eines Sucos vereint. Zwischen den Sapus in Oe-Cusse Ambeno gibt es kulturelle Unterschiede und auch der Baikenodialekt der Region unterscheidet sich im Akzent von Suco zu Suco. Einige Clans sind durch die Grenze zu Indonesien geteilt, halten aber Kontakt und führen ihre gemeinsamen Traditionen weiter.
Traditionelle Kleidung, wie der Beti, der gewebte Wickelrock der Männer oder Tais bei den Frauen sind auch heute noch Alltagskleidung, während dies in den anderen Regionen abnimmt. Farben und Muster repräsentieren dabei die Herkunft aus den 18 verschiedenen Sucos. Beit Bose, eine besondere Form der Tais, wird nur von den Liurai (Titel der timoresischen Stammesfürsten, regional hier auch Usif genannt) getragen. Ursprünglich stammt der Beit Bose aus Naimeko, heute findet er sich aber auch in anderen Sucos.
Schon früh in ihrer Präsenz auf Timor vergaben die Portugiesen militärische Ränge an die Herrscher und andere Autoritäten der verschiedenen Reiche. So erhielt der Herrscher von Oe-Cusse Ambeno den Rang eines Tenente general (deutsch Generalleutnant). Damit wollte man sie als Vasallen in eine koloniale Struktur einbinden und Hierarchien aufstellen. Noch heute verwenden, sowohl in Ost- wie in Westtimor, Personen vererbte Ehrentitel wie „Cornel“ (von Coronel, deutsch Oberst) oder „Tenenti“ (von Tenente, deutsch Leutnant). In Oe-Cusse Ambeno ist dies aber selten der Fall. Die Verwendung ging zurück, nachdem die Portugiesen Oe-Cusse Ambeno verlassen hatten, um ihre neue koloniale Hauptstadt in Dili zu errichten. Die Topasse-Herrscher benutzten die lokalen Rängebezeichnungen.

### Architektur

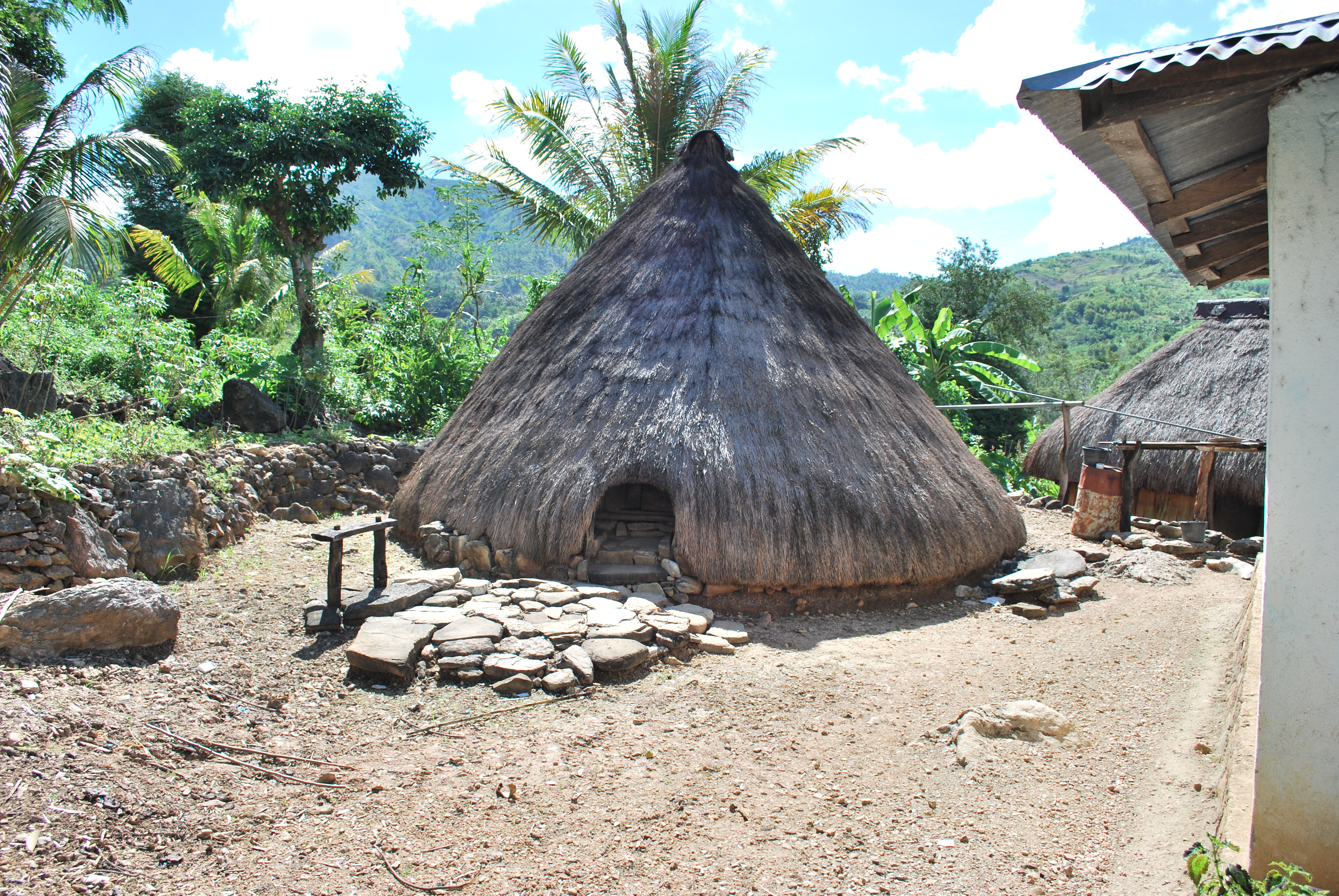
Traditionelles Haus in Pope

Ein Großteil der Wohnhäuser in Oe-Cusse Ambeno sind einfache Hütten, die noch immer aus Materialien aus der Natur errichtet werden (siehe Tabelle im Kapitel Infrastruktur und Verkehr). Die traditionellen Häuser haben dicke, zylindrische Dächer aus Palmwedeln der Gewang (Corypha elata) oder dem Alang-alang-Gras (Imperata cylindrica, deutsch Silberhaargras). Die Palmwedel werden vor allem an der Küste verwendet, aber auch einige Kilometer landeinwärts, da sich das Gras allein nicht besonders gut als Dachmaterial eignet. Gerade entlang der Hauptstraßen werden beide Materialien zusammen verwendet. Im äußersten Süden finden sich fast nur noch Grasdächer, da der Transport von Palmwedeln von der Küste aufwändiger ist als der von Alang-alang aus dem Hochland. Die Dachspitze ist teilweise mit Rinde abgedeckt. Das Dach reicht fast bis zum Boden. Nur eine niedrige Basiswand aus Lehm, Ästen, Bambus und Felsen bildet den unteren Teil des Hauses. Gebückt gelangt man durch eine kleine, niedrige Holztür ins Haus. Die Räume im Haus sind dunkel, verraucht, aber geräumig. Geschlafen wird in den ländlichen Regionen meist auf dem Boden. Ansonsten sind Betten und Körbe mit Reis oder Mais entlang der Außenwand aufgestellt. Im Zentrum liegt die Herdstelle mit einem ständig schwelenden Feuer, das das Dach innen einschwärzt. Im oberen Teil des Daches, oberhalb der Feuerstelle, befinden sich ein oder zwei Geschosse, in denen weitere Essensvorräte gelagert werden. Der Rauch des Feuers hält Ungeziefer und Schädlinge ab. Anders als im restlichen Osttimor sind die heiligen Häuser von Oe-Cusse Ambeno von außen nicht von Wohnhäusern zu unterscheiden.
Unterschiede zwischen den Häusern der Regionen Oe-Cusse Ambenos fallen dem Außenstehenden nicht auf, sind aber für Einheimische anhand der Bauweise der Wände deutlich erkennbar. Eine Ausnahme betrifft das Flachland in den Regionen, die regelmäßig von den Flüssen überflutet werden. Früher wurden hier entlang der Straßen die Häuser in einem Pavillonstil errichtet. Herabhängende, gewebte Strohmatten dienten als Wände. Für die Bergbewohner Oe-Cusse Ambenos ist die ehemalige Bauweise ein Zeichen dafür, dass die Flachlandbewohner ursprünglich nicht aus Oe-Cusse Ambeno stammen. Tatsächlich sind die Reisbauern in den Überflutungsgebieten des Tono zumeist Nachkommen von Einwanderern aus dem Südwesten Timors und den benachbarten Inseln. In den 1980er Jahren wurden die Hütten durch Häuser mit festen Wänden und Zementböden ersetzt.

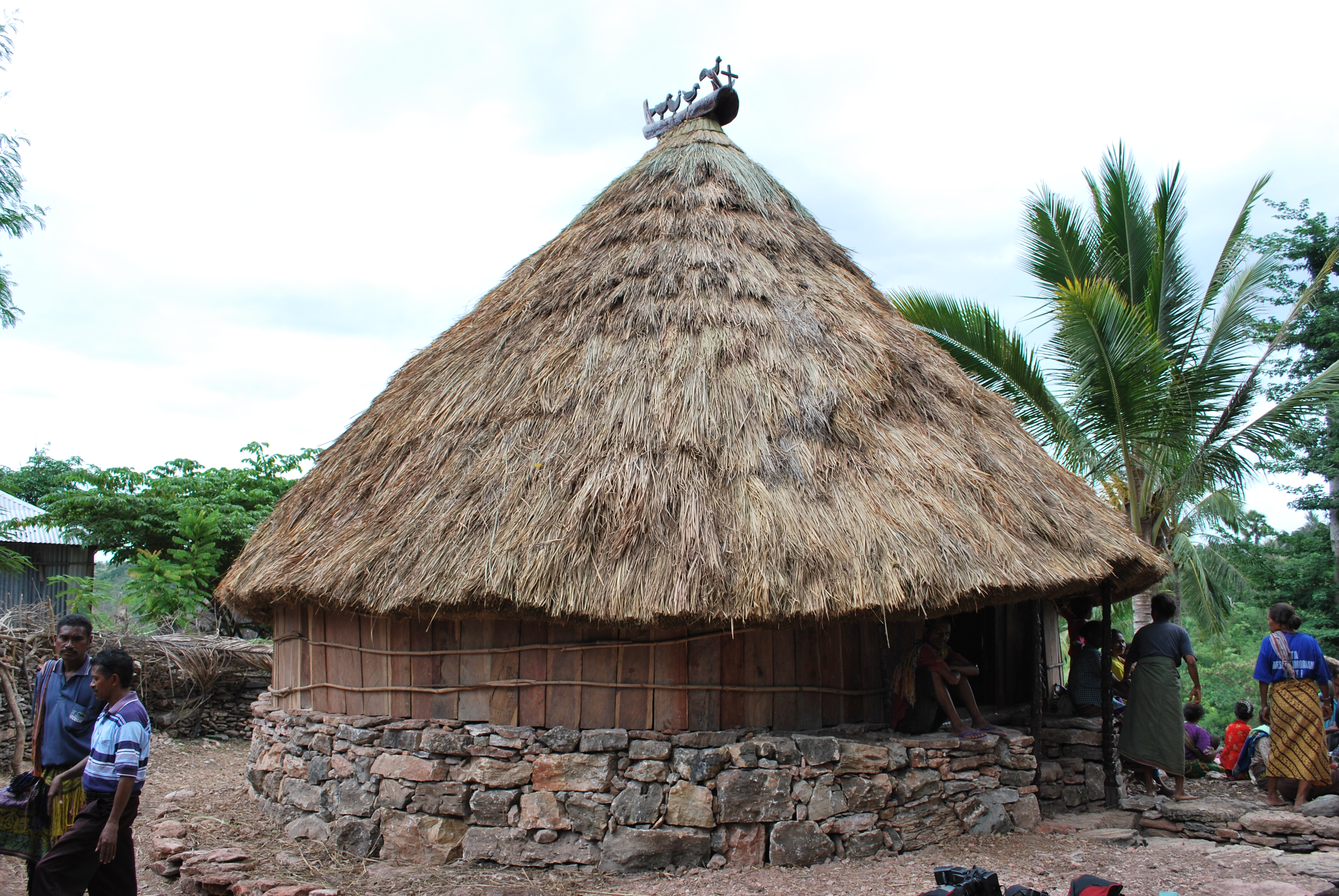
Heiliges Haus in Tumin

Im Hochland bildet das Haus der Eltern mit den Häusern für die Kinder kleine Weiler. Inzwischen bestehen diese oft aus einer Mischung von traditionellen und „modernen“ Bauten. Neben den traditionellen Hütten stehen rechteckige Häuser, die aus den verschiedensten Materialien errichtet wurden: Ziegel, Zement, Lehm, Steinblöcken, Holz oder Bambus. Internationale Hilfsorganisationen brachten zwischen 2001 und 2003 Zinkdächer nach Oe-Cusse Ambeno, um den vielen Obdachlosen nach der Gewaltwelle von 1999 eine Unterkunft zu schaffen. Dies hat das Erscheinungsbild des Hochlands stark verändert. Manchmal lässt man sich Jahre Zeit, diese Neubauten fertigzustellen, auch da das Material für die Wände fehlt. Oft stehen sie als eine Art Pavillon da, nur mit Dach und Zementboden und man nutzt sie tagsüber zum Weben oder als Sonnen- und Regenschutz. Hat man die Wahl, zieht man zum Schlafen und Kochen meistens die traditionellen Rundhütten den Neubauten vor. Sie sind wärmer und die Hochlandbewohner empfinden sie als familiärer. Früher bestanden ganze Dörfer aus einzelnen Familienclans, doch durch die indonesische Umsiedlungspolitik wurden diese Familienbande auseinandergerissen. Heute siedeln die meisten Menschen entlang der Straßen, ohne dass man darauf achtet, möglichst neben den nächsten Verwandten zu wohnen.

## Geschichte

### Früh- und Kolonialzeit
| Herrscher der Topasse, später Usif von Oecusse | Herrscher der Topasse, später Usif von Oecusse                                                      |
| ---------------------------------------------- | --------------------------------------------------------------------------------------------------- |
| 1665 †                                         | Simão Luis                                                                                          |
| 1666–1669                                      | António da Hornay                                                                                   |
| 1670–1673                                      | Mateus da Costa (ab 1671 Generalkapitän)                                                            |
| 1673                                           | Manuel da Costa Viera (interim)                                                                     |
| 1673–1693 †                                    | António da Hornay                                                                                   |
| 1693–1696                                      | Francisco da Hornay (ab 1694 Generalkapitän)                                                        |
| 1697–1722(?) †                                 | Domingos da Costa                                                                                   |
| 1722–1730                                      | Francisco da Hornay II.                                                                             |
| 1730–1734                                      | João Cave                                                                                           |
| 1734–1749/1751 †                               | Gaspar da Costa                                                                                     |
| 1749/51–1757                                   | João da Hornay                                                                                      |
| 1757–1777                                      | Francisco da Hornay III. und Domingos da Costa II. (mindestens bis 1772)                            |
| 1782–1796                                      | Pedro da Hornay (ab 1787 wieder unter portugiesischer Oberhoheit)                                   |
| ab 1816                                        | José da Hornay                                                                                      |
| ab etwa 1835                                   | Filippe da Hornay                                                                                   |
| 1868–1879                                      | João da Hornay Madeira                                                                              |
| nach 1893–1896                                 | Domingos da Costa III.                                                                              |
| nach 1898                                      | Pedro da Costa                                                                                      |
| nach 1911–1948                                 | Hugo Hermenegildo da Costa                                                                          |
| 1948–1999                                      | João Hermenegildo da Costa (bis 1990) und (ab 1949) José Hermenegildo da Costa († 4. November 1999) |
| seit 1999                                      | António Hermenegildo da Costa                                                                       |

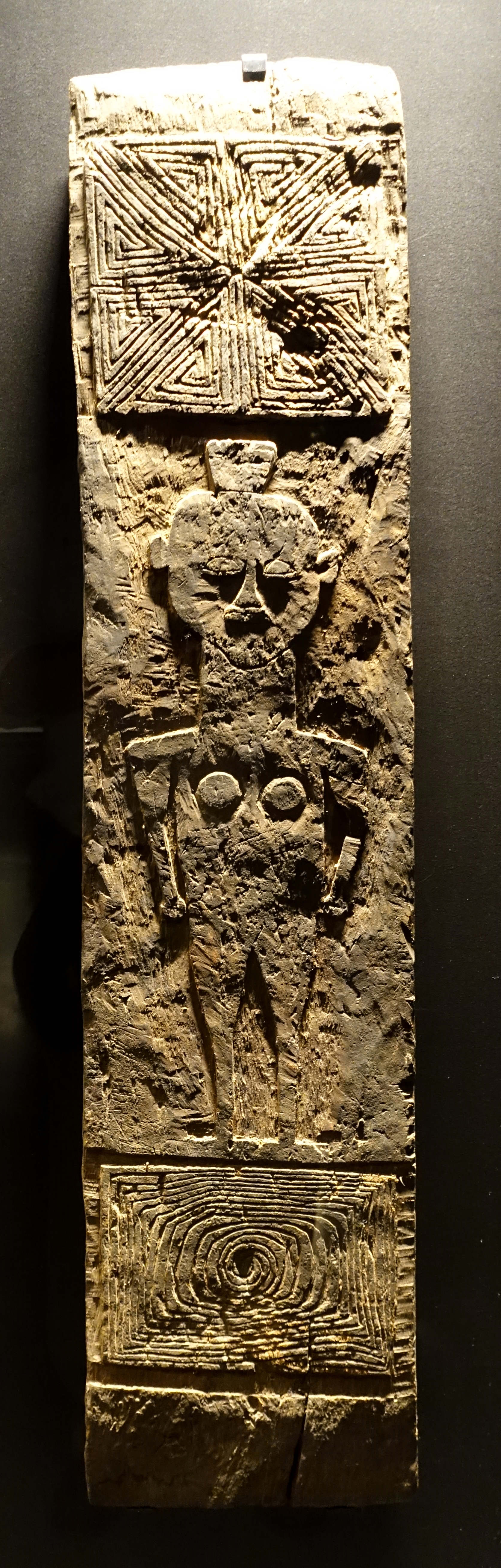
Holzschnitzerei aus Rosenholz aus Oe-Cusse Ambeno (um 1900)

Bereits vor den Europäern trieben chinesische, malaiische und arabische Händler mit den Einwohnern Oe-Cusse Ambenos Handel. Ortsnamen wie Pante Macassar (Strand der Makassaren) oder Kolam Cina (Chinesisches Becken) zeugen noch heute davon. Dabei waren Chinesen über Jahrhunderte die einzigen Ausländer, die das Risiko wagten, das Inselinnere zu bereisen. Ansonsten blieben die Händler an der Küste in saisonalen Siedlungen und warteten auf den Südwestmonsun für die Heimreise. Vor allem Sandelholz und Bienenwachs waren beliebte Handelswaren, um die es immer wieder zu kriegerischen Auseinandersetzungen zwischen den Reichen der Region kam. Der Sandelholzbaum (Santalum album) wird daher in Uab Meto hau lasi (Baum des Streits), hau nitu (Teufelsbaum) und hau plenat (Regierungsbaum) genannt. Vor dem Handel mit der Außenwelt hatte das Sandelholz paradoxerweise keinerlei besonderen Nutzen für die Timoresen. Erst die Chinesen fragten nach dem Sandelholz. In der Regel baten sie beim Usif um die Ware, dieser beauftragte die Naijufs mit der Lieferung und diese ließen die Bäume von den Tobes beschaffen. Bienenwachs war für die katholische Kirche von Bedeutung. So entstand später der Brauch des ninik-abas (Wachs-Baumwolle-Tributs), der den Usifs von Oecusse und Ambeno vor Ostern übergeben wurde. Ein Großteil des Wachses wurde dann der Kirche für Karfreitagskerzen gegeben.
Eine Gedenktafel an einem nachgebauten Padrão dos Descobrimentos, sechs Kilometer westlich des heutigen Pante Macassar, markiert die Stelle, an der am 18. August 1515 portugiesische Dominikaner erstmals Timor betraten. Das Denkmal ist ein Symbol der Sonderverwaltungsregion. Im November 2015 wurde zusätzlich das Lifau-Monument in Form eines Nachbaus einer Karavelle und acht lebensgroßen, goldenen Bronzestatuen eingeweiht. Hier gründeten die Portugiesen 1556 den Ort Lifau. Diese erste europäische Siedlung auf Timor sollte Portugal den Sandelholzhandel sichern, während in dieser Zeit das regionale Zentrum der Portugiesen auf der benachbarten Insel Solor lag. 1641 konvertierte die Königswitwe und Regentin von Lifau mit ihren vier Töchtern und ihrem Sohn Dom Pedro zum Christentum. Pedro gilt als einer der Ahnherren der Dynastie der Cruz, der Herrscher von Ambeno.
1642 führte der Topasse Francisco Fernandes eine portugiesische Expedition in das Innere Timors gegen die bisher dominierenden Reiche von Sonba’i und Wehale. Fernandes errang mit seinem Sieg für Portugal die Vorherrschaft auf Timor. Danach nahm die Einwanderung der Topasse (auch schwarze Portugiesen genannt) nach Timor zu. Die Topasse waren Nachfahren von portugiesischen Soldaten, Seeleuten und Händlern, die Frauen von Solor geheiratet hatten. Sie bestimmten maßgeblich die Entwicklungen auf Timor im 17. und 18. Jahrhundert. Unterstützt wurden die Topasse dabei von den Dominikanern. Zentrum der Topasse wurde Lifau, die Hauptbasis der Portugiesen auf Timor. Von hier aus breiteten die Topasse sich weiter ins Landesinnere bis nach Kefamenanu und Niki-Niki aus und gründeten ihre eigenen Reiche, die sie als Liurais regierten. Zwei Reiche kontrollierten das Gebiet der heutigen Sonderverwaltungsregion und wurden später dessen Namensgeber: Oecusse an der Küste im Nordosten der heutigen Exklave und Ambeno im gebirgigen Westen und Süden. Oecusse wurde von den Topasse regiert, während Ambeno bis in das 20. Jahrhundert von einheimischen Herrschern regiert wurde. Zwar wurde 1642 ein portugiesischer Verwalter (Generalkapitän) für die Kolonie ernannt, aber die wirkliche Macht lag bei zwei Familienclans der Topasse, die um die Macht konkurrierten: die Hornay (Ornai) und die Costa. Die Costas stellen noch heute unter anderem den Usif von Oecusse. Die Linie der Hornay gilt in Oecusse als ausgestorben. Doch auch heute noch wird während der Karfreitagsfeiern vor der Kirche an der Küste Pante Macassars neben Bambuspfeilern (um-uma) mit Bienenwachskerzen für die Costas und die Cruz auch einer für die Hornays aufgestellt. Auch zahlen Bauern aus dem Suco Lifau noch einen Reistribut an die Hornays. Angenommen wird er nun vom Herrscher der Costas. Ein Fluss in Pante Macassar soll früher die Grenze zwischen den beiden Familien markiert haben. Nach dem Aussterben der Hornays dehnten die Costas das Territorium ihres Reiches von Oecusse im Westen bis nach Lifau aus.
1663 wurde erstmals ein Topasse zum Generalkapitän ernannt. 1701 wurde Manuel de Santo António von Papst Clemens XI. zum Bischof von Malakka ernannt und residierte bis 1722 in Lifau. Er gilt als erster Bischof auf Timor. Nachdem bereits zwei Gouverneure zuvor am Versuch gescheitert waren, die Kontrolle zurückzugewinnen, entsandte Portugal 1701 mit António Coelho Guerreiro (1702 bis 1705) erneut einen Gouverneur nach Timor, der am 20. Februar 1702 mit seinem Dienst in Lifau begann. Damit waren die Dominikaner von der Administration der Besitzung offiziell entbunden. Bis 1705 blieb Guerreiro im Amt, bevor er von den Topasse vertrieben wurde. Die Portugiesen kehrten nach Lifau zurück, aber ihre Macht blieb eingeschränkt. Die Topasse kontrollierten weiterhin den Sandelholzhandel im Inselinneren. Bischof Manuel de Santo António wurde 1722 von Gouverneur António de Albuquerque Coelho von der Insel verbannt. Zwei weitere Bischöfe von Malakka residierten in Lifau: António de Castro (1738–1743), der 1738 das erste Priesterseminar Timors in Lifau gründete, und Geraldo de São José (1749–1760), beide starben in Lifau.
Die Topasse sahen sich aber von mehreren Seiten bedroht: einmal durch portugiesische Händler, die durch die Krone eine Erlaubnis erhielten, die Kontrolle über den Sandelholzhandel zu übernehmen, dann durch die Dominikaner, die versuchten, eine eigene unabhängige Machtbasis auf Timor aufzubauen, und auch die einheimischen Kleinkönige rebellierten regelmäßig, sowohl gegen Topasse als auch Portugiesen. Jedoch einigte alle der Kampf gegen die Expansion der Niederländer, die sich 1640 in Kupang, an der Westspitze Timors, festgesetzt hatten.
Als Gouverneur António Moniz de Macedo zu seiner zweiten Amtszeit 1734 antrat, wurde er überraschend freundlich vom Topasse-Führer und Capitão-Mor Gaspar da Costa begrüßt. Gaspar ermöglichte auch den Bau des ersten Priesterseminars auf Timor in Lifau. Er selbst residierte zu diesem Zeitpunkt in Animata, einem Ort mit 1800 Hütten, wenige Kilometer südlich von Lifau, in dem Portugiesen und Einheimische lebten. Nochmals kam es 1737 zum Bündnis zwischen Portugiesen und Topasse, auch wenn es 1741 erneut zu Unruhen in Oecusse kam. Dreimal versuchten die Topasse auch die Niederländer von Timor zu vertreiben. Als jedoch 1749 ein Angriff von Portugiesen und Topasse auf Kupang, trotz Übermacht, in einem Desaster endete, brach die Herrschaft beider in Westtimor zusammen. Bei der Schlacht von Penfui (heute liegt dort der Flughafen Kupangs) wurden viele Führer der Topasse getötet.
Ein Großteil der regionalen Herrscher Westtimors schloss 1756 im Vertrag von Paravicini mit der niederländischen Ostindien-Kompanie ein Bündnis. Manche daraus resultierende niederländische Ansprüche waren äußerst fragwürdig. So unterzeichneten den Vertrag auch ein Nai Kobe als König von Tabenoe (damit ist Ambeno gemeint) und Sitenomie als König von Liphoa (Lifau). Beide Territorien waren aber in fester Hand der mit den Portugiesen verbündeten Topasse. Andererseits beanspruchten die Portugiesen das gesamte von den Topasse kontrollierte Gebiet bis weit in die Bergwelt im Inselinneren, südlich von Oecusse. Dazu gehörte nicht nur die dort gelegene Exklave Noimuti, sondern auch Regionen, in die nie zuvor ein Portugiese seinen Fuß gesetzt hatte. Die Fläche entsprach mit geschätzten 2.461 km² mehr als dem Dreifachen der heutigen Exklave.
1759 entschied sich Gouverneur Vicento Ferreira de Carvalho (1756 bis 1759), aufgrund der Situation aufzugeben und Lifau eigenmächtig an die Niederländer zu verkaufen. Als die Niederländer 1760 unter dem deutschen Kommandanten Hans Albrecht von Plüskow aber Besitz von dem Ort nehmen wollten, sahen sie sich einer Streitmacht der Topasse gegenüber. Von Plüskow wurde von den Topasse-Herrschern Francisco da Hornay III. und António da Costa ermordet. Inwieweit der neue portugiesische Gouverneur Sebastião de Azevedo e Brito (1759 bis 1760) an der Abwehr beteiligt war, ist in den Quellen widersprüchlich angegeben.
Am 11. August 1769 wurde der portugiesische Gouverneur António José Teles de Meneses am Ende der Cailaco-Rebellion durch die Topasse gezwungen, Lifau zu verlassen. Neue Hauptstadt der Portugiesen auf Timor wurde Dili. Trotzdem wehte weiterhin die portugiesische Flagge über Oecusse und Ambeno. 1785 schloss der Topasse-Herrscher Pedro da Hornay erneut eine Allianz mit den weißen Portugiesen und João Baptista Vieira Godinho, ihrem Gouverneur in Dili. Pedro da Hornay wurde dafür der Titel eines Generalleutnants (tenente general) zugesprochen. 1790 schworen Pedro da Hornay und sein Schwager, der Herrscher von Ambeno, auf einer Reise nach Dili Portugal erneut ihre Treue. Ein Priester hatte die beiden Herrscher dazu bewegt.
1847 beklagten sich Herrscher von Pantar und Alor, Oecusses Herrscher würden in innere Konflikte auf den Nachbarinseln eingreifen und diese für Portugal beanspruchen. Gouverneur Julião José da Silva Vieira stellte sich auf die Seite von Oecusse und es drohte ein bewaffneter Konflikt mit den Niederländern. Im März 1848 wurde der niederländische Gesandte Styen Parve nach Dili geschickt, um die Besitzverhältnisse auf den Inseln zu klären. Silva Vieira entschied sich für die Kompromissformel, dass „als portugiesisch alle Gebiete gelten, die die portugiesische und jene niederländisch, welche die niederländische Flagge führten.“ 1848 sah sich Gouverneur António Olavo Monteiro Tôrres gezwungen, den Herrscher von Oecusse um Hilfe im Kampf gegen Rebellen zu bitten. Oecusse griff daraufhin das mit den Rebellen verbündete Reich von Balibo an. Bei dieser Gelegenheit setzten die Truppen Oecusses in Janilo (Djenilo), zwischen Batugade und Oecusse die portugiesische Flagge, was wiederum die Niederländer auf den Plan rief, die befürchteten, dass der Flusshafen von Atapupu seine Verbindung zum Landesinneren verliert. Verhandlungen zur Beilegung der Grenzstreitigkeiten blieben erfolglos.
Erst 1859 wurde die Insel vertraglich zwischen den beiden Kolonialmächten in einen niederländischen Westteil und einen portugiesischen Ostteil aufgeteilt und Oecusse kam auch offiziell unter portugiesische Kontrolle (siehe Vertrag von Lissabon). 1863 wurde das Gebiet als Oecussi zur elften Militärkommandantur von Portugiesisch-Timor erklärt. Da der Konflikt mit den Niederländern nun weitgehend beigelegt war, konnte Portugal seine Kräfte dafür verwenden, die Kontrolle über die lokalen Herrscher auszubauen. Dies führte zwischen 1860 und 1912 zu zahlreichen Aufständen in Portugiesisch-Timor. Während der Rebellion in Cová (1868–1871) unterstützten Oecusse und Ambeno die Portugiesen. Tribute oder Steuern zahlten die beiden Reiche aber bereits seit 1861 nicht mehr an die portugiesische Kolonialverwaltung. Erst auf Betreiben des Missionars Francisco Xavier de Mello entsandten Oecusse und Ambeno im August 1879 Vertreter nach Dili, zur Erneuerung des Treueeids. Aus Oecusse kamen die beiden Prinzen (Principaes) Domingos da Costa und Alexandre Hornay dos Santos Cruz, da der Herrscher João da Hornay Madeira zu krank zum Reisen war. Aus Ambeno kam der Herrscher Pedro Paulo dos Santos Cruz, zusammen mit fünf Prinzen. Die Portugiesen verliehen dem Herrscher von Oecusse den Titel rei (deutsch König), während Pedro Paulo dos Santos Cruz den untergeordneten Titel coronel rei (deutsch in etwa Königoberst) bekam. Damit machte die Kolonialmacht die Hierarchie zwischen den beiden Herrschaftsgebieten in der Exklave deutlich. Weitere militärische Titel erhielten die Prinzen und andere Würdenträger Oecusses und Ambenos.
Anfang der 1880er Jahre gehörte Fatumasi (im heutigen Gemeinde Liquiçá) als Enklave im Reich von Motael zum Reich von Oecusse und produzierte viel Kaffee.
Truppenunterstützungen Oecusses und Ambenos an Portugal im Krieg von Manufahi (1896) und anderen Konflikten waren mit ein Grund, weshalb Gouverneur José Celestino da Silva (1894–1908) von der Idee abkam, die Exklave gegen den Hafen Atapupu zu tauschen. Trotzdem hatten die beiden Reiche noch in den 1880er Jahren bei den Portugiesen den Ruf einer fragwürdigen Vertrauenswürdigkeit. Tatsächlich kam es dann im Mai 1912 während der großen Rebellion von Manufahi auch in Ambeno zum Aufstand gegen die Kolonialherren. Alle Portugiesen in dem Reich, die keine Kirchenangehörige waren, wurden zum Regierungssitz von João da Cruz, Usif von Ambeno, gebracht und hingerichtet. Oecusses Herrscher Hugo Hermenegildo da Costa, der zu Portugal loyal blieb, musste in der Zeit sein Reich verlassen. Das Kanonenboot Pátria brachte in Timor stationierte afrikanische Soldaten und 150 Moradores unter dem Kommando von Capitão Pimenta de Castro nach Ambeno. Die Rebellion wurde niedergeschlagen, unter anderem wurde dabei die Kirche von Oecusse zerstört. João da Cruz floh in den niederländischen Teil Timors und Nunuhenu verlor seinen Status als Sitz des Herrschers von Ambeno. Der von den Portugiesen neueingesetzte Verwandte von João da Cruz ließ sich in Tulaica nieder. Zudem wurde das Reich von Ambeno nun endgültig dem Reich von Oecusse und Hugo da Costa untergeordnet. Auch viele der an der Rebellion beteiligten Naijufs flohen nach Niederländisch-Timor. Die Portugiesen setzten als Ersatz Chefes de Suco, die dem portugiesischen Staat die Treue schworen. Folge ist, dass es in manchen Dörfern zwei Naijufs gibt. Es ist umstritten, was der Auslöser für die Rebellion war. Zum einen wird er mit der Rebellion von Manufahi in Verbindung gebracht und dem Aufbegehren gegen Kopfsteuer und Zwangsarbeit. Einheimische verweisen heutzutage auf traditionelle Herrscher, die bei der Einführung der neuen kolonialen Verwaltungsstruktur benachteiligt wurden und daher revoltierten. Der damalige portugiesische Chronist Jaime do Inso spricht hingegen von der alten Rivalität zwischen Costas und Hornays, die hier erneut eskalierte.

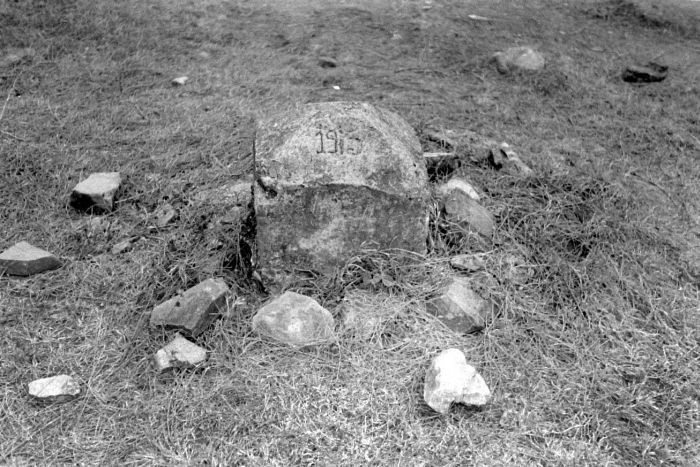
Grenzstein von 1915 zwischen Westtimor und Oe-Cusse Ambeno

Die Grenzziehung zwischen den Kolonialmächten war weiter umstritten. 1899 kam es zu bewaffneten Auseinandersetzungen zwischen den Einheimischen auf den beiden Seiten der Ostgrenze zu Tunbaba, wo es noch reiche Sandelholzvorkommen gab. Außerdem beanspruchten die Herrscher Oecusses den Bikomistreifen (Bicome) im Südosten, um eine Verbindung zur Exklave Noimuti zu schaffen. Angebote der Niederlande, Oecusse zu kaufen, lehnten die Portugiesen ab. Im Vertrag von 1904 wurden den Niederländern die umstrittenen Gebiete in Tunbaba und der Erwerb von Noimuti und dem Bikomistreifen zugesichert, sobald die Grenzen Oecusses definiert seien. 1913 wurde schließlich der Ständige Schiedshof in Den Haag angerufen, um eine Entscheidung in dem Streit zu treffen. Prinzipiell wurden sowohl koloniale als auch einheimische Vertreter zur Grenzziehung befragt. Da man aber die innertimoresischen Streitigkeiten als zu konfliktgeladen ansah, orientierte sich der Schiedshof an den bestehenden kolonialen Gegebenheiten. Folge war, dass ein späterer Militärverwalter berichtete, dass die Grenze für die lokale Bevölkerung ohne großen Belang war, da in den der Niederlande überlassenen Gebieten oft Freunde und Verwandte der Bevölkerung Oecusses lebten.
Die endgültige Grenze zwischen Niederländern und Portugiesen wurde 1916 vertraglich in Den Haag festgelegt. Oecusse und Ambeno waren bereits durch den Vertrag von Paravicini vom Osten Timors getrennt. Nun wurde auch die südlich von Oe-Cusse Ambeno gelegene portugiesische Exklave Noimuti gegen die niederländische Besitzung Maucatar eingetauscht.

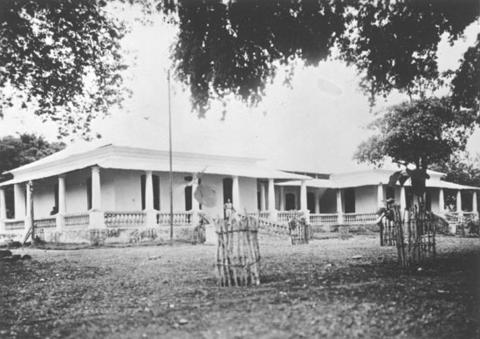
Eine Schule in „Oekussi“ (1930er-Jahre)

1926 war von Portugal angesichts der verschwindenden Bestände ein Handelsverbot für Sandelholz verfügt worden, doch bereits 1929 lockerten die Portugiesen das Verbot für die Exklave Oe-Cusse Ambeno. Es war schlichtweg unmöglich gewesen, hier die Einhaltung zu überwachen. Die Bäume wurden illegal geschlagen und einfach über den Landweg in das niederländische Westtimor geschmuggelt. Daher wurde Einheimischen das Fällen von ausgewachsenen Bäumen erlaubt, unter Schutz blieben nur junge Bäume und die Wurzeln. Die Bestände nahmen trotzdem weiter ab,

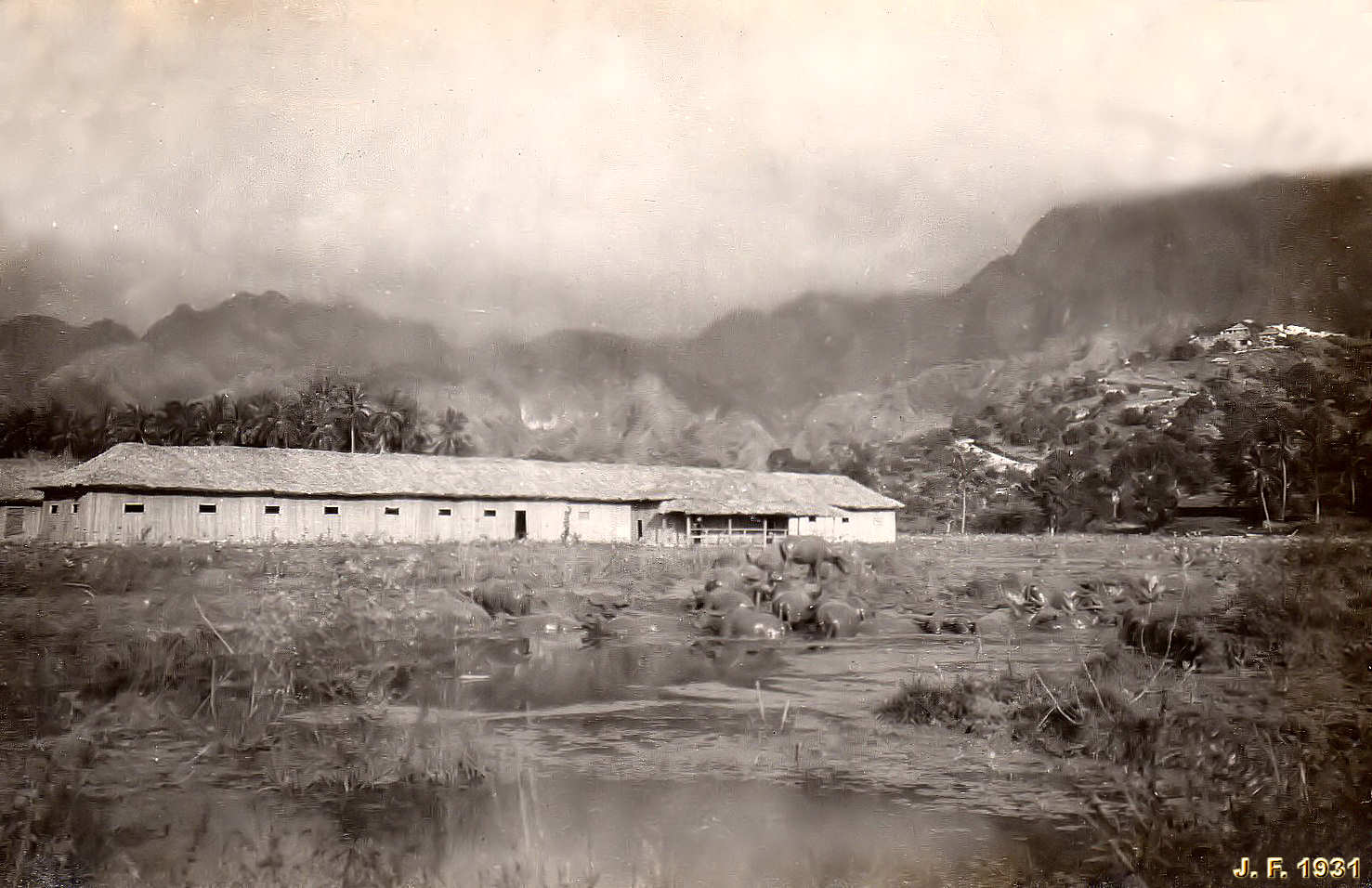
Das Konzentrationslager in Oe-Cusse Ambeno, mit Wasserbüffeln im Vordergrund (1931)

Unter der portugiesischen Diktatur des Estado Novo ab 1927 wurden Anarchisten, Anarcho-Syndikalisten, Kommunisten und Republikaner nach Timor deportiert. Am 28. Juni 1931 legte die Gil Eanes von Lissabon ab und brachte 90 Deportierte nach Timor, sowohl politische Gefangene, als auch Kriminelle. Am 2. September desselben Jahres folgte aus Belém die Pedro Gomes mit 271 Zivilisten und 87 Abgehörigen des Militärs, die aufgrund ihrer Teilnahme am Aufstand vom August 1931 in die Verbannung geschickt wurden. Sie wurden bei ihrer Ankunft für Wochen oder Monate zunächst in Lagern in Oe-Cusse Ambeno und auf Atauro interniert.
Die Lebensbedingungen in den Lagern waren hart. Das Konzentrationslager in Oe-Cusse Ambeno war von Wassergraben und Stacheldraht umgeben und wurde von mit Maschinengewehren bewaffneten Soldaten auf einem Hochsitz bewacht. Die Gefangenen lebten in mit Palmwedeln gedeckten Holzbaracken, inmitten der Feuchtigkeit von Reisfeldern und zahlreicher Moskitos. Medizinische Hilfe und Kleidung gab es kaum, das Essen war abscheulich und karg. Viele Insassen starben an der Malaria. Am 28. Februar 1932 gelang einer Gruppe Gefangener die Flucht aus einem Lager. Erst über Umwege gelang es einem Deportierten und ehemaligen Oberst über die Veteranenliga das Kolonialministerium über die Zustände zu informieren, worauf die Regierung in Lissabon im Februar 1932 die Schließung der Lager anordnete.
Im Zweiten Weltkrieg besetzten die Japaner zwischen 1942 und 1945 die gesamte Insel. Obwohl die Portugiesen in dieser Region das erste Mal auf Timor landeten, waren es einige entlegene Dörfer in den Bergen Oe-Cusse Ambenos, die als letzte auf Timor in Kontakt mit den Europäern kamen. In einige Bergdörfer kamen erst in den 1950er Jahren zum ersten Mal Europäer. Der Priester Norberto Parada begann damals mit der Missionierung im Bergland, erstmals auch mit der Hilfe von einheimischen Missionaren. Zu dieser Zeit wagte sich noch der koloniale Administrator von Nitibe nur mit sechs bis zehn bewaffneten Wachen in diese „wilde“ Region.
In den 1960ern wanderten die Clans der Bobos und der Mekos aus Usitasae aufgrund von Überbevölkerung nach Lifau ab. In dieser Zeit begannen Einwohner des indonesischen Dorfes des Manusasi (Distrikt Westmiomaffo, Regierungsbezirk Nordzentraltimor) Ansprüche auf den Bisae Súnan und das fruchtbare Gebiet nordöstlich davon zu erheben. Die Bewohner von Haemnanu hielten dagegen. Der Konflikt eskalierte. 1965 töteten portugiesische Polizisten in dessen Folge einen Indonesier. Der Streit um das Gebiet schwelt bis heute.
Im Dezember 1966 kam es zu Zusammenstößen zwischen indonesischen und portugiesischen Streitkräften. Die Indonesier brannten in Oe-Cusse Ambeno einige Dörfer nieder und beschossen das portugiesische Territorium mit Mörsern. Nur die schnelle Reaktion der portugiesischen Armee scheint die indonesischen Truppen von weiteren Attacken abgehalten zu haben.
Im August 1973 wurde die Militärkommandantur Oecusse in den Kreis (conselho) Oecussi-Ambeno umgewandelt. Jaime Oliveira, der portugiesische Administrator von Oe-Cusse Ambeno in der Endzeit der Kolonialzeit, stammte aus Kiukole (Suco Naimeco). Er war Sympathisant der FRETILIN und unterstützte die Delegation, die von Dili geschickt wurde, um Basisarbeit für die Partei in der Exklave zu betreiben. Die Mitglieder gehörten zur osttimoresischen Studentenorganisation UNETIM, die mit der FRETILIN verbunden war.

### Indonesische Besatzung

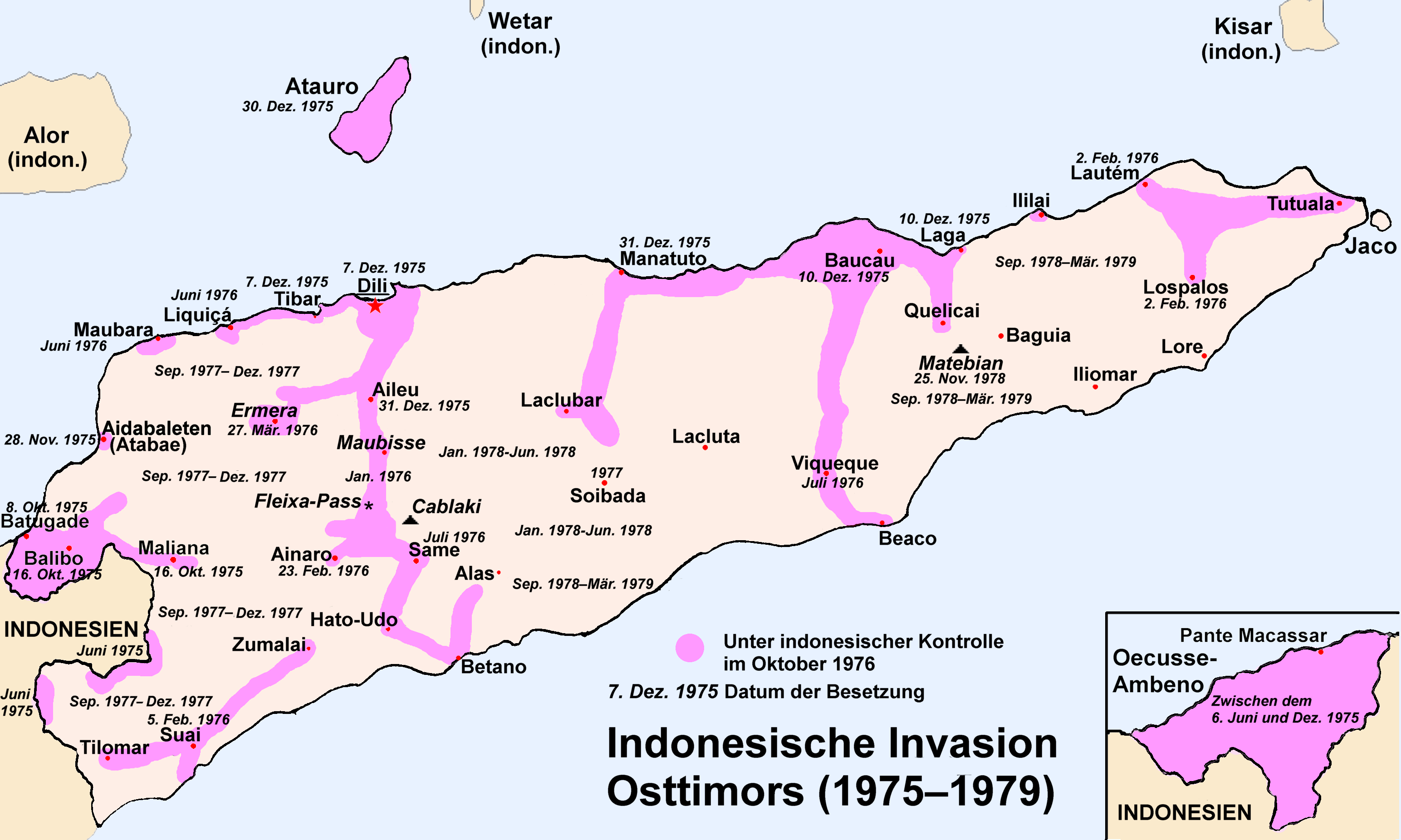
Verlauf der indonesischen Invasion (1975–1979)

In den Wirren der letzten Monate der portugiesischen Herrschaft über Osttimor besetzte Indonesien Oe-Cusse Ambeno bereits am 6. Juni 1975. Die Soldaten wurden dabei als Kämpfer der UDT getarnt, die im Konflikt mit der dominierenden Partei FRETILIN standen. Im Oktober folgte die Invasion in die osttimoresischen Grenzregionen Bobonaro und Cova Lima. Als die FRETILIN schließlich am 28. November 1975 Osttimor für unabhängig von Portugal erklärte, wurde bereits am Tag darauf die indonesische Flagge in Pante Macassar gesetzt. Die offene militärische Offensive begann mit der Invasion Dilis am 7. Dezember 1975. Am 13. Dezember organisierte El Tari, der indonesische Gouverneur von Nusa Tenggara Timur eine offizielle Zeremonie, in der die „Integration“ von Oe-Cusse Ambeno in Indonesien proklamiert wurde. Administrator Jaime Oliveira und José Valente, ein portugiesischer Militärkommandant, erklärtenam 19. Dezember in einer weiteren Zeremonie ihre Loyalität zu Indonesien. Die UNETIM-Mitglieder wurden verhaftet und bis 1977 in Dili gefangen gehalten. Von den Kämpfen des Unabhängigkeitskrieges blieb die Region aber weitgehend verschont. Es gab keine Kampfeinheiten der osttimoresischen FALINTIL in Oe-Cusse Ambeno, dafür aber ein weites Netzwerk des Widerstands.
Trotz der geographischen Trennung blieb Oe-Cusse Ambeno auch unter indonesischer Herrschaft als Kabupaten Teil der Provinz Osttimor (indonesisch Timor Timur). Ein Teil der Bevölkerung wurde Anfang der 1980er Jahre aus dem bergigen Landesinneren, wo sie traditionell aufgrund von Hitze, Malaria und Überfällen von See aus lebte, an die Küste zwischen Citrana und Sacato zwangsumgesiedelt, die bis dahin weitgehend unbewohnt war. Nur an den Ufern des Tonos gab es die kulturell von den Bergbewohnern unterschiedlichen Flachlandbewohner, die in den Überflutungszonen Reis anbauten. Während die administrative Verwaltung weiterhin über Dili erfolgte, lief der Warenverkehr nun über die benachbarten Orte Wini, Kefamenanu und Kupang im indonesischen Teil Westtimors. Die Sandelholzbestände, die hier im Gegensatz zu den meisten anderen Gebieten auf Timor noch 1975 existierten, verschwanden zumeist in den ersten Jahren der indonesischen Besatzung. Immerhin gab es Fortschritte bei der Bildung, Infrastruktur und Gesundheitsprogrammen und der Waren- und Personenverkehr nach Westtimor wurde erleichtert.
Im Unabhängigkeitsreferendum von 1999 entschied sich die Bevölkerung Osttimors für die völlige Unabhängigkeit von Indonesien. Es folgte eine letzte Welle der Gewalt durch indonesische Sicherheitskräfte und pro-indonesische Milizen. Um den 18. September 1999 wurden wahllos Häuser angezündet. Verschont blieben nur Citrana, Bebo, Baocnana (Verwaltungsamt Nitibe), Mahata (Pante Macassar) und Passabe. Die Miliz Sakunar und die indonesische Armee verübten mehrere Massaker unter der Bevölkerung, die folgenreichsten in Tumin und Passabe. 4.500 Einwohner wurden auf Lastwagen nach Indonesien zwangsdeportiert. 10.000 Menschen flohen in die Berge.
In Cutete (Suco Costa) hatten sich Ende September 5000 Flüchtlinge in einem Lager zusammengefunden. Der amerikanische Pfarrer Richard Daschbach führte hier bereits seit 1991 das Kinderheim Topu Honis Kutet und war zuvor Priester in Lelaufe. Bei seiner Arbeit hatte er sich den Ruf erworben, über große Lulik (Magie) zu verfügen, weswegen die Menschen sich hier Schutz vor den Milizen erhofften. Am 23. September griff die Sakunar aber Cutete an. Die Unterkünfte wurden niedergebrannt, zwei Menschen erschossen und die Flüchtlinge vertrieben. Der 14-jährige Fredolino José Landos da Cruz Buno Sila (Lafu) wurde daraufhin von Anhängern der Unabhängigkeitsbewegung von Cutete losgeschickt, um Hilfe zu holen. In den Sohlen seiner Flip-Flops wurde ein Brief an die UN-Mission in Osttimor versteckt. Der Junge durchquerte zu Fuß das indonesische Westtimor und erreichte schließlich einen australischen Posten der internationalen Eingreiftruppe INTERFET an der Grenze zwischen Westtimor und Bobonaro. Mit einem Hubschrauber wurde Lafu nach Dili gebracht, wo er seine Nachricht abgeben konnte. Allerdings schickte die INTERFET nicht sofort Soldaten nach Oe-Cusse Ambeno, sondern brachte dem Jungen bei, wie man ein Funkgerät bedient. Dann setzte man ihn am Strand von Pante Macassar ab, wo sich ein Großteil der Flüchtlinge versammelt hatte und von den Milizen belagert wurde. Als die Lage brenzlig wurde, verständigte Lafu die INTERFET über Funk, dass der Angriff der Milizen kurz bevorstehe. Am nächsten Morgen landeten INTERFET-Soldaten mit Hubschraubern in Pante Macassar. Daschbach führte in den späteren Jahren seine Arbeit in Oe-Cusse Ambeno fort. 2018 wurde er beschuldigt in mindestens 14 Fällen Kinder aus seinem Heim missbraucht zu haben. Er ist der erste katholische Priester in Osttimor, gegen den dieser Vorwurf erhoben wurde. Daschbach wurde das Priesteramt entzogen und er wurde vor Gericht gestellt.
Die INTERFET sorgte ab dem 23. Oktober auch in Oecussi-Ambeno im Auftrag der Vereinten Nationen wieder für Ruhe und Ordnung. Am 20. Dezember fanden UN-Mitarbeiter Massengräber mit Opfern der Gewalt. Insgesamt wurden in der osttimoresischen Exklave mindestens 164 Menschen durch die Milizen ermordet. Viele Tote gab es auch durch die Flucht der Zivilbevölkerung. 90 % der Häuser in Oecussi-Ambeno wurden zerstört, ebenso die restliche Infrastruktur. Die Zerstörungen waren zum Teil schwerwiegender als in anderen Teilen des Landes, auch weil INTERFET hier später eingriff. Viele Milizionäre, die sich vor der INTERFET aus den anderen Teilen Osttimors zurückgezogen hatten, kamen nach Oe-Cusse Ambeno und schlossen sich hier der Sakunar an.
Usif José Hermenegildo da Costa war vor der Gewalt nach Kupang geflohen. Er verstarb dort am 4. November 1999. Ihm folgte sein Sohn António Hermenegildo da Costa im Amt.

### Das unabhängige Osttimor

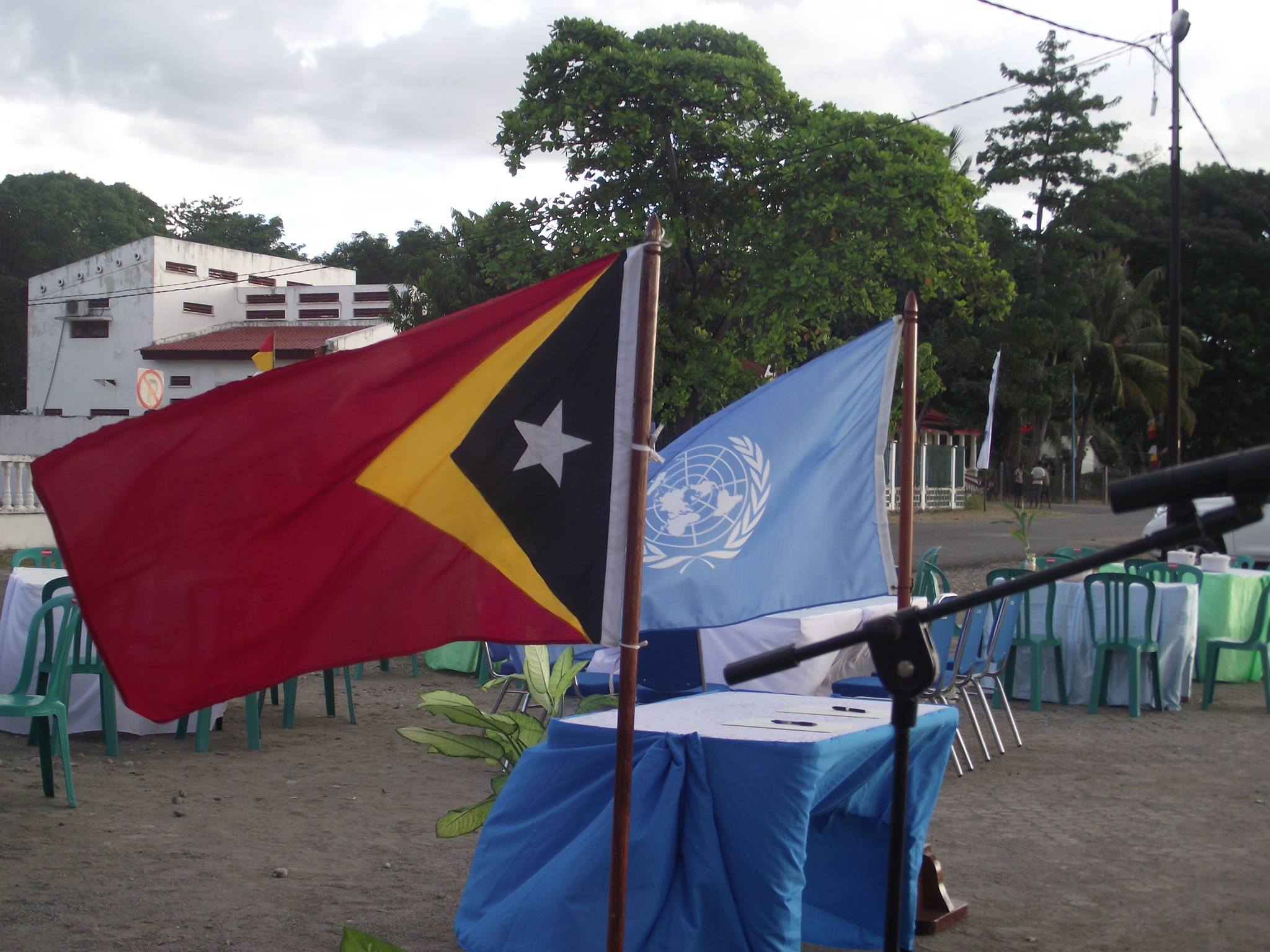
Sitz des Administrators, während der Feier zum 12. Unabhängigkeitstag (2014)

2002 wurde Osttimor mit Oe-Cusse Ambeno als Exklave ein unabhängiger Staat. UN-Truppen aus Australien, Neuseeland, Fidschi und bis 2003 aus Japan und Südkorea unterstützten die neue Verwaltung im damaligen Distrikt. Dazu kamen internationale Militärbeobachter der Vereinten Nationen (UNMO), die die Grenze zu Indonesien überwachten. Am 23. Oktober 2003 kamen am Fluss Noel Ekab (Oesilo) Major Byong Jo Min, Major Jin Kyu Park, Coporal Jong Hun Membali, Coporal Hee Choi und Kim Jung Joung ums Leben. Die fünf südkoreanischen Soldaten gehörten zum Bataillon ROKBATT VII. Nach dem Abzug der UN-Truppen sorgte zunächst nur die Nationalpolizei Osttimors und ihre Grenzeinheit Unidade de Patrulhamento de Fronteira (UPF) für die Sicherheit in Oe-Cusse Ambeno. Soldaten der Verteidigungskräfte Osttimors (F-FDTL) waren nicht in der Exklave stationiert. Im August 2022 wurde in Lalisuc der Militärstützpunkt der Verteidigungskräfte in Oe-Cusse Ambeno eröffnet.
Im mit Indonesien umstrittenen Gebiet von Naktuka kam es seit der Unabhängigkeit immer wieder zu Zwischenfällen mit der indonesischen Armee. Im September 2009 fuhr eine Gruppe von indonesischen Soldaten in das osttimoresische Dorf Naktuka und begann Fotos von neu errichteten Gebäuden zu machen. Sie wurden von den Einwohnern kurzerhand hinausgeworfen und über die Grenze zurückgeschickt. Am 26. Mai 2010 drangen 28 bewaffnete Soldaten der Streitkräfte Indonesiens in Beneufe ein und setzten in Naktuka ihre Flagge, einen Kilometer von der Grenze entfernt. Am 29. Mai 2010 zerstörten sie die beiden Häuser zweier sozialen Einrichtungen im Suco. Am 24. Juni drang erneut eine bewaffnete Einheit der indonesischen Armee einen Kilometer in das Gebiet von Naktuka ein, zog sich aber zurück, als sie auf eine Einheit der osttimoresischen Grenzpolizei traf. Einwohner sehen einen Zusammenhang mit der unklaren Grenzziehung zwischen den Ländern. Dies war der schwerste Vorfall zwischen den beiden Ländern seit der Unabhängigkeit Osttimors 2002. Am 4. März 2011 verletzten indonesische Soldaten erneut die Grenze und vertrieben Einwohner vom umstrittenen Landstreifen. Am 28. Oktober 2011 schossen indonesische Soldaten auf Osttimoresen, die die Grenze illegal mit einem Wagen überquert hatten. Ende 2012 wurde Fisen Falo, ein Lian Nain, in Naktuka ermordet aufgefunden. Auch einige Häuser sollen von Unbekannten niedergebrannt worden sein. Laut Pressemeldungen wurde er bei der Feldarbeit von Fremden entführt und zu Tode gefoltert. In Gerüchten verdächtigte man indonesische Soldaten. Francisco da Costa Guterres, Osttimors Staatssekretär für Sicherheit, entsandte ein Untersuchungsteam. Die Grenze wurde in dem Gebiet vorerst geschlossen.

## Politik

### Regionale Verwaltung

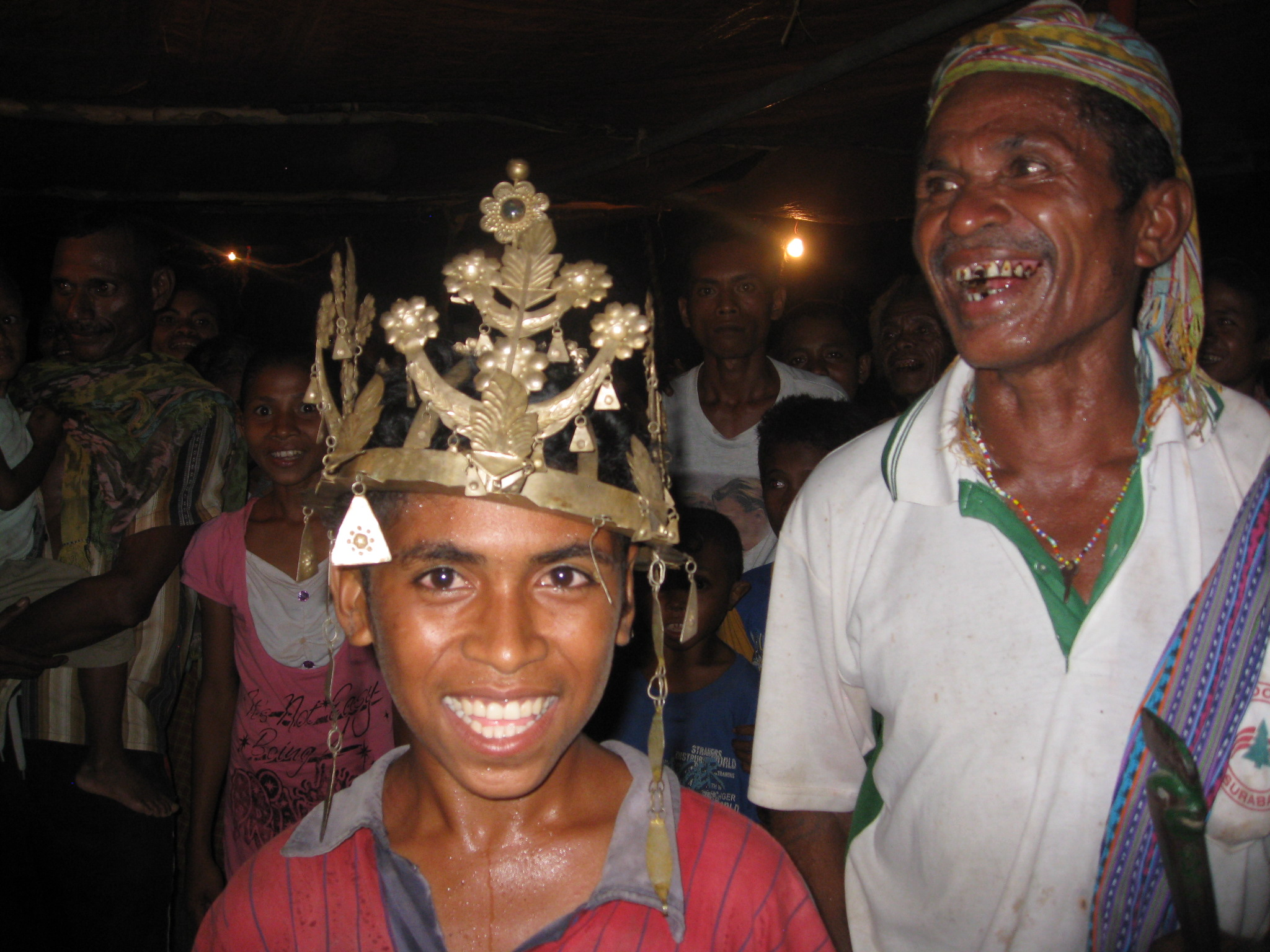
Tänzer in Oekum mit der traditionellen Kaibauk-Krone, einem Herrschersymbol

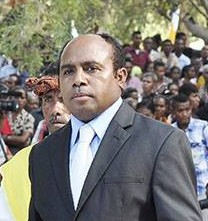
Régio da Cruz Salu

In Artikel 71 der Verfassung Osttimors steht unter Punkt 2:

«Oe-Cusse Ambeno rege-se por uma política administrativa e um regime económico especiais.»

„Für Oe-Cusse Ambeno gilt bei Verwaltung und Wirtschaft eine Sonderregelung.“

An der faktischen Umsetzung dieses Verfassungsartikels haperte es die ersten Jahre allerdings. In der I. (2002–2006), II. (2006–2007) und IV. Regierung Osttimors (2007–2012) gab es einen eigenen Staatssekretär für Oe-Cusse Ambeno. Wie auch in den anderen damaligen Distrikten Osttimors wurde der Distriktsadministrator von der nationalen Regierung eingesetzt, ebenso die Administratoren der Subdistrikte. 2014 wurden die Distrikte in ganz Osttimor in „Gemeinden“ und die Subdistrikte in „Verwaltungsämter“ umgewandelt. Oe-Cusse Ambeno erhielt entsprechend einem besonderen Status die Bezeichnung „Sonderverwaltungsregion“. Mit dem Gesetz 03/2014 vom 18. Juni 2014 wurde die Autoridade da Região Administrativa Especial de Oecusse (ARAEO) geschaffen. Marí Alkatiri, Generalsekretär der FRETILIN und ehemaliger Premierminister, wurde am 25. Juli zum Präsidenten der ARAEO ernannt. Die Ernennung erfolgte durch Staatspräsident Taur Matan Ruak, auf Vorschlag von Premierminister Xanana Gusmão.
Am 23. Januar 2015 beschloss die V. konstitutionelle Regierung Osttimors auf einer Sondersitzung in Pante Makassar, an Alkatiri Befugnisse zu übertragen, um dem verfassungsmäßigen Sonderstatus Oe-Cusse Ambenos zu entsprechen. Die zeremonielle Übergabe erfolgte am 25. Januar. Ebenfalls bei der Sitzung wurden vom Kabinett drei neue Mitglieder der ARAEO ernannt. Arsénio Paixão Bano stammt aus Oe-Cusse Ambeno. Der ehemalige Minister für „Arbeit und Solidarität“ ist stellvertretender Vorsitzender der FRETILIN. Leónia da Costa Monteiro aus der Gemeinde Manatuto war 2003 Central Finance Officer im Staatssekretariat für Sicherheit. Pedro de Sousa Xavier war früher Direktor des Nationaldirektorats für Land und Eigentum (portugiesisch Director Nacional de Terras e Propriedades Timor-Leste DNTP), die dem Justizministerium unterstellt ist.
Die weiteren Mitglieder der Behörde wurden von Präsident Alkatiri vorgeschlagen und mit der Regierungsresolution No. 21/2015 am 19. Mai 2015 ernannt. Darunter war der ehemalige Distriktsadministrator Francisco Xavier Marques. Im Staatsbudget für 2015 sind 81,93 Millionen US-Dollar für die Sonderverwaltungszone Oe-Cusse Ambeno und die Sonderhandelszonen Oe-Cusse Ambeno und Atauro vorgesehen, um Wirtschaft und den Aufbau der Basisinfrastruktur zu ermöglichen.
2017 wurde Alkatiri Premierminister von Osttimor und wurde von Arsénio Bano als Präsident der Regionalbehörde abgelöst. Nach seiner Abwahl 2018 als Regierungschef wurde Alkatiri wieder Chef der ARAEO und der ZEESM.
Alkatiris Amtszeit endet am 25. Juli 2019. Am 8. Juli stimmten 34 Abgeordnete des Parlaments, ohne Gegenstimme, für die Änderung des Gesetzes 3/2014 zur Sonderverwaltungsregion Oe-Cusse Ambeno. Damit wurde dem Staatspräsidenten die Beteiligung bei der Ernennung der Verantwortlichen in der Behörde entzogen. Der Präsident der Behörde wird nun für maximal zweimal fünf Jahre von der Regierung durch Beschluss ernannt. Die Abgeordneten der FRETILIN hatten das Parlament zu Beginn der Diskussion verlassen, jene der PD direkt vor der Abstimmung. Mit der Gesetzesänderung sollte Staatspräsident Francisco Guterres die Möglichkeit genommen werden, die Absetzung seines Parteifreundes Alkatiri zu blockieren. Demonstrativ empfing Guterres am 12. Juli die traditionellen Würdenträger Oe-Cussi Ambenos als Vertreter des Atoni-Volkes, die ihn dazu aufforderten, die Änderung des Gesetzes zu verhindern und Alkatiri eine weitere Amtszeit zu gewähren. Alkatiri verzichtete schließlich aber auf eine Verlängerung seiner Amtszeit und Arsénio Bano wurde erneut Interimspräsident von ARAEO und ZEESM. Am 6. November 2019 nominierte der osttimoresische Ministerrat José Luís Guterres zum neuen Präsidenten. Nach Kritik an seiner Amtsführung und der Verschiebung der Machtverhältnisse in der VIII. Regierung zugunsten der FRETILIN wurde José Luís Guterres am 10. Juni 2020 als Präsident entlassen. Innerhalb von sieben Monaten hatte Guterres keine Mitglieder der Regionalregierung ernannt. Außerdem wurde kritisiert, dass er viel Zeit außerorts verbrachte. Auch die Ernennung verschiedener Berater wurde negativ kommentiert. Arsénio Bano erhielt nun am 12. Juni die offizielle Ernennung zum Präsidenten der Autonomiebehörde.
Die neue  IX. Regierung Osttimors unter Premierminister Xanana Gusmão drohte beim Amtsantritt am 1. Juli 2023 gleich mit der Abschaffung von Oe-Cusse Ambenos Status als Sonderverwaltungsregion. Die Autonomiebehörde sollte strenger kontrolliert werden. Im neuverabschiedeten Staatshaushalt 2023 musste Oe-Cusse Ambeno auf 36,24 der für es veranschlagten 120 Millionen US-Dollar verzichten. Am 24. Januar 2024 wurde Rogério Lobato zum neuen Präsidenten der Autonomiebehörde ernannt.
| Administrador                                      | Administrador            | Administrador        |
| -------------------------------------------------- | ------------------------ | -------------------- |
|                                                    | Francisco Xavier Marques | 2002–2007            |
| José Anuno                                         | José Anuno               | 2007–2013            |
| Salvador da Cruz, Administrator von Oecusse (2014) | Salvador da Cruz         | um 2014              |
| José Anuno                                         | José Anuno               | um 2015              |
| Presidente                                         |                          |                      |
| Marí Bin Amude Alkatiri vor dem Logo der ARAEO     | Marí Alkatiri            | 2014–2017 2018–2019  |
| Arsénio Bano (2019)                                | Arsénio Bano             | 2017–2018 2019       |
| José Luís Guterres (2019)                          | José Luís Guterres       | 2019–2020            |
| Arsénio Bano (2019)                                | Arsénio Bano             | 2020–2024            |
| Rogério Lobato (2022)                              | Rogério Lobato           | seit 24. Januar 2024 |

Stand 2005:
- Distriktadministrator: Francisco Xavier Marques[164]
- Vizedistriktadministrator: Francisco Bano
- Distriktentwicklungsbeamter: Domingos Maniquin
- Chef des Bildungsamt: Venancio Lafu
- Chef des Gesundheitsamt: Manuel da Cunha
- Chef des Landwirtschaftsamt: José Oki
- Kommandant der Distriktpolizei: Mateus Mendes
- Administrator des Subdistrikts Pante Macassar: Jose „Camada“ Martins
- Administrator des Subdistrikts Oesilo: Lamberto Punef
- Administrator des Subdistrikts Passabe: Adelino Cau
- Administrator des Subdistrikts Nitibe: Miguel Busan
- Chefe Emnasi: António Bobo

2007 bis 2013:
- Distriktadministrator: José Tanesib Anuno[165][166]

Stand 2014:
- Distriktadministrator: Salvador da Cruz[167]

Stand 2015:
- Distriktadministrator: José Tanesib Anuno
- stellvertretender Distriktadministrator: Francisco Bano
- Administrator des Verwaltungsamts Pante Macassar: Gonçalo Eko
- Administrator des Verwaltungsamts Oesilo: Alberto Punef Nini
- Administrator des Verwaltungsamts Passabe: ?
- Administrator des Verwaltungsamts Nitibe: Eurico C. Babo[168]

- Präsident der ARAEO: Marí Alkatiri
- Mitglieder der ARAEO:
  - Regionalsekretär für Bildung und soziale Solidarität: Arsénio Paixão Bano
  - Regionalsekretärin für Finanzen: Leónia da Costa Monteiro
  - Regionalsekretär für Landesplanung und das Katasterwesen: Pedro de Sousa Xavier
  - Regionalsekretär für Verwaltung: Francisco Xavier Marques
  - Regionalsekretär für Landwirtschaft und ländliche Entwicklung: Régio Servantes Romeia da Cruz Salu
  - Regionalsekretärin für Gesundheit: Lúcia Taeki
  - Regionalsekretärin für kommunalen Tourismus: Inácia da Conceição Teixeira[150]

2017–2018, 2019:
- Präsident der ARAEO: Arsénio Bano

2018–2019:
- Präsident der ARAEO: Marí Alkatiri
- Stellvertreterin: Leónia da Costa Monteiro[153]

2019–2020
- Präsident der ARAEO: José Luís Guterres

2020–2024

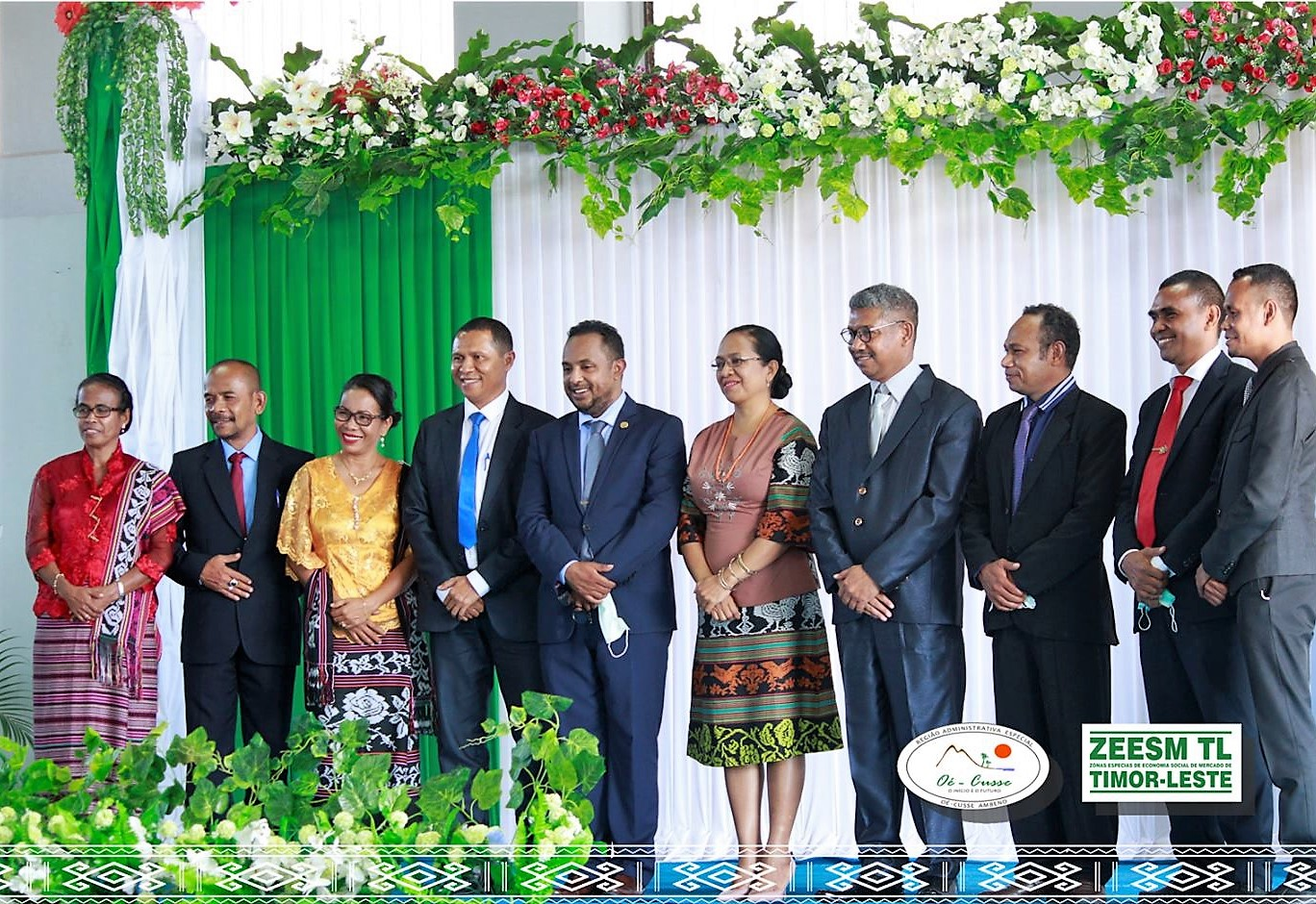
Die Mitglieder der ARAEO (2020)

Präsident Bano wurde am 12. Juni 2020 ernannt. Seine Regionalsekretäre erhielten die Ernennung am 27. Juli.
- Präsident der ARAEO: Arsénio Bano
- Regionalsekretärin für Bildung und soziale Solidarität: Avelina da Costa
- Regionalsekretärin für Finanzen: Elisa Manequim
- Regionalsekretär für Grundbesitz und Eigentum: António Hermenegildo da Costa
- Regionalsekretär für Verwaltungsangelegenheiten: Martinho Abani Elu
- Regionalsekretär für Landwirtschaft: José Eta
- Regionalsekretär für Gesundheit: Manuel da Costa
- Regionalsekretär für Handel und Industrie: Pedro da Cunha da Silva
- stellvertretender Regionalsekretärin für die Stärkung der Institutionen: Leónia da Costa Monteiro
- stellvertretender Regionalsekretär für soziale Angelegenheiten: Maximiano Neno

seit 2024
- Präsident der ARAEO: Rogério Lobato
- Regionalsekretär für Verwaltung André Lao
- Regionalsekretärin für Finanzen Elvira Manat
- Regionalsekretär für Gesundheit: Luís de Jesus Neno
- Regionalsekretärin für Bildung und Soziales: Inácia Tamele
- Regionalsekretärin für Landwirtschaft: Filomena Sila
- Regionalsekretär für Land und Eigentum, Register und Notariat: Marcelino Marques Coro

### Traditionelle Herrscherstrukturen

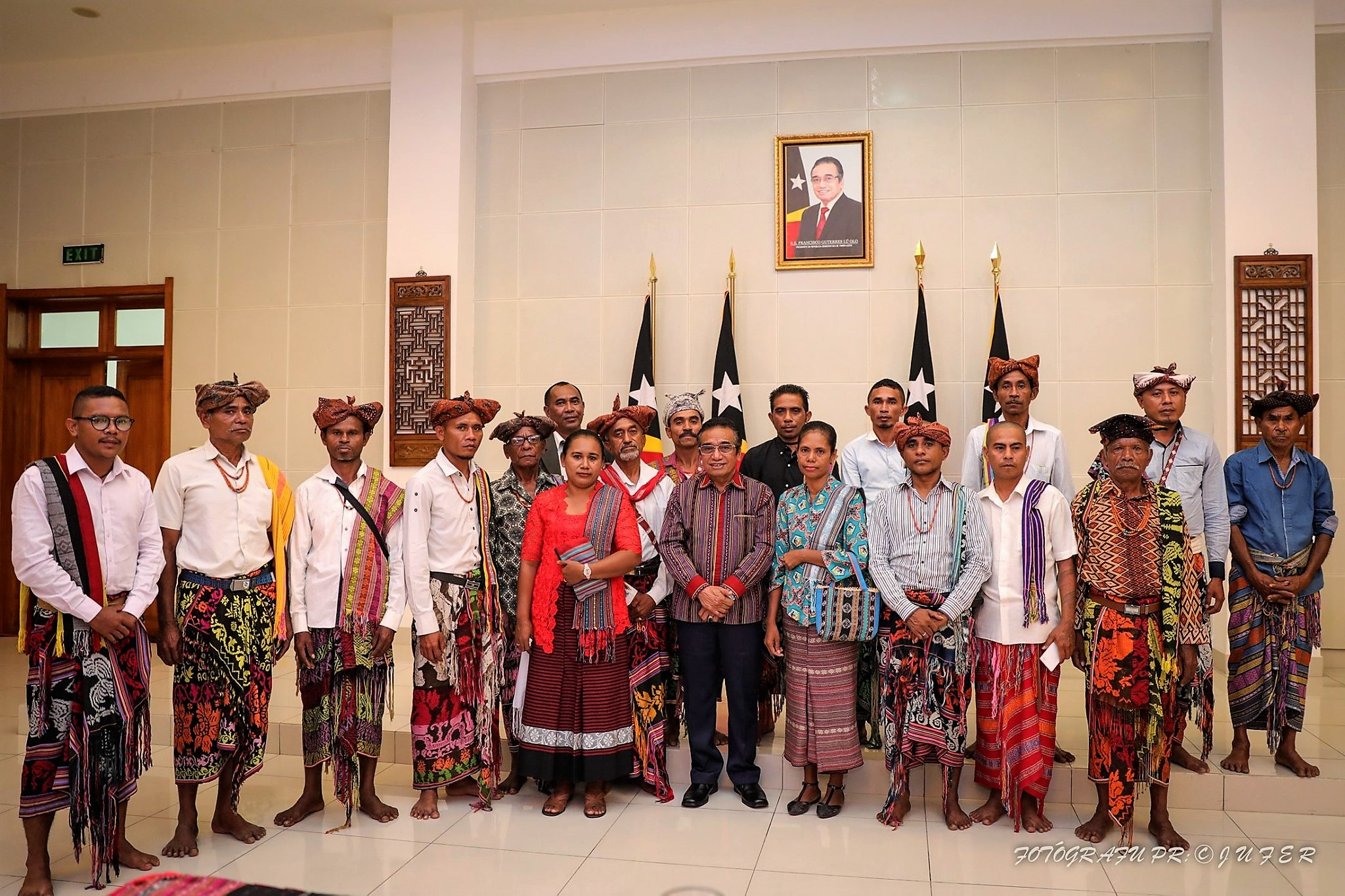
Delegation der traditionellen Herrscher von Oe-Cusse Ambeno bei Staatspräsident Francisco Guterres, inkl. der Usifs Costa, Hornai, Cruz und der Suco-Chefs und Naijufs

Der Liurai (hier Usif genannt) ist ein traditioneller Herrscher, der offiziell zwar keine Macht mehr hat, trotzdem auch heute noch eine Respektsperson mit großem Einfluss ist. Sein Amt wird vererbt. Es gibt mehrere Liurais, die aber jeweils einen unterschiedlichen Status haben.
Zwei Usif sind die traditionellen Herrscher in der Sonderverwaltungsregion, die noch immer einen starken Einfluss haben. Aus der Topasse-Familie der Costa stammen die Usif von Oecusse. Nur ihnen ist die Dynastie der Usif von Ambeno untergeordnet, die Cruz heißen. Große Bedeutung hat neben dem Usif auch der Tobe, der traditionelle Ritualchef, der eine Autorität über das Land, den Wald und das Wasser darstellt. Der traditionelle Dorfvorsteher wird Naijuf genannt. Noch heute bringen Würdenträger der verschiedenen Dörfer in der Vorosterzeit Tribute zum Sitz der Costas in Oesono (Suco Costa) und zum Herrschersitz von Ambeno in Tulaica (Suco Lifau). Teilweise werden sogar Tributzahlungen von Dörfern aus dem indonesischen Teil Westtimors an Ambeno geleistet. Es gibt durchaus Stimmen, die eine stärkere Rolle der Monarchen im Oe-Cusse Ambeno des unabhängigen Osttimors fordern.
Das Gefolge der Costa besteht hauptsächlich aus Kaes metan, Flachlandbewohnern. Die Ajantis, Diener und Palastwachen, werden im jährlichen Wechsel von vier Einzelpersonen aus Cunha und Lalisuk gestellt. Die Familie der Costas selbst gelten als schwarze Portugiesen, die durch jahrhundertelange Einheirat in die einheimischen Herrscherfamilien ihre Legitimität erlangten.
- Usif von Oecusse: António da Costa
- Usif von Ambeno: Carlos da Cruz[163]

### Wahlen auf nationaler Ebene

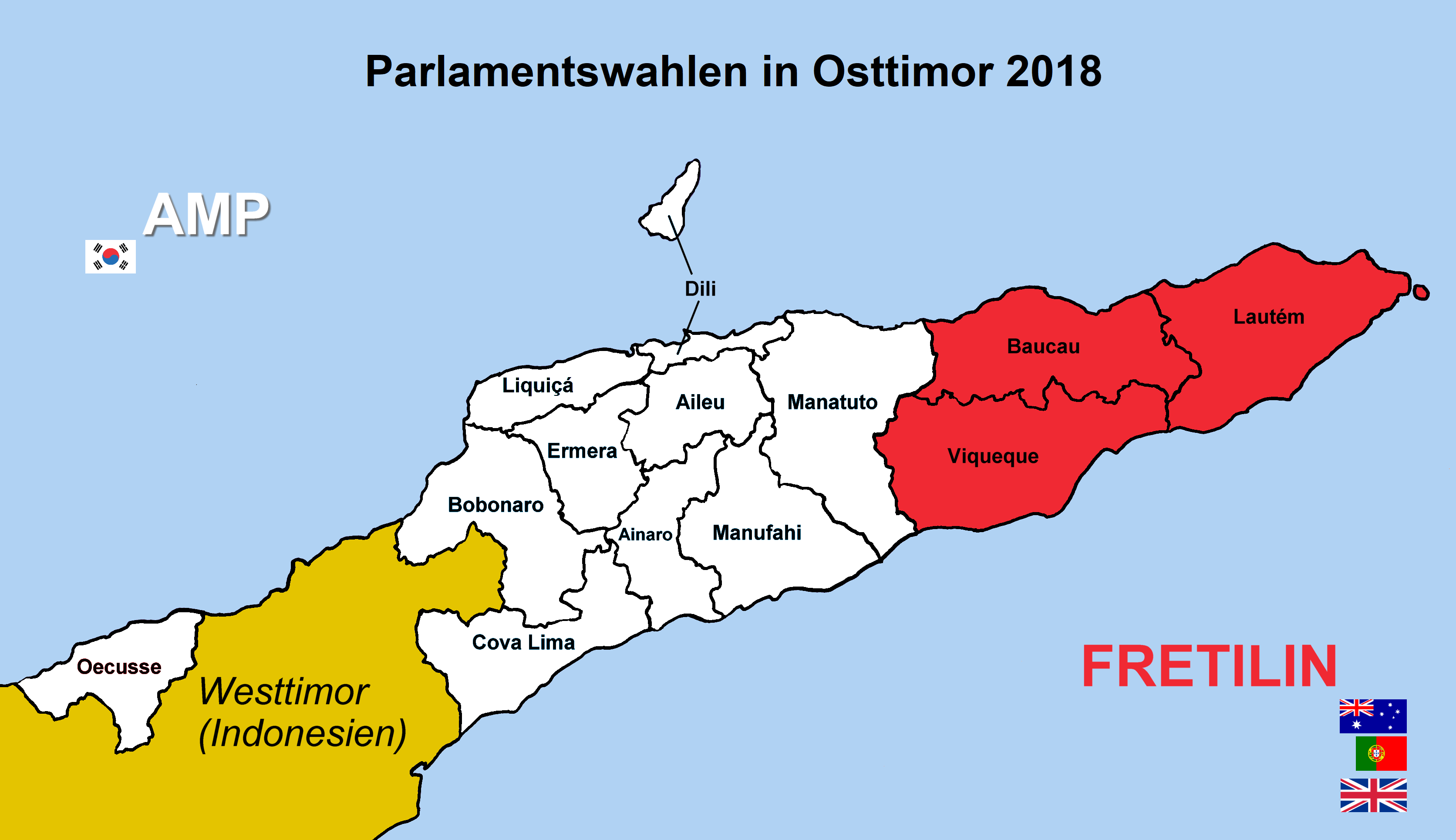
Stärkste Partei in den einzelnen Gemeinden bei den Parlamentswahlen 2018

Bei den Wahlen zur verfassunggebenden Versammlung, aus der später das Nationalparlament hervorging, erhielt die FRETILIN in Oe-Cusse Ambeno mit 38,60 %, wie auch landesweit, die meisten Stimmen. Das damalige Direktmandat erlangte António da Costa Lelan, ein unabhängiger Kandidat. Er war landesweit der Einzige, der nicht der FRETILIN angehörte. Diese hatte in Oe-Cusse Ambeno keinen eigenen Kandidaten aufgestellt, aber Costa Lelan unterstützte die Partei. Bei den Parlamentswahlen 2007 verlor die FRETILIN in Oe-Cusse Ambeno deutlich und kam nur noch auf 27,2 %. Stärkste Partei wurde nun der Congresso Nacional da Reconstrução Timorense (CNRT) mit 34,2 %. Bei den Parlamentswahlen 2012 erhielt der CNRT 39,0 % und die FRETILIN nur noch 18,6 %. 2017 wurde die FRETILIN mit 39,3 % stärkste Kraft. Der CNRT erhielt 29,3 %. Bei den vorgezogenen Neuwahlen 2018 musste die FRETILIN so schwere Verluste hinnehmen, dass die Partei Wahlfälschungen vermutete, was aber vom Tribunal de Recurso de Timor-Leste zurückgewiesen wurde. Die FRETILIN kam nur noch auf 28,4 % (mehr als 3000 Stimmen weniger), während die Aliança para Mudança e Progresso (AMP), der der CNRT nun angehörte, auf über 58,9 % kam. Der lokale FRETILIN-Chef Arsénio Bano übernahm die persönliche Verantwortung und entschuldigte sich über Facebook öffentlich.
Bei den Präsidentschaftswahlen gewann in Oe-Cusse Ambeno die meisten Stimmen des ersten Wahlgangs Fernando de Araújo von der Partido Democrático (PD). Er schied aber als landesweit Dritter aus. In der Stichwahl setzte sich der unabhängige José Ramos-Horta sowohl in Oe-Cusse Ambeno als auch in Osttimor gegen den FRETILIN-Kandidaten Francisco Guterres durch. 2012 erhielt der spätere Wahlsieger Taur Matan Ruak im ersten Wahlgang die meisten Stimmen, ebenso im zweiten Wahlgang mit 75,92 %. Bei den Präsidentschaftswahlen 2017 holte António da Conceição von der PD in Oe-Cusse Ambeno, knapp vor dem Wahlsieger Francisco Guterres von der FRETILIN, die meisten Stimmen. 2022 gewann José Ramos-Horta sowohl in Oe-Cusse Ambeno, als auch in ganz Osttimor.

## Symbole

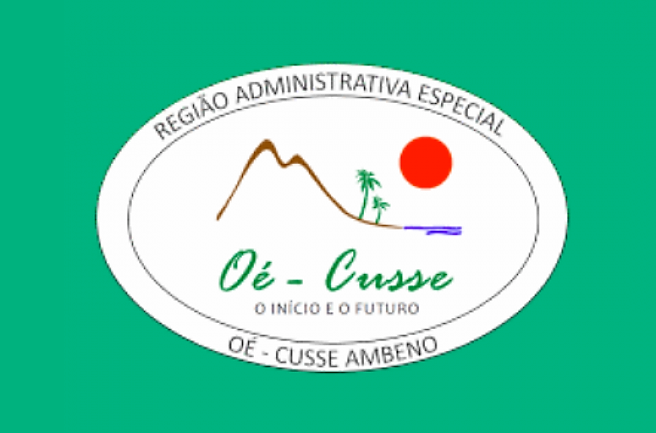
Flagge/Logo der RAEOA

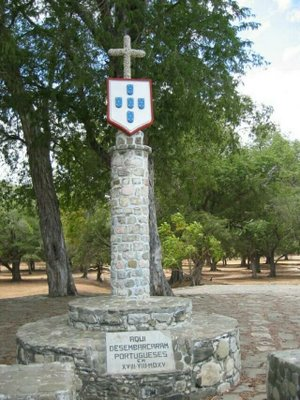
Denkmal der ersten Landung der Portugiesen auf Timor in Lifau

Das Profil des Distrikts Oecusse von 2012 der Direksaun Nacional Administrasaun Local nennt das Denkmal zum Gedenken der ersten Landung der Portugiesen in Lifau als das Symbol Oecusses. Es ist einem Padrão nachempfunden, einer Steinsäule, mit der die portugiesischen Seefahrer die Besitzansprüche neu entdeckter Gebiete für die portugiesische Krone dokumentierten.
Mit Schaffung der Sonderverwaltungsregion ARAEO und der Sonderzone für soziale Marktwirtschaft ZEESM wurden zwei Logos eingeführt. Im Büro des Präsidenten finden sich neben der Nationalflagge Osttimors auch eine Flagge mit dem Logo der ARAEO auf grünen Grund und eine weiße Flagge mit der grünen Schrift der ZEESM.

## Wirtschaft und Infrastruktur
Oe-Cusse Ambenos Wirtschaft ist geprägt von Ackerbau und Viehzucht. Nur in geringem Maße wird die Haushaltskasse durch Weben, Töpfern, Backen, kleine Geschäfte und Salzgewinnung aufgebessert.

### Landwirtschaft
| Anteil Haushalte 2010 den Verwaltungsämtern mit … | Anteil Haushalte 2010 den Verwaltungsämtern mit … | Anteil Haushalte 2010 den Verwaltungsämtern mit … |
| ------------------------------------------------- | ------------------------------------------------- | ------------------------------------------------- |
| Verwaltungsamt                                    | Ackerbau                                          | Viehzucht                                         |
| Nitibe                                            | 78,1 %                                            | 74,5 %                                            |
| Oesilo                                            | 86,2 %                                            | 87,8 %                                            |
| Pante Macassar                                    | 82,7 %                                            | 86,5 %                                            |
| Passabe                                           | 95,6 %                                            | 94,2 %                                            |

| Anteil Haushalte mit …   | Anteil Haushalte mit … | Anteil Haushalte mit … |
| Ackerbau                 | Ackerbau               | Ackerbau               |
| ------------------------ | ---------------------- | ---------------------- |
| Feldfrüchte              | Anteil 2010            | Produktion 2008        |
| Mais                     | 81,3 %                 | 15.232 t               |
| Reis                     | 78,0 %                 | 08.994 t               |
| Maniok                   | 70,6 %                 | 04.452 t               |
| Kokosnüsse               | 72,0 %                 | –                      |
| Gemüse                   | 68,6 %                 | 00.449 t (mit Obst)    |
| Obst (temporär)          | 72,0 %                 | –                      |
| Obst (permanent)         | 68,5 %                 | –                      |
| Kaffee                   | 19,9 %                 | –                      |
| Viehzucht                |                        |                        |
| Nutzvieh                 | Anteil 2010            | Anzahl                 |
| Hühner                   | 73,8 %                 | 46.158                 |
| Schweine                 | 72,1 %                 | 25.004                 |
| Rinder                   | 48,3 %                 | 16.562                 |
| Wasserbüffel             | 03,8 %                 | 01.791                 |
| Pferde                   | 05,0 %                 | 01.372                 |
| Ziegen                   | 36,4 %                 | 13.344                 |
| Schafe                   | 01,0 %                 | 01.027                 |
| Ausstattung              |                        |                        |
| Ausstattung              | Anteil 2010            | Anzahl der Haushalte   |
| Radio                    | 23 %                   | 3.192                  |
| Fernsehen                | 11 %                   | 1.538                  |
| Telefon (Mobil/Festnetz) | 24 %                   | 3.332                  |
| Kühlschrank              | 03 %                   | 0.425                  |
| Fahrrad                  | 09 %                   | 1.235                  |
| Motorrad                 | 10 %                   | 1.454                  |
| Auto                     | 02 %                   | 0.239                  |
| Boot                     | 02 %                   | 0.319                  |

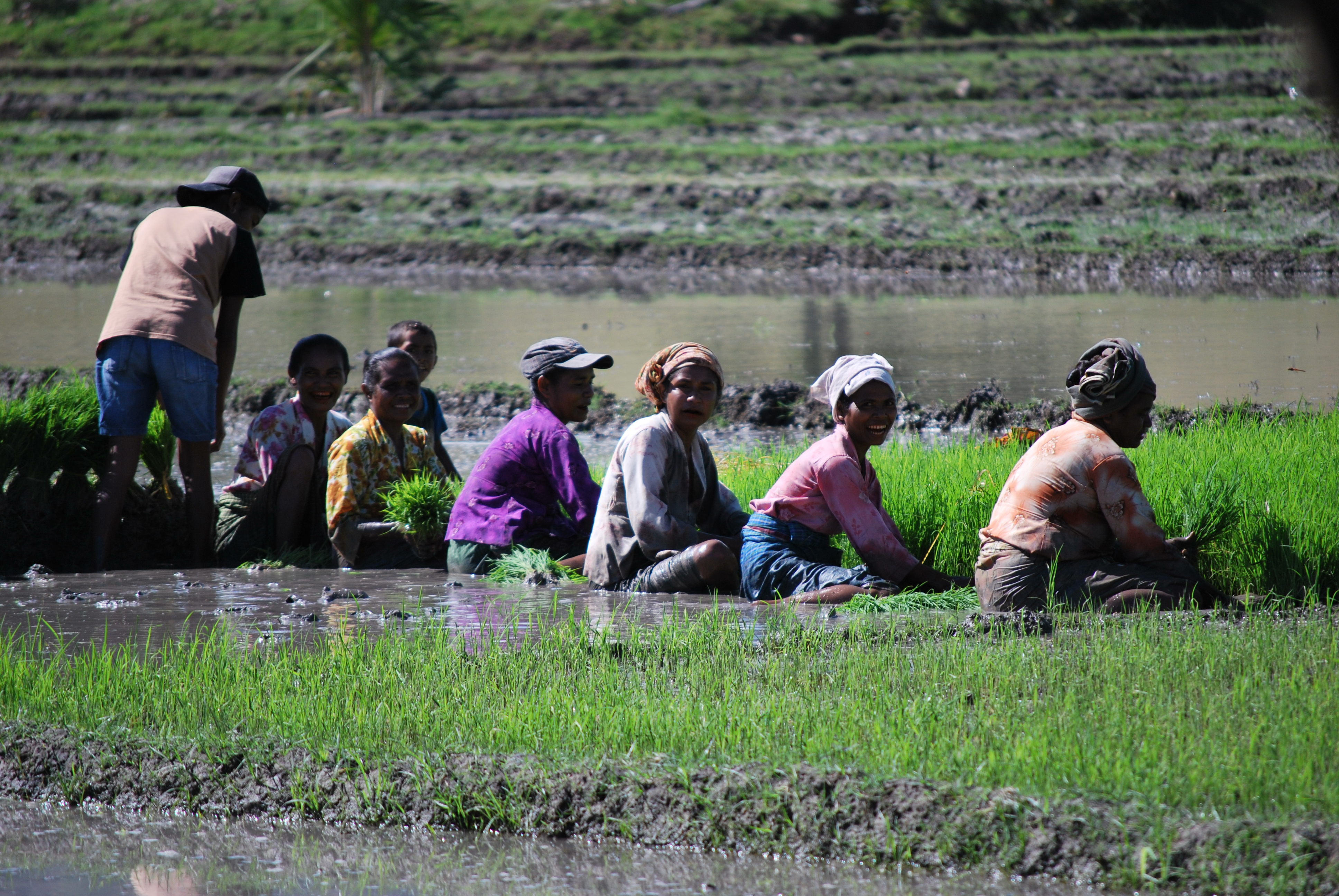
Reisfelder in Oemelo

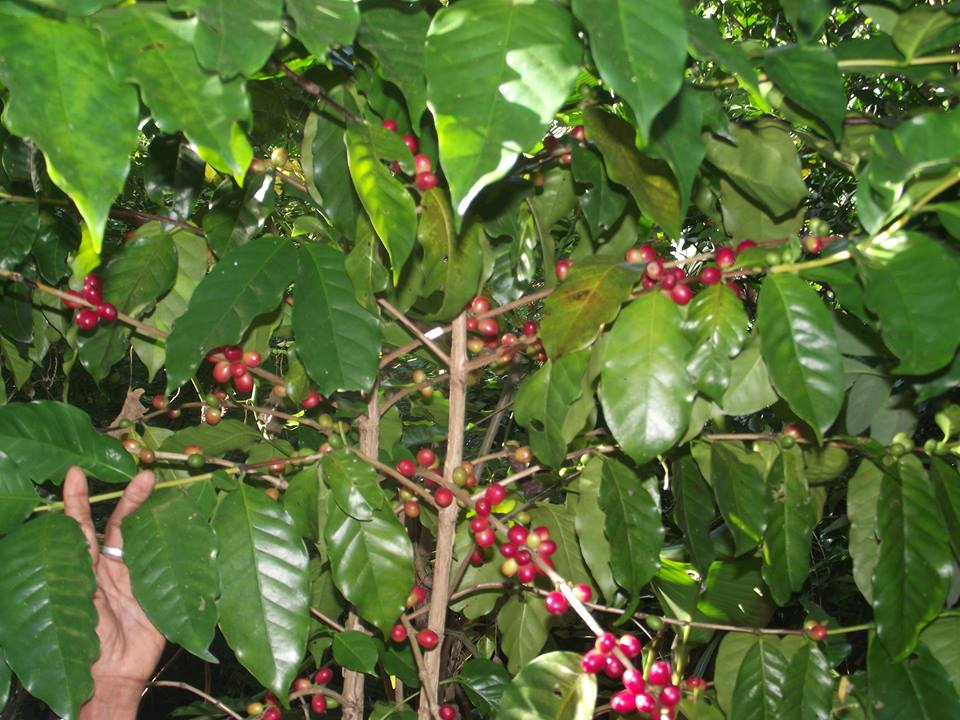
Kaffee in Cutete

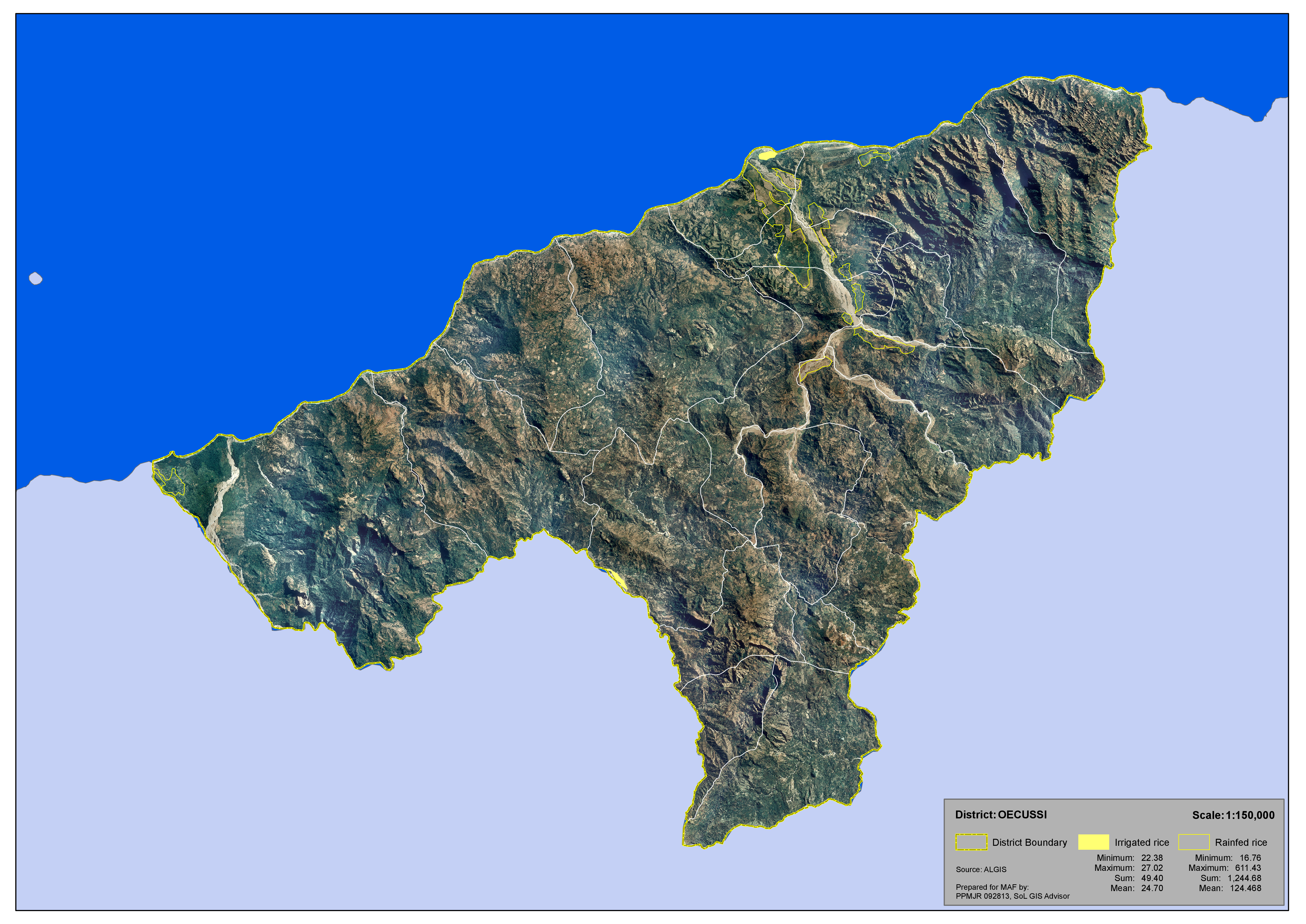
Satellitenbild Oe-Cusse Ambenos mit gelb markierten Reisfeldern

Laut der Volkszählung von 2010 arbeiten 46 % aller Einwohner, die zehn Jahre oder älter sind, 4 % sind arbeitslos. 84,0 % der Haushalte betreiben Ackerbau, 85,4 % Viehzucht, wobei jeweils in Nitibe am seltensten und in Passabe am häufigsten Landwirtschaft betrieben wird (Stand: 2010). Vier Fünftel der Haushalte in der Sonderverwaltungsregion bauen Reis an. Der Großteil der Ernte kommt aus den Anbaugebieten an den Ufern des Tono in Lifau und Padiae. Auch Mais, Maniok und Kokosnüsse gehören zu den häufig angebauten Nahrungspflanzen. Mehr als zwei Drittel der Haushalte pflanzen Gemüse wie Süßkartoffeln, Bohnen, Sojabohnen, Erdnüsse und verschiedene Kürbisse an. Daneben werden für den Handel Betel, Tabak, Tomaten, Schalotten, Knoblauch und Salate angebaut. In keiner anderen Region Osttimors pflanzen so viele Haushalte Feldfrüchte an und auch die Viehzucht wird hier überdurchschnittlich oft betrieben. Meist dient das der Eigenversorgung. Nur Kaffee wird deutlich seltener in Oe-Cusse Ambeno angebaut. Nur ein Fünftel der Haushalte haben Kaffeepflanzen. Fast die Hälfte davon liegt im südlichen, hoch gelegenen Verwaltungsamt Passabe, wo 67 % der Haushalte Kaffee anpflanzen.
Weit verbreitet ist die Brandrodung, bei der jährlich die Felder gewechselt werden. Geerntet wird einmal im Jahr zwischen März und Mai. Im Juni wird dann das neue Feld ausgewählt und im September oder Oktober von der Vegetation befreit. Sie ist dann mangels Regen ausgetrocknet und leicht abzubrennen. Baumstümpfe werden mit langen Stangen langsam aus dem Boden gehebelt. Nach dem ersten Regen in November bis Januar wird angepflanzt und ein- bis zweimal am Höhepunkt der Regenzeit gejätet. Wilde Affen und Vögel gefährden den Ernteerfolg und können ganze Felder ausplündern. Die Feldarbeit wird von Männern und Frauen gemeinsam ausgeführt. Die Bewässerungssysteme in der Sonderverwaltungsregion haben eine Gesamtlänge von 140 Kilometern und versorgen die Felder von 5000 Familien. Zwar befindet sich der Großteil der Anlagen im Besitz der Regierung oder der lokalen Kommunen, Missmanagement sorgt aber dafür, dass angesichts der Mengen an Wasser und fruchtbarem Land die Ernteerträge hinter den Möglichkeiten liegen. Zwischen Oktober/November und der Ernte ab März herrscht in den meisten Dörfern der Sonderverwaltungsregion eine Nahrungsmittelknappheit, da die Ernte des Vorjahres nicht ausreicht. Drei Fünftel der Kinder unter fünf Jahren leiden an ständiger Unterernährung. Es fehlt zudem in der alltäglichen Ernährung an Proteinen und Vitaminen. Anfang 2010 drohte eine Hungersnot, als eine Dürre zu Missernten führte. Die meisten Familien versuchen durch Sammeln von Wildpflanzen zusätzliche Nahrung zu gewinnen. Dazu sucht man Wildbohnen (coto, ipe), Palmfarnsamen (peta), Sago, Tamarinde und anderes. Immerhin hat sich die Versorgungslage der Bevölkerung in den letzten Jahrzehnten insofern gebessert, dass man sich auf den Märkten mit Nahrungsmitteln versorgen kann. Ein Großteil der Grundnahrungsmittel, wie Zucker, Reis, Mehl, Speiseöl oder Nudeln, wird aus Dili oder Indonesien importiert, was die Preise spürbar erhöht. Allein die Importsteuer für Dinge des täglichen Bedarfs aus Indonesien beträgt 5 %. Die Preise steigen noch weiter, wenn die Waren in die Verwaltungsämter außerhalb Pante Macassars gebracht werden.
Seit 2008 ist die Rinderzucht rückläufig. Betrieben sie 2008 noch 65 % der Haushalte, war es 2010 weniger als die Hälfte. Die Anzahl der Tiere sank von 25.089 um ein Drittel. Die Cooperativa Café Timor (CCT) arbeitet seit 2009 an einem Rinderzuchtprogramm. Sie organisiert den Kauf und Export von etwa einem Drittel der gemästeten Rinder und Büffel nach Indonesien. Zuvor arbeiteten die Züchter eigenständig. Mehrere Kooperativen betätigen sich zum Beispiel auch im Bereich der Fischerei und des Webens von Tais. Drei Viertel der Haushalte halten Hühner, fast ebenso viele Schweine, was für Osttimor nicht ungewöhnlich ist. Relativ hoch ist im Vergleich der Anteil der Haushalte mit Ziegenhaltung, während Wasserbüffel und Schafe kaum eine Rolle spielen. 5 % der Haushalte in Oe-Cusse Ambeno halten sich Pferde, die in der Sonderverwaltungsregion angesichts der Straßenverhältnisse noch immer ihre Daseinsberechtigung als Transportmittel haben. Die Fischerei spielt nur eine geringe Rolle.

### Industrie

Logo der ZEESM

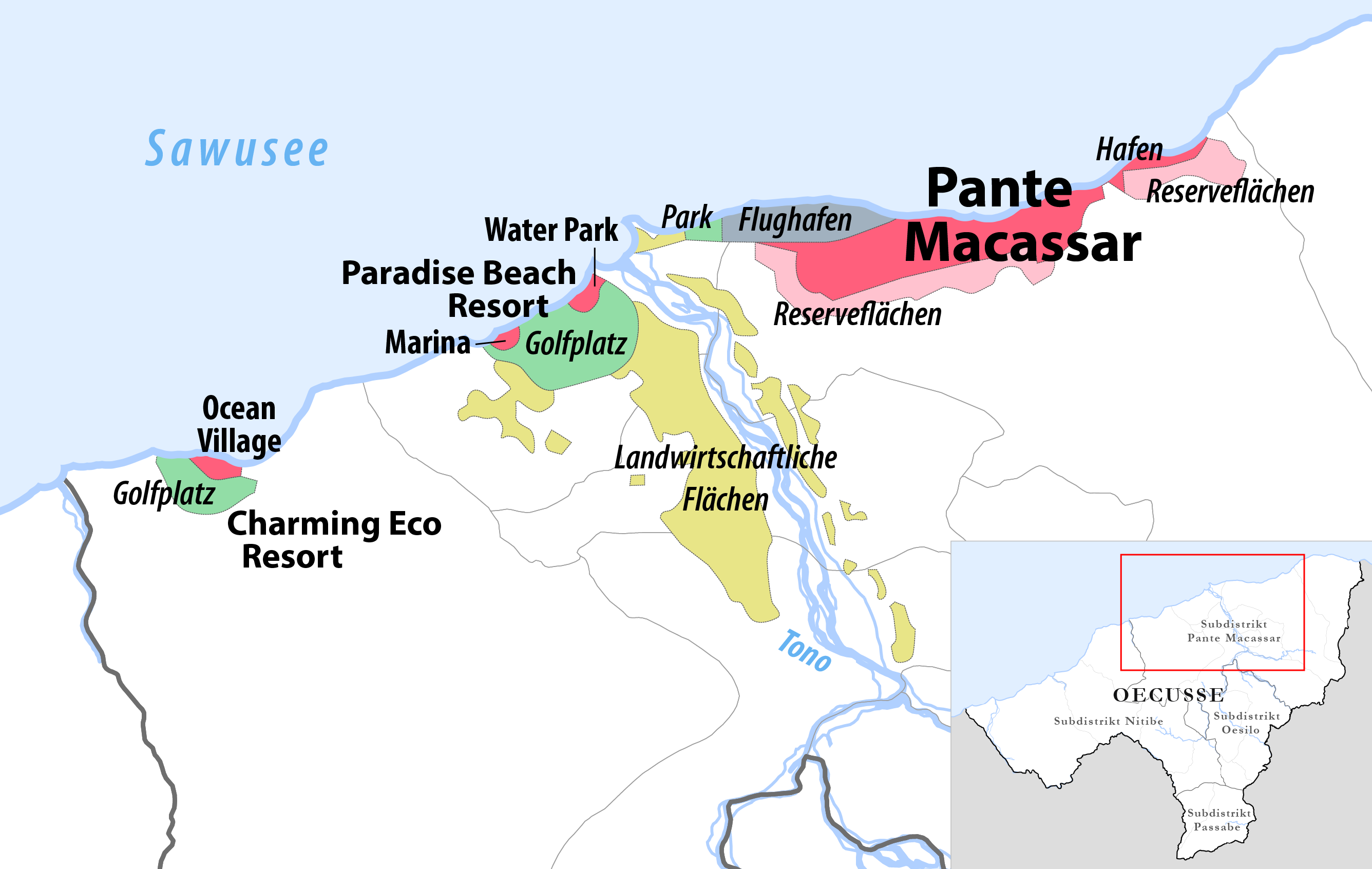
Planung für die ZEESM

In Naimeco befindet sich ein Steinbruch und eine Asphaltmischanlage. In Cunha gibt es weitere Gesteinsvorkommen, die sich als Baustoff eignen. Bausand findet sich in Kinloki. Daneben gibt es einige Zementziegeleien, Reismühlen, Tischlereien und in Heimarbeit werden Tais gewebt. Oft fehlt es aber an Investitionskapital und ausgebildeten Arbeitskräften. Dazu kommt die Abhängigkeit von Lieferungen von Rohmaterial und Rohstoffen aus Dili oder Indonesien. Trotzdem gibt es etwa 600 Unternehmen in Oe-Cusse Ambeno, mehr als die Hälfte davon Kleinstunternehmen und meistens in Pante Macassar.
In den Sucos Costa und Nipane (Verwaltungsamt Pante Macassar) ist auf 107 bis 300 ha eine Sonderzone für soziale Marktwirtschaft (ZEESM) geplant. Hier sollen sich Firmen nah dem Seehafen und dem Flughafen ansiedeln. Dazu kommen zwei Touristenressorts mit Yachthafen und Golfplätzen. Wert wird auf die soziale Verantwortung der Unternehmen gelegt. Die Einrichtung erfordert Investitionen von 4,11 Milliarden US-Dollar über 20 Jahre, davon 2,75 Milliarden US-Dollar aus privaten Quellen und 1,36 Milliarden US-Dollar vom Staat. Am 25. Mai 2014 wurde offiziell mit den Bauarbeiten für die Infrastruktur der Sonderzone begonnen. 2015, zum 500. Jahrestag der ersten portugiesischen Landung, sollen die grundlegenden Anlagen fertig sein.

### Handel

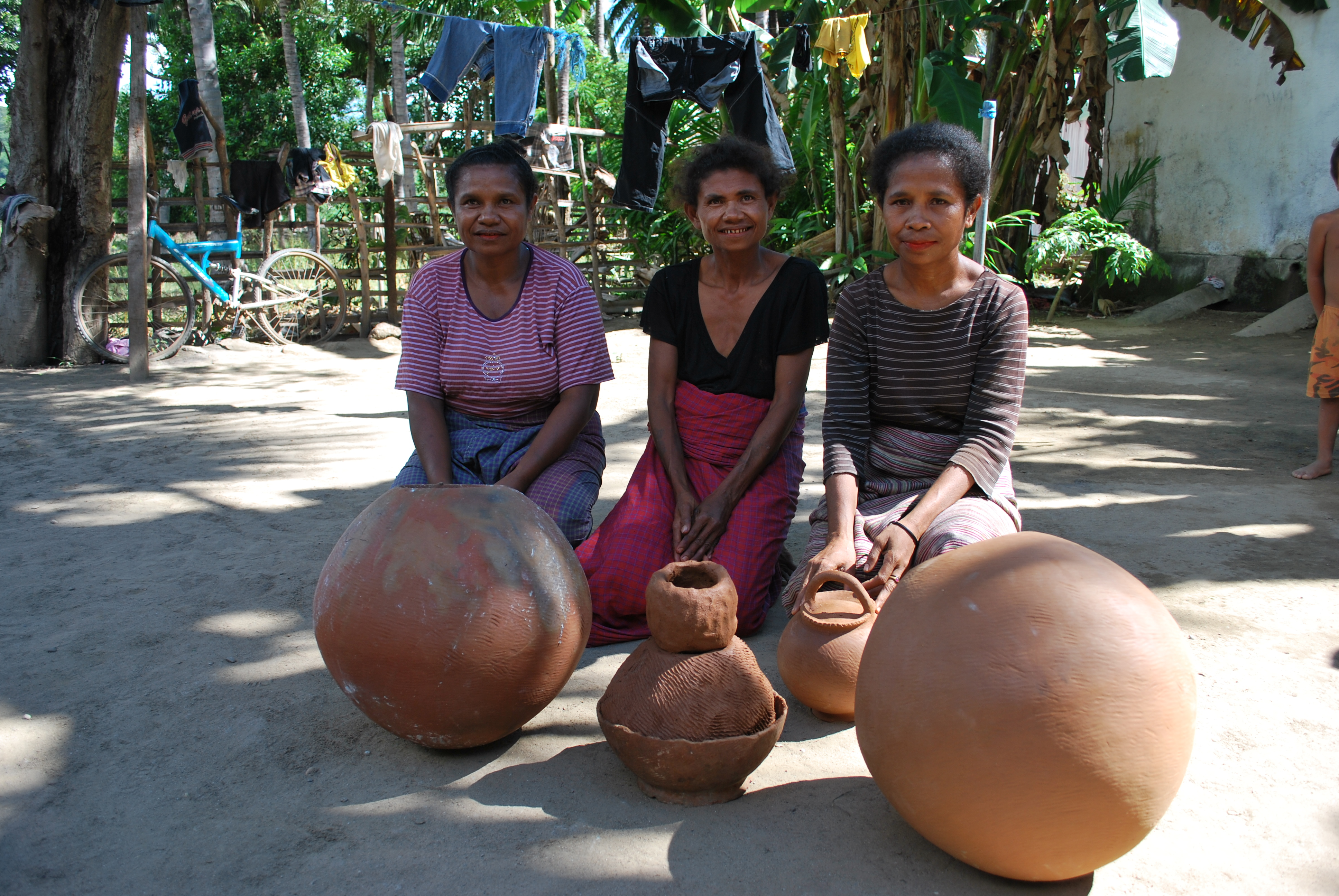
Tonkrüge, wie hier aus Taknebo, dienen als Handelsware

Der Rinderhandel mit Indonesien war in den letzten Jahren eine Haupteinnahmequelle der Einwohner der Sonderverwaltungsregion. Allerdings sind die Bedingungen für die Osttimoresen für den Grenzübertritt ein Problem. Reisepass und Visum müssen in der Landeshauptstadt Dili beantragt werden, beides mit einem für die örtlichen Verhältnisse hohen finanziellen Aufwand. Oft läuft der Viehexport daher, ohne dass man die offiziellen Import-/Exportwege beachtet, zu Ungunsten der osttimoresischen Staatskasse. Allgemein ist der Schmuggel über die „Mäusepfade“ (jalan tikus) ein ernstzunehmendes Problem. Neben dem Viehhandel soll destillierter Palmwein ein Hauptexportgut Oe-Cusse Ambenos in das benachbarte Indonesien und nach Dili sein.
In Pasar Tono findet einmal die Woche der wichtigste Markt der Region statt. Andere Märkte finden im Sechs-Wochen-Rhythmus statt. Neben Obst und Gemüse wird hier mit lokalen Backwaren, Tabak, Betel, Palmwein, Trockenfisch, Eier und Waren aus Indonesien, wie Kleidung und Haushaltsgegenständen gehandelt. Auch Karotten, Blumenkohl, große Zwiebeln, Kohl und Kartoffeln kommen meist aus dem indonesischen Teil Westtimors und sind entsprechend deutlich teurer. Einzige handwerkliche Produkte aus Oe-Cusse Ambeno auf den Märkten sind gewebte Tücher, Betelschachteln und Tonkrüge. Der Import von Gütern aus Indonesien hat im Laufe der Jahre zugenommen. Durch Importzölle konnte die Staatskasse Osttimors 15.873,26 US-Dollar im Jahr 2008 einnehmen, 2010 waren es schon 60.317,86 US-Dollar.
Neben einer Filiale der Zentralbank Osttimors sind in der Sonderverwaltungsregion die Banco Nacional Ultramarino (BNU) und die Banco Nacional Comercial de Timor-Leste (BNCTL) vertreten. Die Zentralbank kümmert sich unter anderem um den Umtausch fremder Währungen, während die beiden kommerziellen Banken zum Beispiel Kredite ab 80 US-Dollar zur Geschäftsgründung anbieten. Bei der BNCTL haben 1191 Kunden in Oe-Cusse Ambeno Kredite, 3261 besitzen ein Sparkonto (Stand 2014).

### Infrastruktur und Verkehr

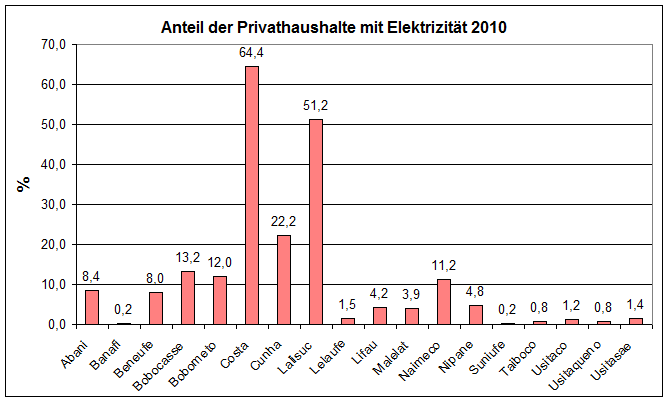
Anteil der Privathaushalte mit Elektrizität in den Sucos Oe-Cusse Ambenos (2010)

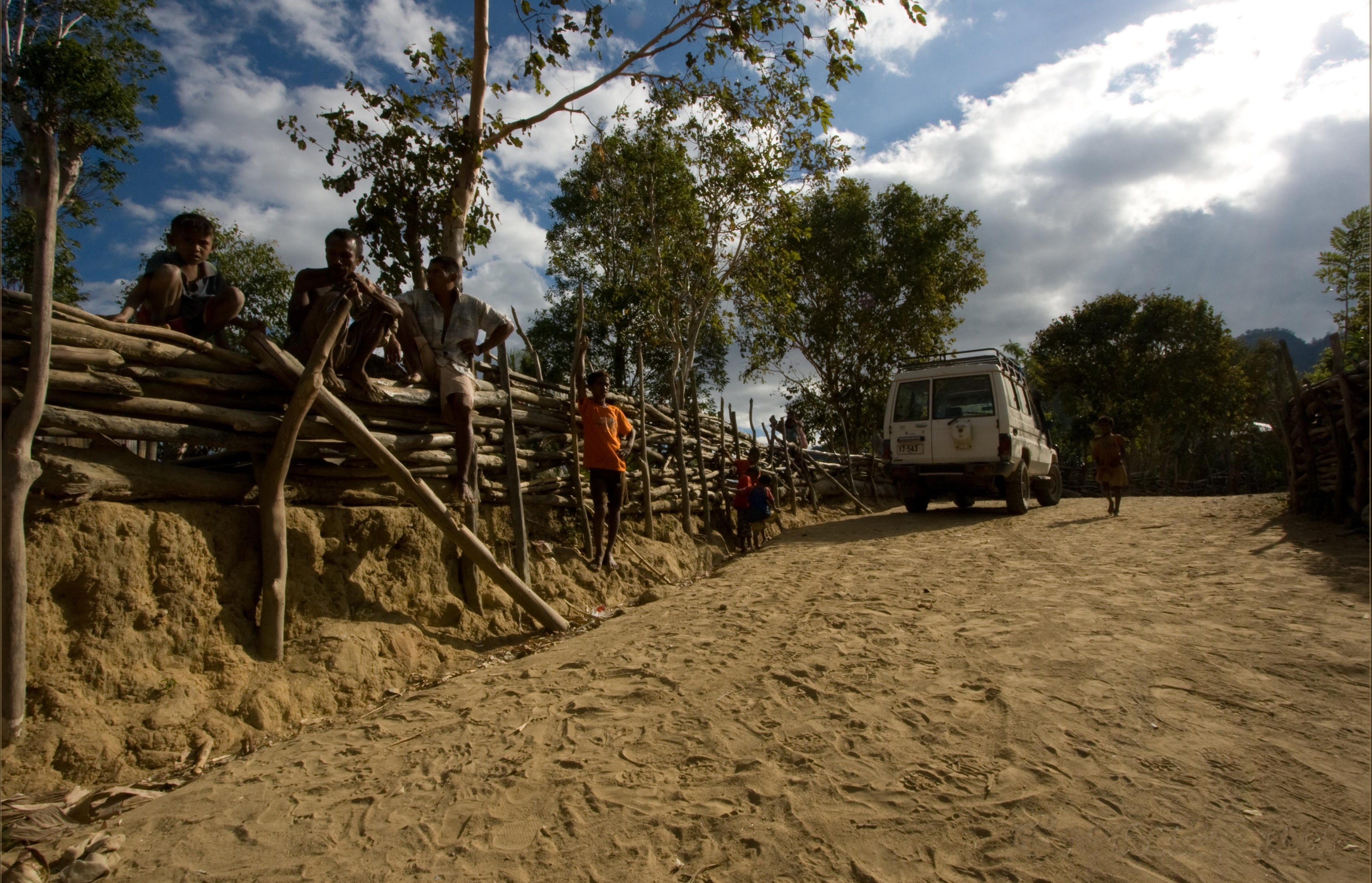
Straße nahe Cutete

Das Inur-Sacato-Kraftwerk in Sacato ist seit 2015 im Betrieb. Gebaut wurde es von der finnischen Firma Wärtsilä. Bis 2016 sollte es durch ein Gas-und-Dampf-Kombikraftwerk ergänzt werden, um auch die Neubauten der ZEESM zu versorgen. Das 37 Millionen US-Dollar teure Kraftwerk hat mit vier Generatoren eine Leistung von 17,3 MW und soll die gesamte Sonderverwaltungsregion versorgen. Derzeit wird die Anlage mit Leichtöl betrieben, ein Wechsel auf Erdgas ist möglich. Davor waren nur fünf der 18 Sucos ans Stromnetz angeschlossen. Strom wurde nur für wenige Stunden in der Nacht von Dieselgeneratoren erzeugt, sofern die Fähre ausreichend Treibstoff nach Oe-Cusse Ambeno gebracht hatte. Meistens werden Petroleumlampen als Lichtquelle verwendet.
Fast alle Haushalte benutzen Holz zum Kochen. Die Wasserversorgung ist mangelhaft, auch wenn über 60 % der Haushalte Zugang zu sauberen Trinkwasserquellen haben. Dabei haben nur 20 % das Wasser am oder im Haus. Die Bewohner der anderen Haushalte müssen zumeist das Trinkwasser aus öffentlichen Leitungen, Brunnen, Quellen (89 in der ganzen Sonderverwaltungsregion) oder Gewässern holen. In den ländlichen Regionen liegt der Pro-Kopf-Wasserverbrauch bei 30 bis 60 Litern pro Tag, in der Stadt bei 60 bis 120 Litern. Davon sind aber nur fünf Liter Trinkwasser, welches immer vor der Nutzung gekocht werden muss. Mitschuld an der mangelnden Infrastruktur haben die Indonesier, die 1999 nahezu das gesamte Strom- und Wassernetz zerstörten oder abbauten und fortbrachten, ebenso wie Metalldächer, Solarzellen und Fahrzeuge. 35 % der städtischen und 18,9 % der ländlichen Haushalte haben funktionierende Toiletten.
94 % der Haushalte Oe-Cusse Ambenos wohnen im Eigenheim, bei 3 % gehört das Haus der Familie. Nur ein Fünftel aller Wohnhäuser sind aus Ziegeln oder Beton, der Großteil der Gebäude wird immer noch aus Naturmaterialien wie Bambus, Palmwedeln oder Lehm hergestellt. Auch die Dächer bestehen meist aus Palmwedeln, wobei ein Drittel der Wohnhäuser inzwischen Dächer aus Zink- und Eisenblech hat. Das problematische Asbest, das während der indonesischen Besatzungszeit Verwendung fand, benutzen nur noch 45 Wohnhäuser. Gerade mal ein Fünftel der Wohnhäuser hat Beton- oder Fliesenböden. Ansonsten herrscht noch gestampfter Lehm als Baumaterial vor.
| Anteil Haushalte mit …        |                              |                                        |                                        |                   |                         |                     |                     |               |
| … Hauswänden aus …            |                              |                                        |                                        |                   |                         |                     |                     |               |
| Ziegel / Beton                | Ziegel / Beton               | Holz                                   | Bambus                                 | Eisen-/ Zinkblech | Eisen-/ Zinkblech       | Palmwedel           | Lehm                | Sonstiges     |
| 20 %                          | 20 %                         | 12 %                                   | 17 %                                   | 2 %               | 2 %                     | 45 %                | 2 %                 | 2 %           |
| … Dächern aus …               | … Dächern aus …              | … Dächern aus …                        | … Dächern aus …                        | … Böden aus …     | … Böden aus …           | … Böden aus …       | … Böden aus …       | … Böden aus … |
| Palmwedel / Stroh             | Eisen-/ Zinkblech            | Dachziegel                             | Sonstiges                              | Beton             | Fliesen                 | Boden / Lehm        | Bambus / Holz       | Sonstiges     |
| 65 %                          | 34 %                         | 0,2 %                                  | 0,8 %                                  | 16 %              | 3 %                     | 77 %                | 1 %                 | 2 %           |
| Trinkwasserversorgung durch … |                              |                                        |                                        |                   |                         |                     |                     |               |
| Leitung oder Pumpe im Haus    | Leitung oder Pumpe außerhalb | Öffentliche Leitung, Brunnen, Bohrloch | Öffentliche Leitung, Brunnen, Bohrloch | geschützte Quelle | nicht geschützte Quelle | Oberflächengewässer | Oberflächengewässer | Sonstiges     |
| 2 %                           | 18 %                         | 15 %                                   | 15 %                                   | 28 %              | 34 %                    | 3 %                 | 3 %                 | 1 %           |
| Energiequelle zum Kochen      | Energiequelle zum Kochen     | Energiequelle zum Kochen               | Energiequelle zum Kochen               | Lichtquelle       | Lichtquelle             | Lichtquelle         | Lichtquelle         | Lichtquelle   |
| Elektrizität                  | Petroleum                    | Holz                                   | Sonstiges                              | Elektrizität      | Petroleum               | Holz                | Kerzen              | Sonstiges     |
| 1 %                           | 3 %                          | 95 %                                   | 1 %                                    | 19 %              | 77 %                    | 3 %                 | 0,4 %               | 0,6 %         |

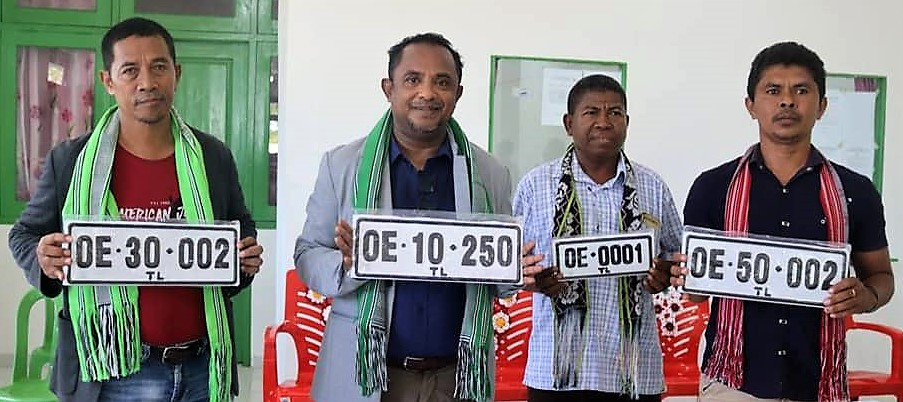
Vorstellung der neuen Kfz-Kennzeichen für Oe-Cusse Ambeno (2022)

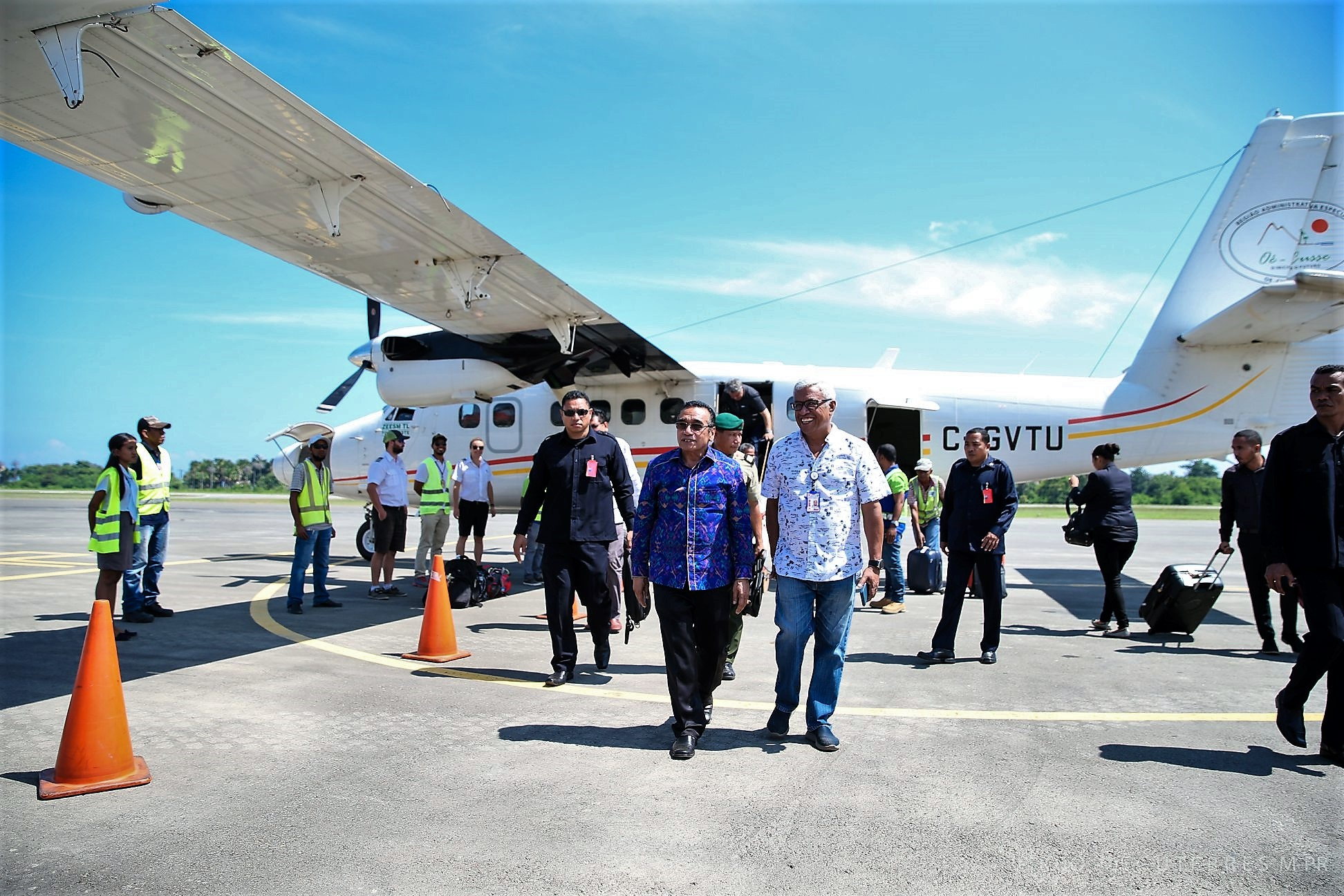
Staatspräsident Francisco Guterres kommt am Aeroporto Internacional de Oe-Cusse Rota do Sândalo mit einer der Maschinen der ZEESM an

Von Sacato aus führt die Überlandstraße A19 die Küste entlang nach Westen bis Pante Macassar. Weiter bis zur indonesischen Grenze geht die A18. Die A17 führt von Pante Macassar bis nach Passabe und dann wieder nach Norden bis nach Nitibe. Kleinere Orte werden durch schlechter ausgebaute Straßen und Pisten mit der Außenwelt verbunden. Insgesamt verfügt Oe-Cusse Ambeno über 350 Straßenkilometer, 23 Kilometer davon sind Ortsstraßen (2014). Die Straßen sind bestenfalls mit Schotter bedeckt, meist sind es aber einfachste Pisten. Den öffentlichen Personentransport zwischen den Orten übernehmen zumeist Kleinbusse mit neun Sitzen (Mikroléts) oder Lastwagen. Seit 2004 gibt es in Pante Macassar auch Motorrad-Taxis. 2022 führte die Regionalbehörde für Fahrzeuge aus der Exklave Kfz-Kennzeichen ein, die statt der ersten zwei Ziffern oder dem einzelnen Buchstaben für das Motorrad die Buchstaben OE haben.

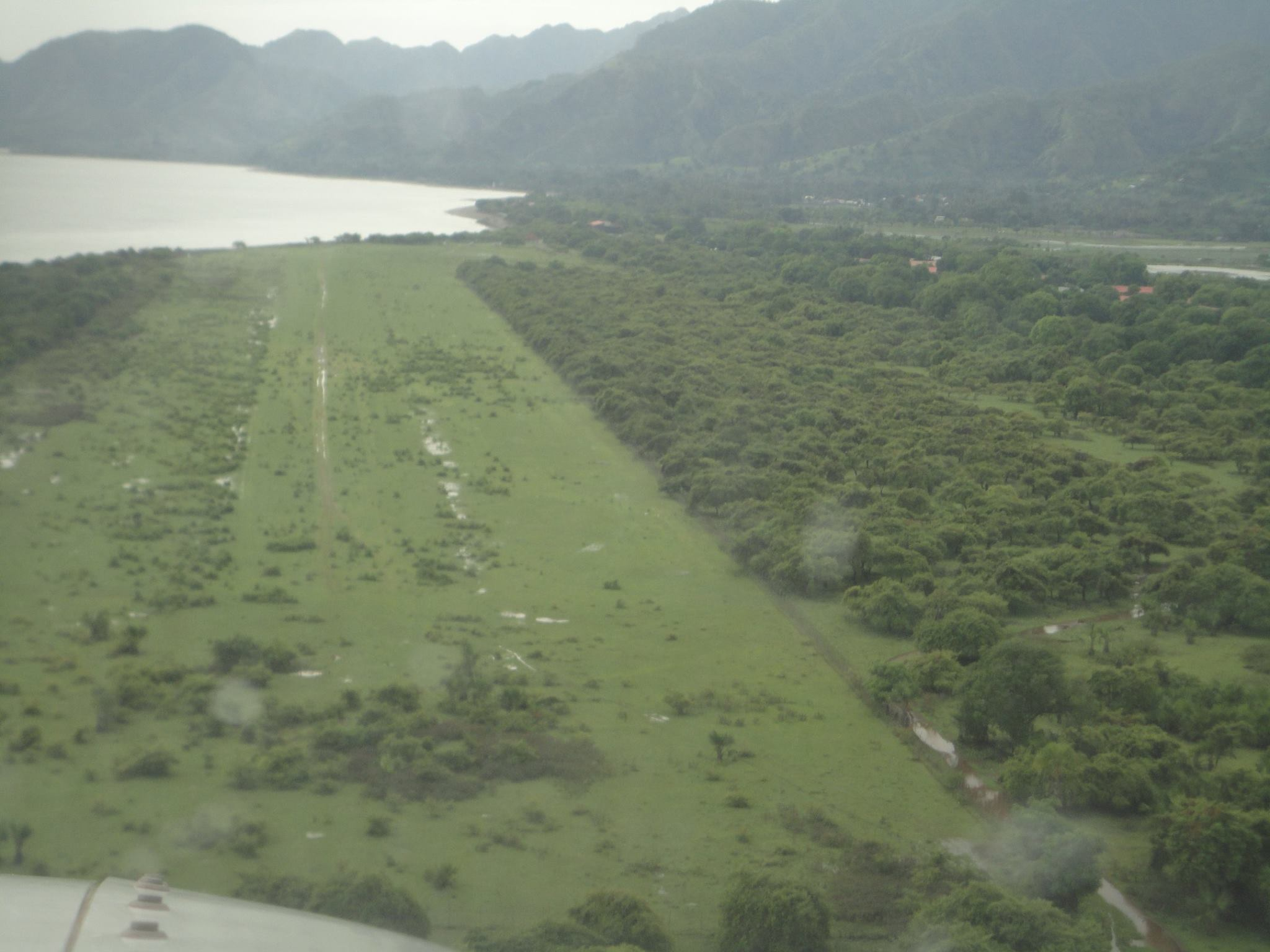
Anflug auf das Flugfeld Palaban, bevor es zum modernen Flughafen ausgebaut wurde

Oe-Cusse Ambeno hat einige Hubschrauberlandeplätze und den Aeroporto Internacional de Oe-Cusse Rota do Sândalo (ehemals Flugfeld Palaban), zwischen Lifau und Pante Macassar (ICAO: WPOC, IATA: OEC), der inzwischen für größere Passagiermaschinen ausgebaut ist. Seit Juni 2017 bestand eine Flugverbindung nach Dili mit einer Zwei-Propeller-Maschine der ZEESM-Behörde. Der Betrieb wurde aber 2024 eingestellt. Aero Dili kündigte für Juni 2024 Flüge zweimal die Woche an.
Die Verbindung mit dem Mutterland wird durch die Fähren Berlin-Ramelau, Berlin Nakroma und einige Frachtschiffe gehalten, die zwischen Pante Macassar und Dili verkehren. Kitahara Mahata, der Hafen von Pante Macassar liegt zwei Kilometer östlich des Zentrums bei Mahata. Er wurde zwischen 2011 und 2013 mit japanischer Hilfe erweitert, kann aber nur Schiffe mit maximal 22 Bruttoregistertonnen bedienen. Insgesamt kann der Hafen 2000 Tonnen an Gütern aufnehmen.
Pante Macassar verfügt über das einzige Krankenhaus der Sonderverwaltungsregion. Die medizinische Versorgung der Bevölkerung außerhalb übernehmen kommunale Gesundheitszentren in Baqui, Oesilo, Passabe und Citrana, 17 medizinische Stationen in kleineren Orten und 18 kommunale Gesundheitsdienste.
Timor Telecom, Telkomcel und Telemor betreiben Telekommunikationsnetze in Oe-Cusse Ambeno. Jeder vierte Haushalt verfügte 2010 über ein Telefon, Mobiltelefone mit eingerechnet.
Der lokale Radiosender ist Radio Komunidade Atoni Lifau auf 93,3 MHz. Ein Viertel der Haushalte verfügt über ein Radio, jeder zehnte über einen Fernseher. Einzige regionale Zeitung ist die seit 2003 bestehende Lifau Post.

## Sport
Das Fußballteam Associação Desportiva Oecusse (Ad. Oecusse) spielte in der nationalen Liga Taça Digicel. Im Mai 2014 fand der ZEESM Cup (Copa ZEESM) statt, bei dem mehrere lokale Fußballvereine gegeneinander antraten.

## Persönlichkeiten aus Oe-Cusse Ambeno
- Francisco Xavier Marques (1962–2022), Distriktsadministrator
- Otélio Ote (* 1969), Journalist
- Lúcia Taeki (* 1972), Politikerin
- Arsénio Bano (* 1974), Politiker
- Noémia Sequeira (* 1980), Politikerin
- Sancia Florência Paixão Bano (* 1982), Politikerin
- Fernando Hanjam, Hochschullehrer und Politiker
- Jorge da Conceição Teme, Politiker[222]

## Partnerschaften
- Oeiras, Portugal (seit 30. September 2014)[223]

## Der fiktive Staat Occussi-Ambeno

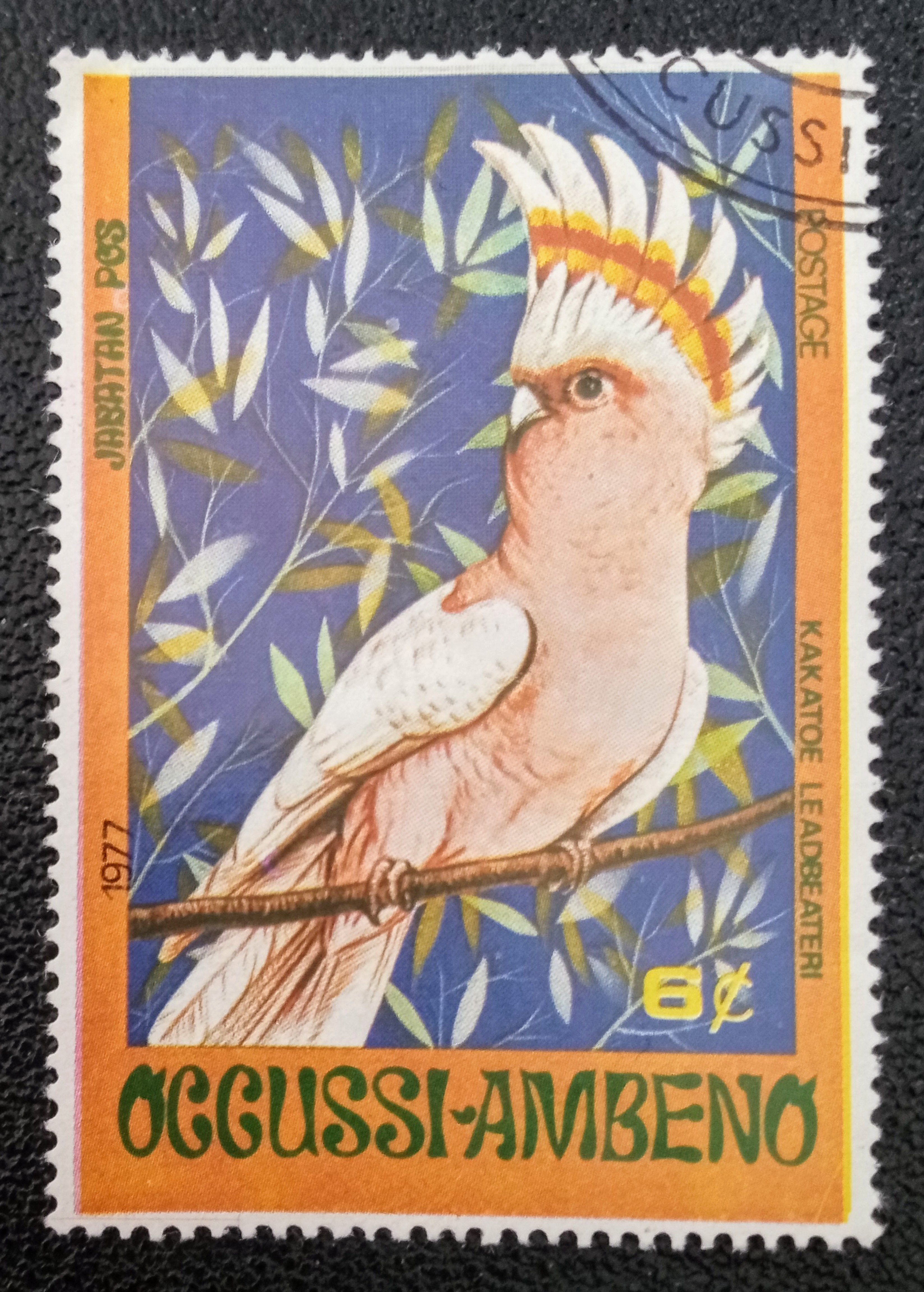
Briefmarke des fiktiven Staates Occussi-Ambeno

In den 1970er Jahren gründete eine Gruppe um den neuseeländischen Anarchisten Bruce Grenville einen fiktiven Staat, das Sultanat von Occussi-Ambeno. Sie erfanden eine Geschichte des Landes und begannen Briefmarken, Briefköpfe usw. herauszugeben. Die Briefmarken fanden unter Sammlern weltweit Absatz.

## Literatur

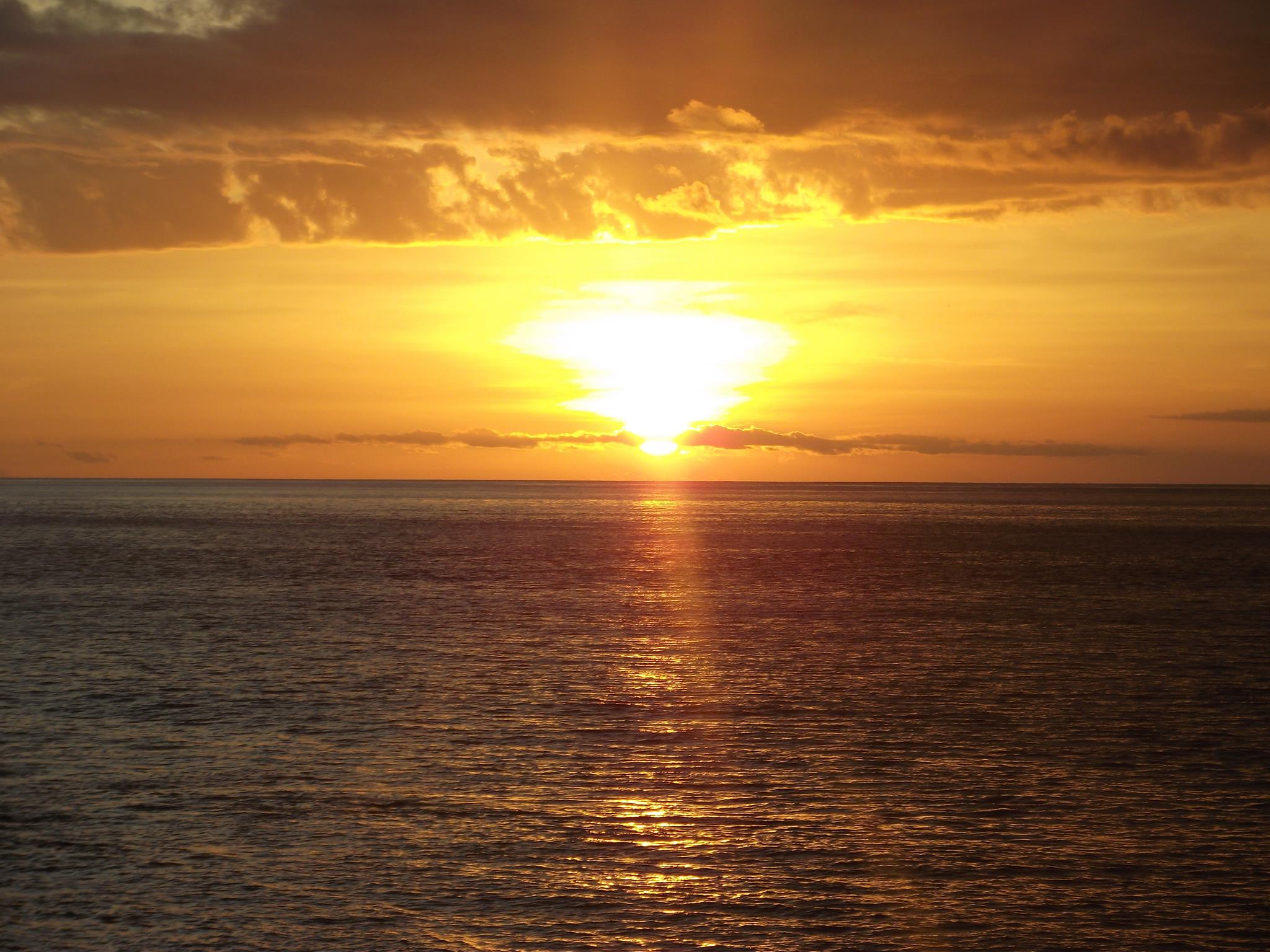
Sonnenuntergang bei Oe-Cusse Ambeno

## Belege

### Hauptbelege
- Michael Geoffrey Audley-Charles: The Geology of Portuguese Timor. In: Memories of the Geological Society of London. Nr. 4, 1968.
- Arsenio Bano: Oecusse: Special Economic Zones of Social Market Economy. (Memento vom 6. Mai 2014 im Internet Archive) Zonas Especiais de Economia Social de Mercado de Timor-Leste [ZEESM TL] (Projecto Piloto Distrito Oecusse), 2014 (englisch).
- Geoffrey C. Gunn: History of Timor, verfügbar vom Centro de Estudos sobre África, Ásia e América Latina, CEsA der TU-Lissabon (PDF-Datei; 805 kB).
- Boaventura Soares da Silva u. a. (Hrsg.): Perfil Distritu Oecusse. Direksaun Nacional Administrasaun Local, Dili, Timor-Leste, 2012; descentralizasaun.files.wordpress.com (PDF; tetum).
- Laura Suzanne Meitzner Yoder: Custom, Codification, Collaboration: Integrating the Legacies of Land and Forest Authorities in Oecusse Enclave, East Timor. Dissertation, Yale University, 2005; oecusse.com (Memento vom 7. März 2007 im Internet Archive; PDF; 1,46 MB).
- District Profile Oecussi Enclave, Democratic Republic of East Timor. Ministry of State Administration, Government of Timor-Leste, 2002 (englisch);estatal.gov.tl (PDF; 687 kB).